# Époque Sengoku
Vous lisez un « article de qualité » labellisé en 2020.
Pour un article plus général, voir Époque de Muromachi.
Pour les articles homonymes, voir Sengoku.
Milieu du XVe siècle – Fin du XVIe siècle
Entités précédentes :
- Époque Nanboku-chō

Entités suivantes :
- Époque Azuchi Momoyama

L'époque Sengoku (戦国時代, Sengoku-jidai, littéralement « époque des provinces en guerre », en référence à la période des Royaumes combattants chinois) est une ère de l'histoire du Japon marquée par des turbulences sociales, des intrigues politiques et des conflits militaires quasi permanents, qui s'étend du milieu du XVe siècle à la fin du XVIe siècle au Japon. Au sens strict, cette période débute à la fin des guerres d'Ōnin en 1477 et dure jusqu'en 1573, lorsque le seigneur de la guerre Oda Nobunaga destitue le dernier shogun Ashikaga. Elle couvre approximativement la seconde moitié de l'époque de Muromachi entendue au sens large, qui correspond au shogunat des Ashikaga et s'étend de 1336 à 1573.
Les guerres d'Ōnin (1467 – 1477) plongèrent le gouvernement central du Japon dans une crise grave, réduisant à néant l'autorité politique des shoguns de la dynastie Ashikaga, et avec elle celle de l'aristocratie de la capitale Kyoto, et laissant la voie ouverte à la domination de la catégorie des guerriers. Celle-ci fut rapidement bouleversée par un ensemble de désordres, que les contemporains désignaient par le terme gekokujō, renvoyant à l'idée de renversement de l'ordre établi. En effet, ce furent en général des personnes provenant des clans des couches moyennes et inférieures de la catégorie guerrière qui renversèrent l'élite militaire traditionnelle et se rendirent indépendantes du pouvoir central, en formant dans les provinces une myriade d'entités politiques qu'elles géraient sans rendre de comptes à un suzerain : Go-Hōjō, Imagawa, Oda, Takeda, Mōri, Shimazu, etc. Ces personnages étaient désignés par le terme de daimyō, qualifiant un chef guerrier, et leur pouvoir reposait sur leurs capacités militaires et celles de leurs vassaux guerriers, qui constituaient le socle des États provinciaux de cette période. L'instabilité politique se traduisit par des affrontements guerriers entre les différents clans, et des luttes intestines au sein de clans, ou entre suzerains et vassaux, avec pour conséquence des revers de fortune, et la disparition fréquente de seigneurs de guerre, voire de clans. Bien que certaines de ces entités politiques soient parvenues à élaborer un ordre politique interne reposant sur une armée, un système juridique et l'exploitation des ressources économiques du territoire dans un but essentiellement militaire, elles tendirent à un mouvement de concentration politique dans la seconde moitié du XVIe siècle. L'époque Azuchi Momoyama, qui succéda à la période Sengoku et s'étendit de 1573 à 1600, correspond à la dernière phase des conflits entre seigneurs de la guerre. Elle s'acheva avec l'unification du Japon sous les actions successives d'Oda Nobunaga, qui commença le premier à constituer un État hégémonique dans le Tōkai et le Kinai, de Toyotomi Hideyoshi qui mena à bien l'unification du reste du Japon, puis de Tokugawa Ieyasu qui mit en place le régime d'Edo en 1603.
La période Sengoku, et plus largement le siècle et demi allant de 1450 à 1600 correspondent à une longue phase de transition entre le Japon médiéval et celui de la « première modernité », entre l'effondrement du shogunat des Ashikaga et la mise en place de celui des Tokugawa. Les structures politiques et sociales du Japon médiéval furent ébranlées, puis progressivement abattues durant les troubles de cet âge guerrier, qui vit sur sa fin la mise en place d'un nouvel ordre socio-politique posant les bases de la longue ère Edo (1603 – 1868). Cette période fut aussi caractérisée par l'établissement de structures politiques plus autonomes s'élevant dans le contexte d'affaiblissement des pouvoirs centralisateurs, à partir des communes rurales de plus en plus autonomes qui donnèrent naissance à plusieurs ligues de guerriers locaux, parfois sous les auspices de mouvements religieux. Cette époque fut également marquée par un essor économique, avant tout perceptible dans le domaine commercial, qui se traduisit aussi par un essor urbain et l'affirmation politique des communautés de bourgeois des grandes villes (Kyoto, Sakai). L'horizon du Japon s'ouvrit à la suite de l'établissement des premiers contacts avec des navires européens en 1543, puis du début de l'implantation du christianisme dans le pays. Du point de vue culturel, le Japon restait marqué par une importante influence chinoise, mais il connut des développements marquants à partir de la culture d'Higashiyama (années 1480 – 1490), contribuant à forger l'esthétique japonaise des périodes suivantes, notamment dans l'art de la cérémonie du thé, de la composition florale, de la peinture sur rouleaux et paravents, de l'organisation de l'espace intérieur, etc.

## La rupture: les guerres d'Ōnin (1467-1477)

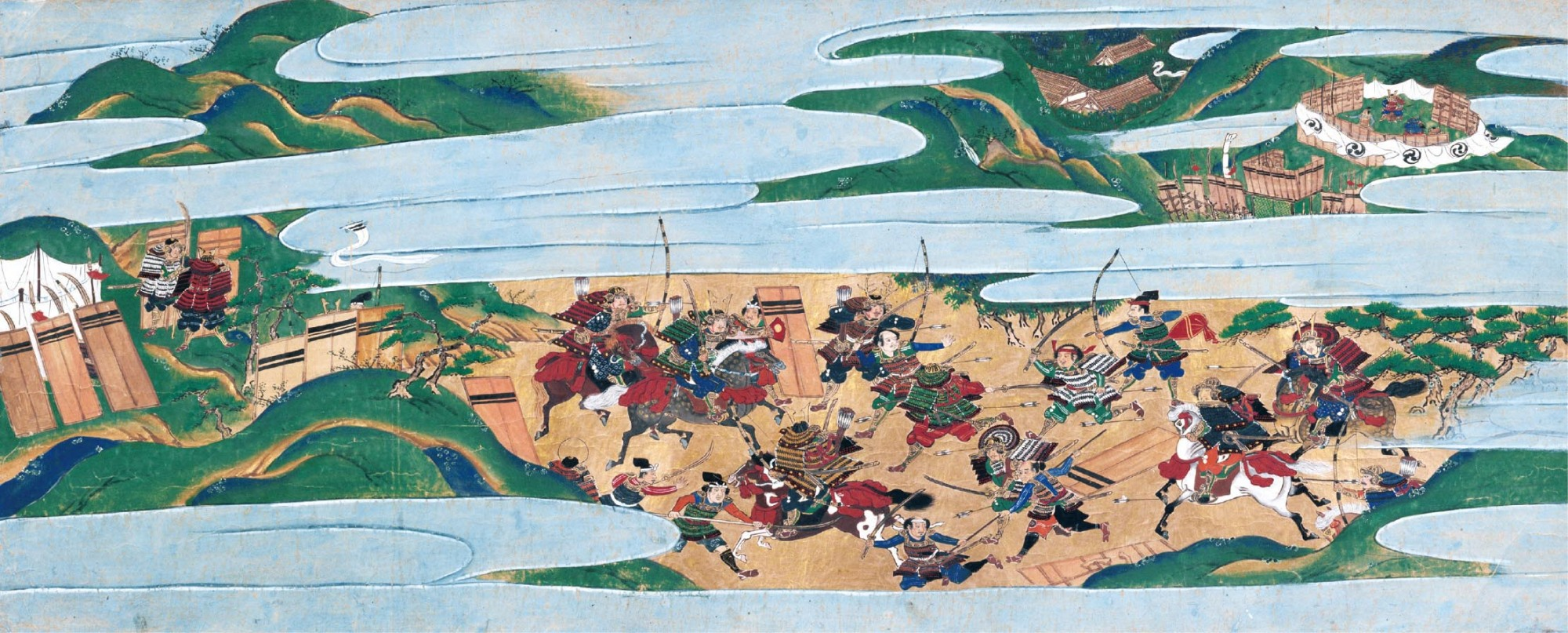
Affrontements de la guerre d'Ōnin. Shinnyo-dō engi emaki (« Rouleau illustré de l'histoire du temple Shinnyo-dō »), Shinnyo-dō (Kyoto), 1524.

Le début de la période Sengoku fut marqué par une décennie de guerres qui va de 1467 à 1477, regroupées sous la dénomination de « guerres d'Ōnin » (Ōnin no ran) ou parfois « guerres d'Ōnin et de Bunmei », Ōnin (1467 – 1469) et Bunmei (1469 – 1487) étant les ères durant lesquelles elles se déroulèrent. Ces conflits se déclenchèrent dans un contexte d'affaiblissement du shogunat des Ashikaga, en principe l'autorité politique suprême du pays, mais mis à mal par l'assassinat du shogun Yoshinori en 1441. Cet événement ouvrit la voie à une montée en puissance des grands clans dont les chefs étaient détenteurs de commandements militaires provinciaux : les shugo, en particulier dans les provinces orientales, mais aussi dans la région de Kyoto, le Kinai, où les clans Yamana et Hosokawa luttaient pour la domination de la cour du shogun. Les principaux clans du pays étaient souvent divisés par des guerres successorales, et c'est l'une d'entre elles, au sein du clan Hatakeyama, qui déclencha le conflit dans lequel furent entraînés les autres clans, dont les deux plus importants. D'un côté se trouvait Hatakeyama Masanaga, allié à Hosokawa Katsumoto, et de l'autre Hatakeyama Yoshinari, allié à Yamana Sōzen (ou Mochitoyo). À cela s'ajoutait un conflit successoral au sein du clan Shiba dont les parties prenantes cherchèrent une alliance similaire, ainsi qu'un conflit dans la famille du shogun Ashikaga Yoshimasa, entre son frère Yoshimi et son fils Yoshihisa. Quoi qu'il en soit, ces litiges furent un prétexte pour les Hosokawa et les Yamana d'en venir aux armes en 1467 : les premiers formèrent la coalition de l'Est et les seconds la coalition de l'Ouest. Les deux camps entrèrent dans une série de conflits qui provoqua, dès le démarrage des hostilités, la destruction de la majeure partie de Kyoto, en premier lieu son secteur officiel, et la dévastation des campagnes du Kinai. La mort de maladie des deux chefs des coalitions, Hosokawa Katsumoto et Yamana Sōzen, en 1473, provoqua un apaisement des conflits, qui se poursuivirent toutefois encore quelques années. Mais l'essentiel avait eu lieu : l'affaiblissement du shogunat avait été accéléré. Bien que Yoshihisa ait accédé au pouvoir à la suite de l'abdication de son père, il n'exerçait plus aucun contrôle sur les principaux chefs militaires provinciaux, qui étaient parvenus à s'émanciper encore plus après la dévastation du centre politique du Japon. Parallèlement, les révoltes paysannes déjà courantes dans la première moitié du XVe siècle s'étaient propagées dans le Kinai dans le courant des années 1470. La période des guerres d'Ōnin, se concluant sans vainqueur parmi les belligérants, avait fait basculer le Japon dans une nouvelle ère.

## L'âge des seigneurs de la guerre
L'« époque des pays combattants » est, comme son nom l'indique, dominée par le fait guerrier. La figure majeure de la période est le sengoku-daimyō, seigneur de la guerre, qui domine une portion du territoire japonais où il tente de se maintenir et, s'il rencontre le succès, de s'étendre. Mais le siècle de Sengoku est émaillé d'une série de conflits, certes souvent d'ampleur limitée, mais suffisants pour empêcher la stabilisation du pouvoir des seigneurs de la guerre, qui sont nombreux à connaître des échecs condamnant leur construction territoriale et souvent même leur clan. L'ampleur des conflits et les violences qui les accompagnent vont croissantes durant le XVIe siècle, provoquant de nombreuses destructions dans toutes les couches de la société. Cette période s'achève dans les trois dernières décennies du XVIe siècle par l'unification progressive du Japon sous l'action d'Oda Nobunaga, puis Toyotomi Hideyoshi, qui éliminent ou soumettent progressivement les autres seigneurs et entités politiques indépendants. Ensuite Tokugawa Ieyasu fonde le shogunat Tokugawa et établit sa domination sur le pays au début du XVIIe siècle.

### Lessengoku-daimyō, moteurs des bouleversements

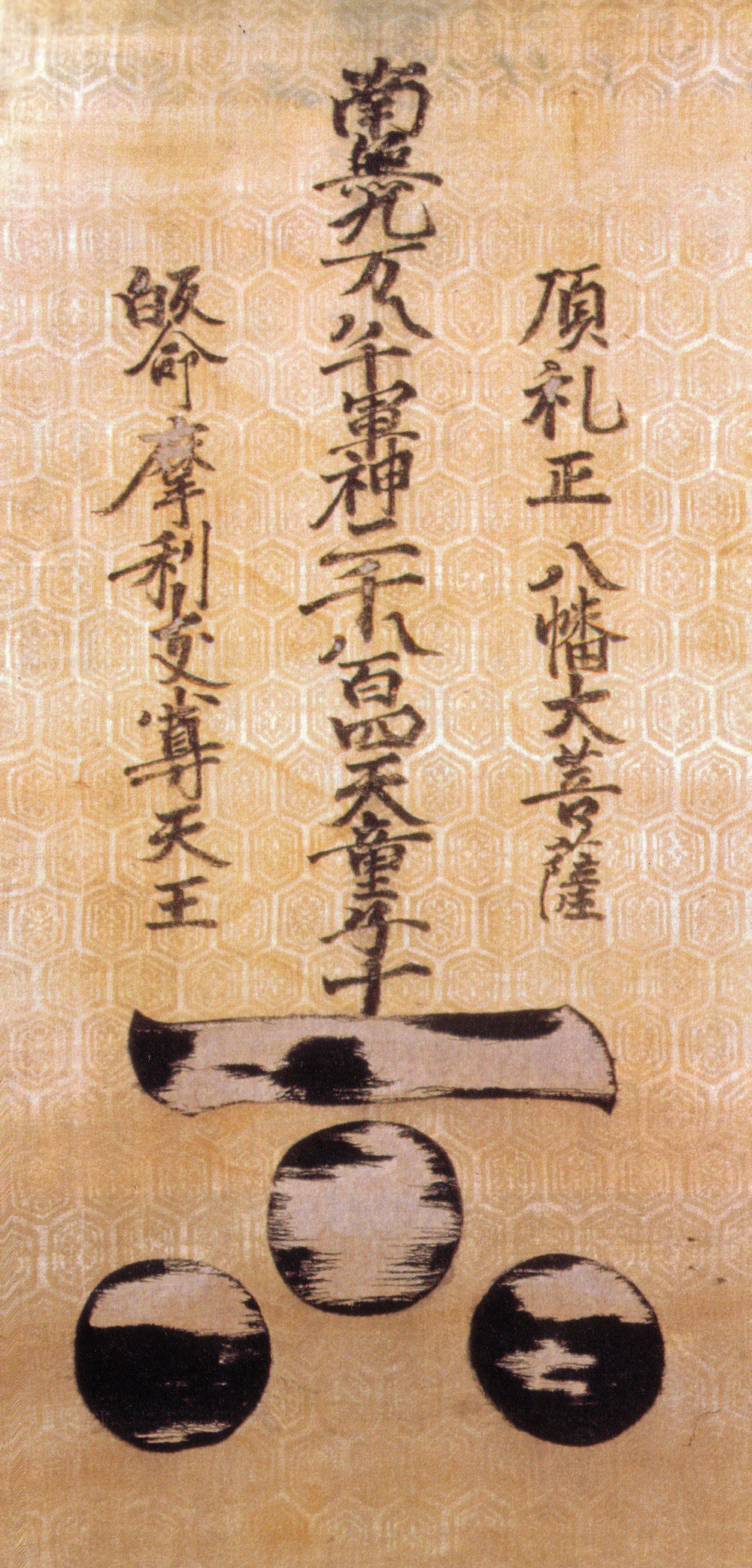
Étendard aux armes du sengoku-daimyō Mōri Motonari. Musée du clan Mōri (préfecture de Yamaguchi).

#### Gekokujō: une période de renversements
La vie politique de l'époque Sengoku fut dominée par la figure du daimyō, terme ancien, qui désignait à la fin du Moyen Âge « un guerrier chef d'une lignée localement influente qui, maître d'un vaste domaine, entretenait une puissante armée formée des membres de sa famille et de ses serviteurs ». Les daimyō les plus puissants de l'époque Sengoku sont appelés sengoku-daimyō (« daimyō de l'époque Sengoku ») par les historiens. À l'issue de l'effondrement du pouvoir central des shoguns, acté par les années de la guerre d'Ōnin, ils se constituèrent des principautés sur lesquelles ils ne rendaient de comptes à aucun suzerain, luttant constamment pour les préserver et si possible les étendre. Ils peuvent donc être qualifiés de « seigneurs de la guerre ».
Les processus d'ascension et descension sociales, sur plusieurs générations ou en l'espace de la vie d'un seul homme, étaient plus fréquents qu'aux périodes précédentes. Cela est révélateur d'une fluidité sociale et politique plus grande durant cette ère troublée, participant de ce que les Japonais médiévaux désignaient par le terme de gekokujō, « le bas l'emporte sur le haut », ce qui peut être compris comme un phénomène « de renversement des hiérarchies traditionnelles et d'émergence de nouvelles valeurs » (P.-F. Souyri). De fait, si les relations sociales traditionnelles au sein des élites médiévales étaient celles liant entre eux les membres d'un même clan, en principe dirigé par un chef ayant la primauté sur les autres, et aussi les liens féodaux entre un suzerain/chef et son vassal/serviteur, la fin de l'époque médiévale regorge de cas où ceux occupant les positions inférieures tentèrent, souvent avec succès, de renverser leur supérieur pour prendre sa position.
Au-delà des seigneurs de la guerre, cette période de renversement des hiérarchies fut également marquée par la présence d'autres formes d'organisation politique, reposant sur des solidarités locales, horizontales, là où les seigneurs de la guerre n'avaient pu ou voulu étendre leur autorité, ou bien là d'où ils avaient été chassés par la force : les « ligues » rurales, regroupant des communautés de guerriers restés autonomes, les communes urbaines capables d'assurer leur propre défense.

#### Des origines diverses
Ces personnages avaient des origines diverses, regroupées en quatre catégories par l'historien Nagahara Keiji. Certains étaient issus de familles disposant auparavant de la charge de shugo (gouverneur militaire d'une province), dans laquelle ils avaient conservé leur position en y retournant après la guerre d'Ōnin, et bénéficièrent d'une indépendance de fait qu'ils avaient pu préserver ; on y compte les Ōuchi, Imagawa, les Takeda, les Shimazu. Le second groupe est issu de la catégorie des shugodai, « prévôts », délégués représentant dans leur province les shugo qui résidaient longuement dans la capitale. Ils profitèrent alors de l'éloignement de leur maître lors des conflits dans le Kinai pour l'écarter et prendre le contrôle de leur province. C'est le cas des Oda, qui renversèrent l'autorité de leurs maîtres, les Shiba. Le troisième groupe était issu d'une catégorie encore inférieure dans l'échelle administrative et sociale, celle des kokujin ou kunishū, « barons » locaux. Dans ce cas de figure, un de ces personnages prenait le dessus sur les autres barons de la province, puis parvenait à acquérir un pouvoir suffisant pour revendiquer le statut de daimyō dominant. C'est la trajectoire qu'empruntèrent les Mōri dans l'ouest de Honshū, ou encore les Matsudaira (futurs Tokugawa) à Mikawa. Le dernier groupe comprenait des personnages dont les origines sont à chercher dans les couches basses de la société, avec des ambitieux parvenant à profiter du désordre régnant pour connaître une ascension sociale fulgurante : Hōjō Sōun, Saitō Dōsan, ou Toyotomi Hideyoshi. En revanche, les clans de l'élite des guerriers (buke) de la période antérieure à la guerre d'Ōnin, comme les Hosokawa, les Yamana, les Hatakeyama ou encore les Shiba, ne parvinrent pas à maintenir leurs positions et perdirent pour la plupart en importance dans les premières décennies de l'époque Sengoku.

#### Des acteurs majeurs
Les sengoku-daimyō occupaient donc une position centrale dans les évolutions de l'époque, profitant des opportunités offertes par l'effondrement du pouvoir central et des clans principaux. Aussi, ils ont généralement été le point d'intérêt majeur des historiens de la période, qui ont porté diverses appréciations sur leurs qualités de chefs militaires, de meneurs d'hommes et d'hommes politiques. Leur pouvoir reposait sur la force, avait des aspects charismatiques, dépendait de leurs succès, de leur habileté à prendre le pouvoir, à le conserver et si possible l'étendre, de leur capacité à gouverner et à assurer la fidélité de leurs vassaux, en constituant notamment un compagnonnage guerrier. 
Ces hommes ou lignées d'hommes s'étaient forgé par la guerre des domaines à partir d'une province, puis ceux qui avaient eu le plus de réussite avaient pu étendre leur domination sur d'autres, et augmenter leur nombre de vassaux. Ils jouissaient dans leurs domaines d'une indépendance totale (ce qui les différenciait des shugo de l'époque précédente, qui exerçaient leur pouvoir sous l'égide du shogun). C'est sans doute pour cela que les observateurs européens de l'époque les désignaient comme des « rois ». Mais leur pouvoir restait territorialement limité à une portion de l'archipel japonais, et surtout leur position était en général très précaire, liée à leur capacité à triompher lors des conflits, qui, pour la plupart, ne se soldaient au mieux que par des gains minimes. Leur destin était souvent marqué par des revers de fortune, ce qui explique que la plupart des seigneurs de la guerre de la période eurent un destin tragique. De nombreux lignages pouvaient être anéantis, ou du moins perdre toute importance politique en quelques années. M. Berry a proposé une vision peu glorieuse de ce groupe, constitué de personnages « qui se tournèrent de manière irréfléchie vers la violence pour venger l'insulte, augmenter le prestige, sécuriser leurs prises de terres, et satisfaire les appétits de serviteurs opportunistes. Aucun n'avait l'intention de refaire le monde ou même de combattre longtemps ; tous étaient à la poursuite de gains marginaux qui devaient finalement tout coûter à la plupart d'entre eux ».
Du reste, l'attention des historiens a surtout été portée sur les figures majeures que sont les « Trois unificateurs » de l'époque Azuchi Momoyama, Oda Nobunaga, Toyotomi Hideyoshi et Tokugawa Ieyasu, qui mirent fin à la période guerrière à partir des années 1560. Ils posèrent chacun à leur manière les bases d'un nouvel ordre politique, donc des personnages aux accomplissements plus durables, même s'il n'y a pas d'interprétation dominante sur leur rôle historique (voir plus bas). Quoi qu'il en soit, si l'approche récente de l'histoire politique est moins portée sur les figures des « grands hommes », elle continue de voir dans le groupe des sengoku-daimyō les acteurs majeurs des évolutions de l'époque Sengoku. Ils sont souvent présentés comme des agents de la modernisation dans les domaines militaire et politique, mais sont aussi mis en avant leurs rôles dans les changements sociaux et économiques, et également culturels, urbanistiques et architecturaux. En tout état de cause, il convient de prendre en compte les nombreuses divergences existantes selon les personnalités des daimyō et les contextes géographiques, qui tendent à rendre les généralisations difficiles.

### Une ère de fragmentation politique et de conflits (1477-1568)

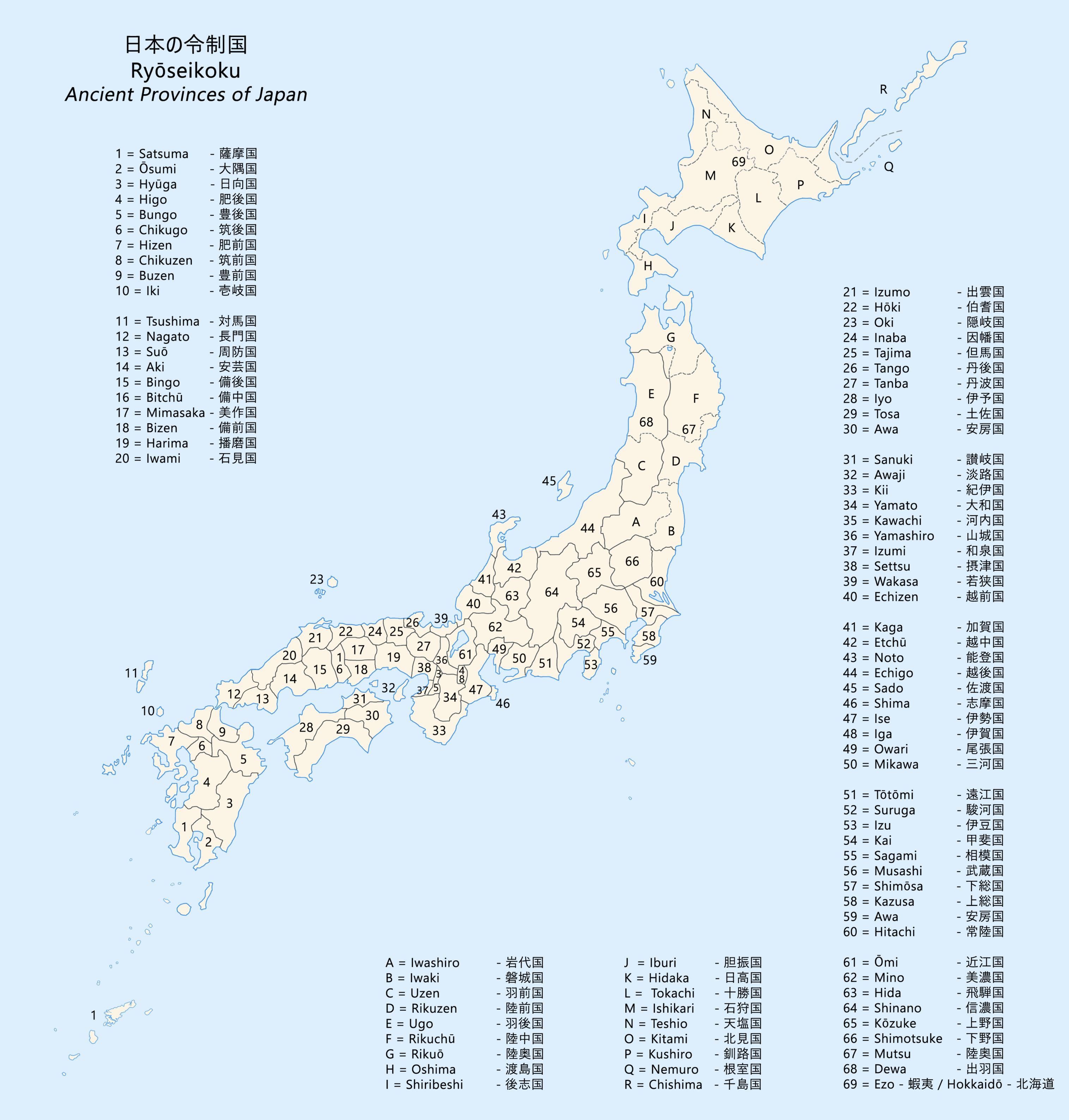
Localisation des provinces du Japon médiéval.

Pendant la période Sengoku stricto sensu, qui s'étend de la fin de la guerre d'Ōnin en 1477 jusqu'à la prise de contrôle à Kyoto d'Oda Nobunaga entre 1568 et 1573, le Japon se divisa politiquement et plongea dans une série de conflits mettant aux prises les seigneurs de la guerre qui s'étaient taillé des domaines dans les différentes provinces. La région de la capitale Kyoto, le Kinai, perdit son rôle politique central et moteur avec l'effacement du shogunat Ashikaga. Elle connut une très grande instabilité, aucune force stable n'y assurant son autorité. Les provinces en revanche virent émerger progressivement des constructions politiques établies par les seigneurs de la guerre les plus puissants, et leurs successeurs s'ils parvenaient à préserver leur héritage. L'époque Sengoku fut donc aussi une époque d'affirmation politique et de développement des « périphéries », en particulier le Tōkai, Kantō, l'Ouest de Honshū et Kyūshū.

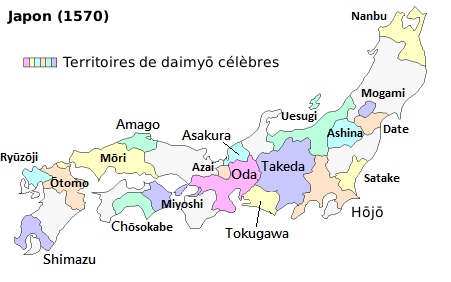
Répartition approximative des aires d'influence des principaux clans en 1570.

#### Kyoto et le Kinai:daimyō, temples, ligues et cités

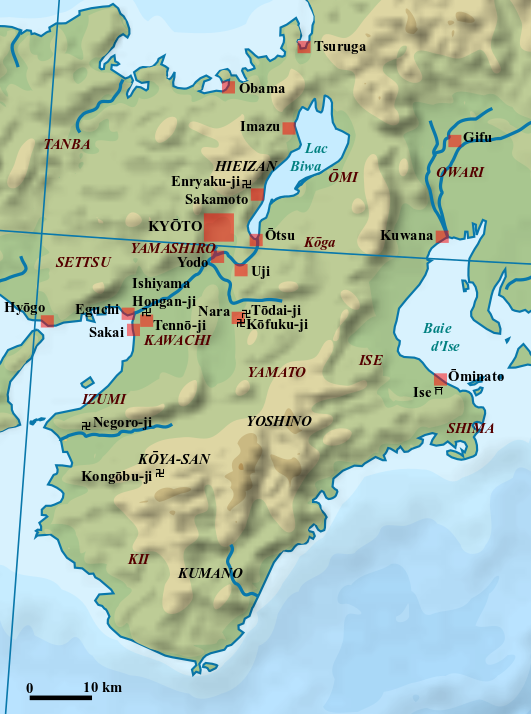
Le Kinai et ses alentours durant l'époque Sengoku.

Au sortir de la guerre d'Ōnin, le Kinai, comprenant Kyoto et les provinces l'entourant, restait plongé dans des troubles graves. Une des étincelles ayant allumé le conflit qui avait consumé le pays : la rivalité au sein du clan Hatakeyama, n'avait toujours pas été éteinte, et les deux branches rivales poursuivirent leurs luttes, désormais circonscrites dans le sud de la province de Yamashiro, y provoquant de nombreux dégâts. Les populations locales, déjà exaspérées quelques années auparavant par l'augmentation des taxes, qu'elles avaient fait annuler par leur mobilisation, organisèrent en 1485 une ligue qui monta une armée, forçant les deux branches des Hatakeyama à se retirer.
La ville de Kyoto avait été ravagée au début de l'ère d'Ōnin. Ses principaux pouvoirs politiques étaient impuissants à se faire entendre dans les provinces. Le pouvoir shogunal était depuis plusieurs décennies en déclin. La charge de kanrei, administrateur du gouvernement et maître effectif de la cour du shogun, était transmise au sein du puissant clan Hosokawa, établi dans plusieurs provinces autour de la mer intérieure de Seto. Le shogun Yoshimasa termina sa vie en 1490 retiré dans son domaine de Higashiyama sans jamais revenir à la vie politique. Le shogun régnant, Yoshihisa, tenta vainement de jouer un rôle politique, lorsqu'il dirigea en 1487 une armée dans la province d'Ōmi contre Rokkaku Takayori, qui avait pris des domaines de la cour et des temples de la capitale, mais il échoua et mourut peu après. Le nouveau shogun, Yoshitane, fut en 1493 contraint de fuir Kyoto par le kanrei Hosokawa Katsumoto, qui fit alors introniser Yoshizumi. Yoshitane revint à Kyoto en 1499, mais il fut encore chassé, par le nouveau kanrei, Hosokawa Masamoto. Il se réfugia auprès du principal chef militaire de l'ouest, Ōuchi Yoshioki. Celui-ci leva une armée qui se dirigea vers la capitale en 1507 : Masamoto fut alors tué, et Yoshizumi s'enfuit, permettant à Yoshitane d'occuper à nouveau la fonction de shogun. À ce point, celle-ci n'avait plus de valeur politique ou militaire notable. Les Hosokawa se divisèrent dans une querelle successorale et furent placés sous la coupe d'un de leurs vassaux, le clan Miyoshi. Les forces Ōuchi restèrent dans la capitale pour protéger le shogun jusqu'en 1518, après quoi elles furent contraintes de retourner dans leurs domaines occidentaux, où leur autorité était en péril, laissant la place aux Miyoshi, qui contrôlèrent alors à la fois les kanrei Hosokawa et les shogun Ashikaga. Néanmoins, Hosokawa Harumoto renversa les Miyoshi en 1532, en faisant assassiner le chef du clan, Motonaga, et reprit le contrôle de la cour du shogun.
Les années qui suivirent furent marquées par la montée en puissance des institutions religieuses, qui étaient des acteurs majeurs des affrontements de l'époque. L'Enryaku-ji du Mont Hiei et le Hongan-ji d'Ishiyama, fondé en 1532, furent parmi les principales forces politiques de la région, en mesure de tenir tête aux principaux chefs militaires grâce à leurs propres troupes. Les bandes des ligues de la secte Ikkō (Ikkō-ikki, issues du Hongan-ji), et celles d'une mouvance du bouddhisme du Lotus (Hokke-ikki) furent particulièrement actives dans le Kinai à cette période. Elles entraînèrent la région de Kyoto dans des sortes de conflits religieux ayant aussi un fort aspect social. Les ligues Ikkō avaient une proximité avec les révoltes rurales tout en ayant pour bases des villes-temples, tandis que celles du Hokke avaient un ancrage urbain. Ces conflits sont marqués notamment par la destruction du Kōfuku-ji de Nara en 1532 par des membres de la secte Ikkō, et la défaite des ligues Hokke conduite en 1536 par les troupes de l'Enryaku-ji, qui s'étaient assurées de la neutralité des autres institutions religieuses ainsi que de l'appui du daimyō Rokkaku de la province d'Omi. De même, les institutions urbaines se renforcèrent pour faire face aux troubles du temps : à Kyoto, mais aussi à Sakai, principale ville marchande de la région, certes frappée par un incendie en 1532, mais dont la reconstruction fut accompagnée d'une période d'essor remarquable des activités commerciales, et de plus grande autonomie. Le Kinai était donc plus que jamais éclaté entre des forces politiques de natures différentes, aucun seigneur de la guerre ne parvenant à s'y affirmer.
La lutte autour du shogunat se poursuivit néanmoins, ce pouvoir restant celui sur lequel comptaient s'appuyer ceux qui avaient pour ambition de dominer la scène politique du Kinai, voire celle du pays. Le clan Miyoshi était désormais dominé par Miyoshi Nagayoshi (1522-1564), fils de Motonoga, précédemment mis à mort, et gouverneur de la province de Settsu. Il parvint progressivement à rétablir son influence : il vainquit en 1547 le seigneur de la province voisine de Kawachi, Kizawa Nagamasa, puis il parvint à Kyoto et défit Hosokawa Harumoto en 1549. Ce dernier tenta avec le shogun Yoshiteru un retour trois ans plus tard, mais ils échouèrent. Nagayoshi était dès lors détenteur du pouvoir à Kyoto et ses alentours, où il installa ses collatéraux et vassaux, s'implantant de son côté à Iwori dans la province de Kawachi, où il avait évincé ce qu'il restait du clan Hatakeyama. Mais il délaissa à partir de 1560 les affaires politiques et militaires au profit d'un de ses vassaux, Matsunaga Hisahide (1510-1577), dont la base était située dans le Yamato, qu'il avait lui-même soumise. Celui-ci étendit à son tour son influence sur tout le Kinai. Les intrigues de Hisahide provoquèrent notamment la mort d'un des frères de Nagayoshi, peu avant le décès de ce dernier en 1564. Il entra en rivalité avec le neveu et successeur de celui-ci, Yoshitsugu, qui tentait de préserver l'influence des Miyoshi. En 1565, Hisahide provoqua le suicide du shogun Yoshiteru et intronisa Yoshihide, qui ne put même pas rentrer dans Kyoto, alors en proie à de grands troubles, marqués notamment par l'incendie du Tōdai-ji par les troupes de Hisahide qui y pourchassaient des vassaux des Miyoshi. Un autre membre des Ashikaga, Yoshiaki, avait entre-temps revendiqué le poste de shogun et fait appel au principal daimyō des provinces du Tōkai, Oda Nobunaga, qui investit Kyoto en 1568, forçant Hisahide à se soumettre et le renvoyant dans son domaine du Yamato.

#### Entre Kinai et Kantō: Asakura, Imagawa, Oda, Saitō
Dans les provinces situées entre le Kinai et le Kantō, le clan Shiba, qui détenait au milieu du XVe siècle les fonctions de shugo de Tōtōmi, d'Owari et d'Echizen, fut l'un des principaux perdants de l'époque de la guerre d'Ōnin dans laquelle il avait été très impliqué, puisqu'il laissa la domination de ses domaines échoir à ses shugo délégués (shugodai).

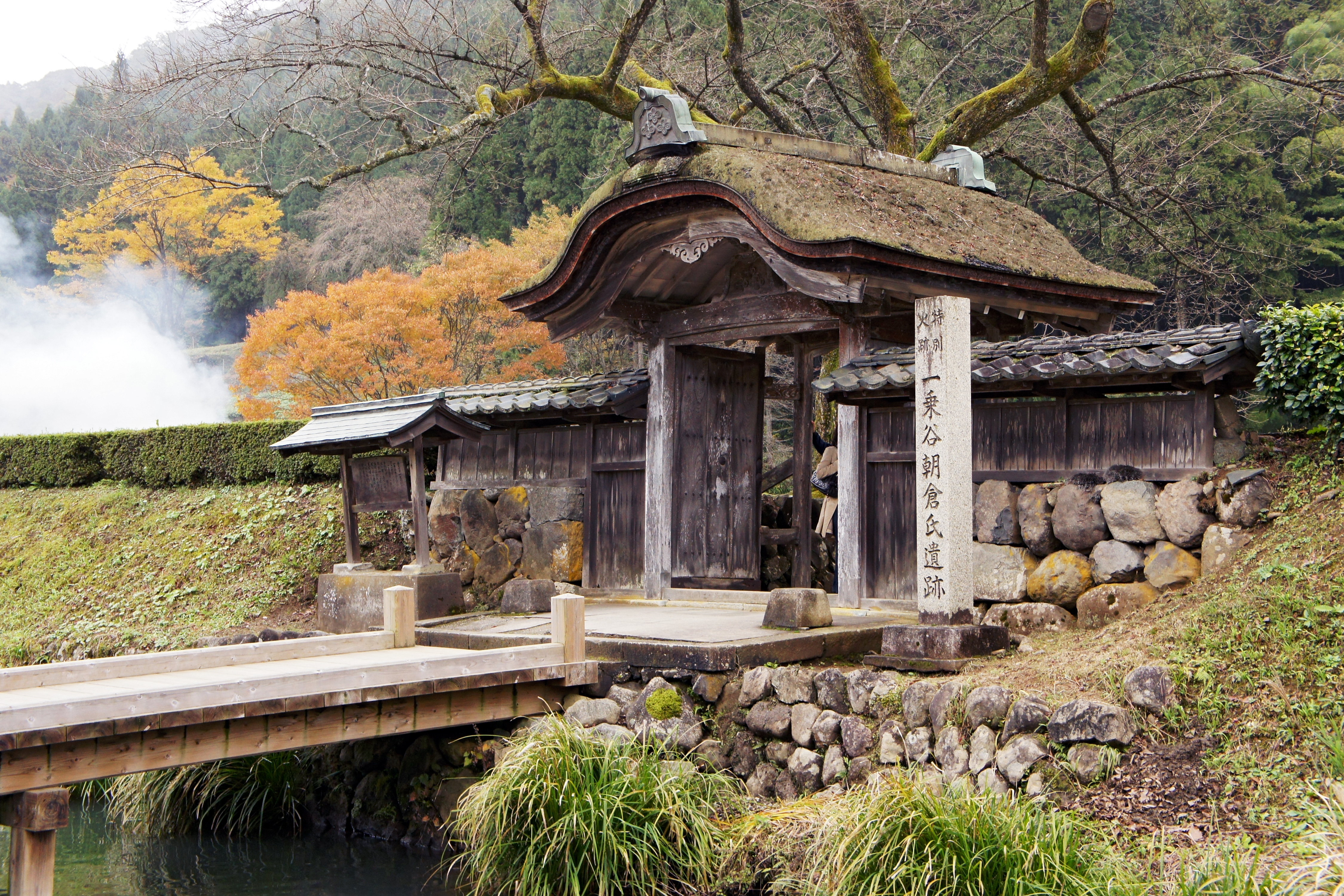
Entrée du manoir des seigneurs Asakura à Ichijōdani (préfecture de Fukui).

En Echizen, c'était Asakura Toshikage (1428-1481), qui avait débuté la guerre d'Ōnin du côté de l'Ouest avec son seigneur Shiba, mais il avait changé de camp entre-temps pour rejoindre l'Est et les Hosokawa. Ses mérites au combat lui valurent de se faire confirmer la charge de gouverneur de l'Echizen, où il établit son domaine autour du Château d'Ichijōdani. Ses successeurs du clan Asakura se maintinrent dans la province jusqu'en 1573.
Le Tōtōmi passa à la fin du XVe siècle sous la coupe d'Ujichika du clan Imagawa, une des branches collatérales des Ashikaga, qui avait la charge de shugo de la province voisine de Suruga. Son fils et successeur Yoshimoto (1519-1560) étendit sa domination sur la province de Mikawa, où il soumit les seigneurs locaux, le clan Matsudaira (les futurs Tokugawa). Il entra également en rivalité avec les daimyō de l'ouest du Kantō, les Takeda et les Hōjō, avec qui il conclut finalement la paix dans les années 1550.
En Owari, les représentants locaux des Shiba étaient les chefs des deux branches du clan Oda, ayant leurs sièges à Kiyosu et Iwakura, qui s'affrontaient régulièrement. Un des membres du premier, Oda Nobuhide (1511-1552) se détacha de son groupe et s'installa à Shobata, où il posa les bases d'un nouveau domaine, s'étendant vers les provinces de Mino et Mikawa, où il fut confronté aux Imagawa. Son fils et successeur Oda Nobunaga (1534-1582) parvint finalement à vaincre les autres branches du clan Oda, à se débarrasser de son frère qui tentait de le renverser, et l'Owari fut unifié en 1559.
La province de Mino était quant à elle confiée aux shugo du clan Toki, mais le pouvoir leur y échappa au profit de leurs shugo délégués, le clan Saitō, puis de serviteurs de ces derniers, les Nagai. C'est alors que commença la remarquable ascension sociale de celui qui devait être connu sous le nom de Saitō Dōsan (ou Saitō Toshimasa ; v. 1494-1556), surnommé la « vipère de Mino » en raison de ses méthodes brutales. C'était un personnage d'origine roturière, apprenti moine puis marchand d'huile et ensuite guerrier pour le compte des Nagai. Il se fit remarquer par le chef du clan Toki, Yorinari, puis renversa les Nagai en 1530 et hérita de la direction de la maison Saitō et du titre de shugo délégué en 1538. Il ne s'arrêta pas là, puis qu'il défit finalement Yorinari Toki, qui se réfugia auprès d'Oda Nobuhide, mais l'affrontement tourna à l'avantage de Dōsan. La fin du clan Toki en 1552 assit sa domination sur Mino. Il s'allia ensuite aux Oda, mariant sa fille à Nobunaga. Il fut renversé en 1556 par son fils Yoshitatsu.

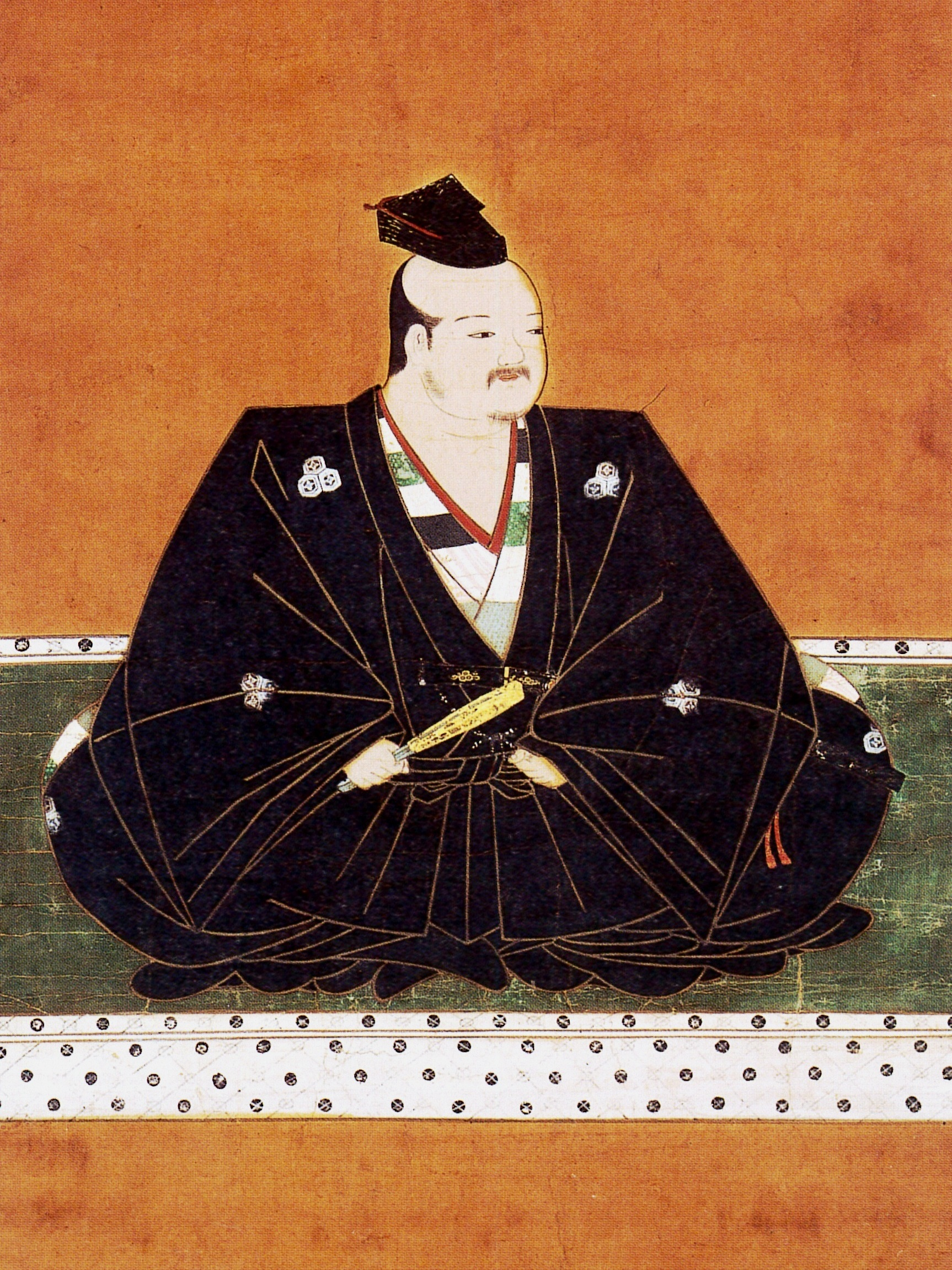
Portrait funéraire d'Azai Nagamasa (1545-1573), daimyō de l'Ōmi. 1589, temple Jimyo-in (préfecture de Wakayama).

Plus à l'ouest, au contact du Kinai, la province d'Ōmi était dominée par le clan Sasaki, qui s'était scindé en deux branches : les Kyōgoku et les Rokkaku, branche aînée et détentrice de la charge de shugo de l'Ōmi. Ces deux branches avaient choisi d'appuyer un camp différent lors de la guerre d'Ōnin, la première choisissant les Hosokawa et la seconde les Yamana. Les Rokkaku s'affirmèrent par la suite comme une famille puissante, Takayori repoussant en 1487 la tentative du shogun Ashikaga Yoshimasa de le mettre au pas après qu'il eut saisi des domaines de nobles et de temples de Kyoto. Ses successeurs profitèrent de la situation de leur territoire sur les routes commerciales entre Kinai et Kantō pour se renforcer et devenir finalement un des protecteurs des Ashikaga dans la première moitié du XVIe siècle. De leur côté, les Kyōgoku disparurent, supplantés par un de leurs serviteurs, Azai Sukemasa, qui avait reçu l'appui des Asakura et des Saitō. Il dominait le nord de l'Ōmi, que ses successeurs (notamment Nagamasa) conservèrent malgré les entreprises des Rokkaku pour les dominer.
En 1560, Imagawa Yoshimoto, sûr de ses forces, décida de diriger ses troupes vers Kyoto, afin de placer la cour sous sa coupe. Sur son chemin se trouvait l'Owari, et plus précisément le château de Kiyosu où résidait Oda Nobunaga, qu'il décida d'attaquer. La bataille d'Okehazama (mai ou juin 1560) vit la défaite totale des troupes des Imagawa, malgré leur très large supériorité numérique, leur daimyō étant tué. Cela ouvrit la voie aux ambitions de Nobunaga. Afin de consolider sa victoire face aux Imagawa, il s'allia à un de leurs plus puissants vassaux, Matsudaira Takechiyo (qui devint officiellement Tokugawa Ieyasu à partir de 1566) qui dominait le Mikawa, et à Takeda Shingen, daimyō de la province de Kai. Ce furent ces deux derniers qui se chargèrent de mettre une fin définitive en 1569 à la puissance des Imagawa, dont le chef, Imagawa Ujizane, devint alors un vassal des Tokugawa. Pendant ce temps, Oda Nobunaga avait tourné son regard vers l'ouest, où il s'était également allié matrimonialement aux Azai et aux Saitō, mais après la mort de Dōsan il élimina ces derniers lors de la prise de leur château d'Inabayama (1567). Ayant désormais des ambitions nationales, il reçut des messages de l'empereur et du shogun destitué Yoshiaki, qui souhaitait être rétabli. En 1568 il prit donc la route de Kyoto, éliminant au passage le clan Kitabatake d'Ise et les Rokkaku, et soumettant les villages du district de Kōga.
Cette région vit par ailleurs l'émergence dans le courant du XVIe siècle d'expériences politiques moins hiérarchisées, avec la ligue régionale de la province d'Iga, organisée autour de familles guerrières, qui se consolida surtout dans les années 1560. Elle entretenait des relations avec le district voisin de Kōga (sud de la province d'Ōmi), qui disposait également d'une organisation communautaire solide. Les ligues Ikkō étaient également implantées dans la région, avec leur temple-forteresse de Nagashima et d'autres temples dans la province de Mikawa, ces derniers étant détruits par les troupes Matsudaira en 1564 (bataille d'Azukizaka),.

#### Kantō et Est: Uesugi, Go-Hōjō, Takeda
Le Kantō, région aux particularismes prononcés à l'époque médiévale, était en principe placé sous l'administration d'un représentant du pouvoir de Kyoto, issu d'une branche des Ashikaga, ayant la charge de kubō et installé à Kamakura. Mais un conflit avait opposé à partir de 1449 le détenteur de cette charge, Ashikaga Shigeuji, au plus puissant clan de la région, les Uesugi, détenteurs de la charge de kanrei du Kantō, qui depuis refusaient de reconnaître le représentant nommé par Kyoto, le kubō désormais installé à Koga. Ils avaient nommé contre lui leur propre kubō, installé à Horikoshi. Les Uesugi dominaient de fait la région, mais ils étaient divisés en plusieurs branches rivales qui s'opposaient lors de divers conflits, réduites à deux dans les années 1480, les Ōgigayatsu et les Yamanouchi. Les seconds triomphèrent finalement en 1505 grâce à l'appui d'un clan parent, les Fushiyoshi, mais le chef militaire de ce dernier, Nagao Tamekage, homme de basse extraction, s'affirma d'abord contre son suzerain qu'il élimina, puis contre les Uesugi. Dans ce conflit, il gagna l'appui d'un autre daimyō du Kantō, Hōjō Sōun (1432-1519), autre personnage d'origine obscure, ancien serviteur des Imagawa, né Ise Shinkuro Nagauji, qui prit le nom du prestigieux clan Hōjō, fondant un lignage que l'on nomme de ce fait les « Hōjō postérieurs » (Go-Hojō),.

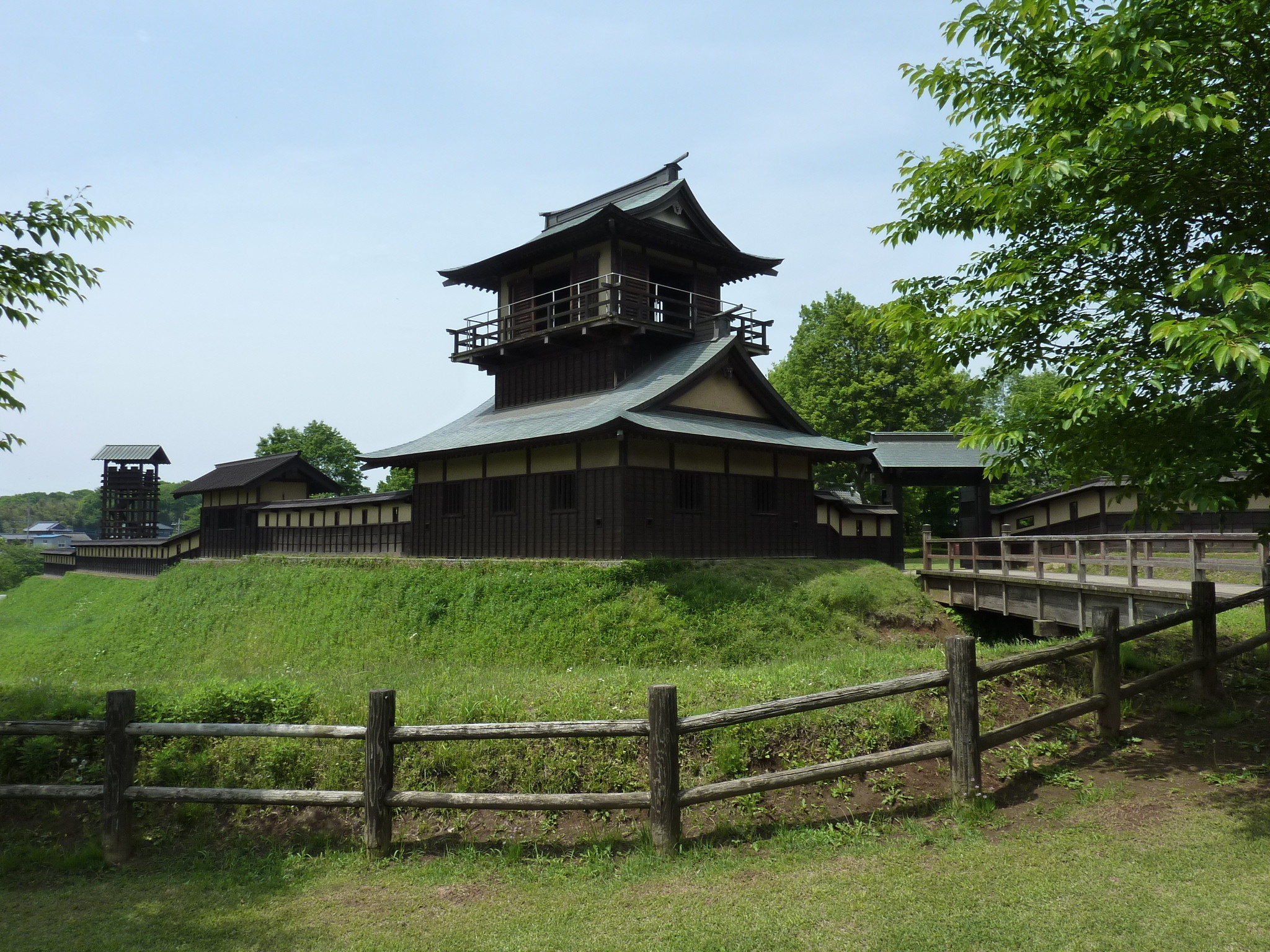
Reconstitution du château de Sakasai (préfecture d'Ibaraki), forteresse-satellite du domaine des Hōjō postérieurs.

Installé dans le château de Nirayama en Izu, Sōun avait placé cette province sous sa coupe, puis le Sagami, juste avant sa mort, grâce à son alliance avec Tamekage. Le clan Hōjō se constitua rapidement une entité politique solide au cœur du Kantō, parmi les plus novatrices de l'époque dans le domaine administratif. Ujitsuna (1486-1541) poursuivit avec son allié les attaques contre le clan Uesugi, dont les branches restaient affaiblies par leurs divisions internes. Il s'empara du Musashi en 1524, puis tua le kubō de Koga et domina l'Awa. Son fils et successeur Ujiyasu (1515-1571) continua l'expansion des Hōjō en défaisant une coalition des Uesugi dirigée par Norimasa de la branche des Yamanouchi, lors du siège de Kawagoe en 1545 (qui vit l'anéantissement de la branche Ōgigayatsu). La défaite des Uesugi était alors totale, et Norimasa se réfugia en 1557 dans l'Echigo auprès du fils de Tamekage, Nagao Terutora. Il lui transmit sa charge de kanrei du Kantō (1559) et le destin du clan Uesugi en l'adoptant (1561). Ce personnage est passé à la postérité sous le nom de Uesugi Kenshin (1530-1578), l'un des principaux seigneurs de la guerre de son époque,.
Le principal adversaire direct de Kenshin était alors le clan Takeda, qui dirigeait la province de Kai, et dont le daimyō était Takeda Shingen (1521-1573), depuis qu'il avait déposé en 1541 son propre père, Takeda Nobutora, qui voulait le déshériter. Shingen avait défait plusieurs clans voisins, les Suwa, les Ogawara, puis les Murakami, ces derniers sollicitant alors l'aide de Kenshin. Les affrontements entre les deux, lors des différentes batailles de Kawanakajima (entre 1553 et 1563, au nombre de cinq selon la tradition), illustrent pour la postérité l'intensité de la rivalité entre les seigneurs de la guerre de cette période. Ces conflits impliquèrent également les Hōjō, toujours dirigés par Ujiyasu qui a consolidé leur puissance. D'abord adversaire de Shingen, il s'allia avec lui face à la menace plus redoutable que constituait pour lui Kenshin, qui assiégea sa capitale sans succès en 1561. Ujiyasu cherchait également à contrecarrer ce rival en trouvant l'appui de la ligue de la secte Ikkō (Ikkō-ikki). Celle-ci, établie depuis 1486 dans le Kaga, disposait alors d'un pouvoir militaire important lui ayant permis d'écarter le clan local dominant, les Togashi, et donc d'être au voisinage direct des domaines de Kenshin. Cela eut pour effet de tenir temporairement à distance ce dernier et offrit l'opportunité aux Hōjō de lui infliger une défaite. Cette dynamique d'alliances entre les principaux daimyō du Kantō y ouvrit la voie à des affrontements encore plus destructeurs qu'auparavant. Par ailleurs les Takeda et les Hōjō voisinaient à l'ouest le domaine des Imagawa, avec qui ils parvinrent à faire la paix, avant de profiter de leur défaite face à Oda Nobunaga en 1560 pour participer à leur anéantissement, en 1569,.
Plus au nord et à l'est, les provinces étaient dominées par des clans anciens, mais de moindre importance, impliqués dans divers conflits locaux, notamment les Satake, les Ashina en Aizu, les Yūki de Shimōsa et les Date à Sendai. L'île de Sado, au large de la mer du Japon, vieille terre d'exil des élites de la capitale déchues, était quant à elle sous la coupe du clan Honma, détenteurs de la charge de shugodai.

#### Ouest: Ōuchi, Mōri, Ōtomo, Shimazu, Chōsokabe
Dans les provinces occidentales de Honshū (l'actuel Chūgoku) également, les conflits d'Ōnin avaient bouleversé la situation politique, érodant considérablement les assises du clan Yamana, qui dominait la région avec le clan Ōuchi. Durant l'époque Sengoku, les membres du premier, auparavant l'un des plus puissants lignages du Japon médiéval, n'avaient plus d'autorité que sur les provinces d'Inaba et de Tajima et avaient été chassés de leurs autres domaines par plusieurs de leurs anciens vassaux. Les Ōuchi consolidèrent dans un premier temps leurs positions, mais leur rivalité avec les Hosokawa, qui les impliquait dans les luttes de pouvoir autour de Kyoto et les y faisait résider régulièrement, affaiblit progressivement leurs positions provinciales alors que les potentats locaux devenaient de plus en plus autonomes, en premier lieu les Amako qui avaient une charge de shugodai. Les XVe et XVIe siècles virent par ailleurs les provinces occidentales du Japon (dont Kyūshū) connaître un essor politique et économique, profitant de leurs liens commerciaux avec le continent asiatique, leur conférant une place plus importante qu'auparavant au niveau national.

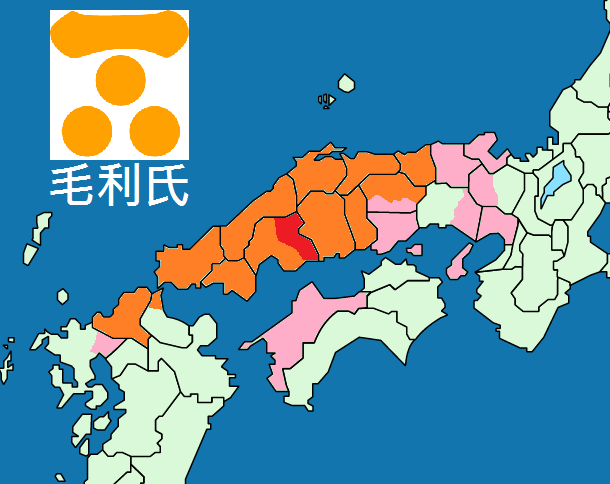
Les domaines sous la coupe du clan Mōri vers 1568.

Les troubles dans leurs domaines, provoqués par des guerriers locaux y rappelèrent les Ōuchi une première fois en 1477 à la fin de la guerre d'Ōnin, puis une nouvelle fois en 1518, alors que leur daimyō Yoshioki (1477-1529) était à Kyoto où il tenait sous sa coupe le shogun, laissant la place libre aux clans du Kinai comme vu plus haut. Ōuchi Yoshitaka (1507-1551), qui devint chef du clan en 1528, dominait alors de nombreuses provinces occidentales (Suō, d'où le clan était originaire, Nagato, Buzen, Chikuzen, Iwami, Aki), même s'il dut lutter contre quelques révoltes, et étendait aussi son influence sur le nord de Kyūshū. Son conflit contre le clan Amako, établi dans la province d'Izumo, contrôlant les îles Oki et convoitant l'Aki, fut moins heureux puisqu'il se solda par son échec à s'emparer de leur château de Toda en 1543 même si ses positions ne furent que peu érodées et qu'il parvint à conserver dans sa mouvance le clan local, les Mōri. Néanmoins il fut attaqué et acculé au suicide en 1551 par son plus proche conseiller, Sue Harukata. Ce dernier tenta alors d'installer un neveu du défunt daimyō, Yoshinaga, issu de la lignée des Ōtomo de Kyūshū, pour prendre la tête du clan Ōuchi comme marionnette, mais il fit face à l'opposition d'autres vassaux du clan, emmenés par Mōri Motonari (1497-1571). En 1555, ce dernier l'emporta à la bataille d'Itsukushima : Harukata, puis Yoshinaga se suicidèrent, mettant fin au clan Ōuchi, dont les possessions furent alors reprises par Motonari qui devint le plus puissant daimyō de l'ouest. Dans les années suivantes, il assit son autorité dans plusieurs des provinces qui lui étaient revenues, puis se tourna contre les Amako, qui subirent une cuisante défaite en 1566, se soldant par la prise de leur château de Toda et la perte de l'essentiel de leur autorité. Les dernières années de sa vie furent dominées par les affrontements contre le clan Ōtomo.
Le long des côtes de la mer intérieure de Seto se trouvaient par ailleurs des clans de « pirates » (kaizokushū), dont les chefs étaient en fait de véritables « seigneurs de la mer ». C'était le cas des Murakami, dont les trois branches étaient établies en plusieurs points de cette mer (notamment sur l'île d'Innoshima). S'adonnant aussi bien au commerce qu'au brigandage, ils dirigeaient et administraient leurs territoires côtiers de la même manière que les daimyō le faisaient pour leurs domaines. Ils fournissaient à l'occasion à des seigneurs de la guerre l'appui de leur flotte.
L'île de Kyūshū était dans une situation de division politique, partagée entre plusieurs lignages, les plus importants étant les Shimazu du Satsuma, les Ōtomo du Bungo et les Ryūzōji du Hizen. Avant leur déclin, les Ōuchi avaient des intérêts considérables à Kyūshū puisqu'ils dominaient la riche ville commerciale de Hakata (Fukuoka) au nord de l'île. Les Ōtomo s'étaient par la suite posés en rivaux de leurs successeurs les Mōri, qui cherchaient également à dominer le nord de Kyūshū. Au nord-ouest de l'île, un des anciens vassaux des Ōuchi, Ryūzōji Takanobu (1529-1584), monta en puissance à partir des années 1550. Les Shimazu du sud-ouest furent néanmoins ceux qui eurent le plus de pouvoir au cours du XVIe siècle, s'étendant au détriment de leurs rivaux, en particulier sous Iehisa (1547-1587). Parmi les autres clans de Kyūshū, il convient de mentionner les Ōmura du Hizen, dont l'un des daimyō, Sumitada (1533-1587), converti au christianisme (comme son contemporain Ōtomo Sōrin), fonda le port de Nagasaki en 1570 et prospéra comme les autres daimyō de l'île grâce au commerce maritime. Enfin, comme dans d'autres régions du Japon, des espaces conservaient une certaine autonomie au milieu des conflits entre daimyō : c'était le cas de la province de Higo, où coexistaient des petits clans de guerriers locaux (les « cinquante-deux familles », gojūninin-shu) positionnés entre les trois clans majeurs, qu'ils combattaient ou appuyaient selon l'occasion.
L'île de Shikoku, anciennement placée sous l'autorité des Hosokawa (qui avaient leur fief principal dans la province d'Awa), était divisée entre plusieurs clans rivaux. Les Chōsokabe de Tosa devinrent progressivement le seul clan dominant dans le courant du XVIe siècle. Le daimyō Chōsokabe Kunichika (1502-1560) dirigeait à sa mort la moitié de l'île, et son fils et successeur Motochika (1539-1599) devait achever son œuvre de conquête.
L'île occidentale de Tsu-shima était quant à elle sous la coupe du clan Sō, qui disposait de la charge de shugo de cette province, et entretenait des relations privilégiées avec la Corée.

#### Nord et Ezo
La partie septentrionale du Japon comprenait certes des clans dont l'autorité s'apparentait à celle des daimyō des autres parties du pays, mais ils étaient dans une situation marginale et ne disposaient pas de moyens leur permettant de jouer un rôle dans les affaires des autres régions.
Le nord de Honshū était dominé par le clan Nanbu (nord de la province de Mutsu), mais son hégémonie dans la région fut contestée à partir des années 1570 par un de leurs subordonnés, Ōura Tamenobu, qui parvint à arracher son autonomie puis à consolider son domaine autour de Tsugaru (son lignage devenant par la suite le clan Tsugaru).
Sur l'île d'Ezo (Hokkaidō), le clan disposant de l'autorité était celui des Andō (plus tard les Akita), mais ils étaient établis à Honshū (à Akita dans le nord de la province de Dewa depuis le milieu du XVe siècle), et leur principal relais sur place était le clan Kakizaki (plus tard le clan Matsumae). En fait, ces clans n'étaient installés que dans le sud de l'île, et ils faisaient face aux Aïnous, qui consolidèrent leurs positions face à l'expansion des établissements japonais. En 1551, les Andō conclurent un accord fixant les limites entre le domaine des Kakizaki établis à Matsumae (à l'extrême-sud de l'île) et celui des clans Aïnous locaux, qui assura la paix dans la région pendant environ un siècle.

### Unification et pacification (1568-1603)

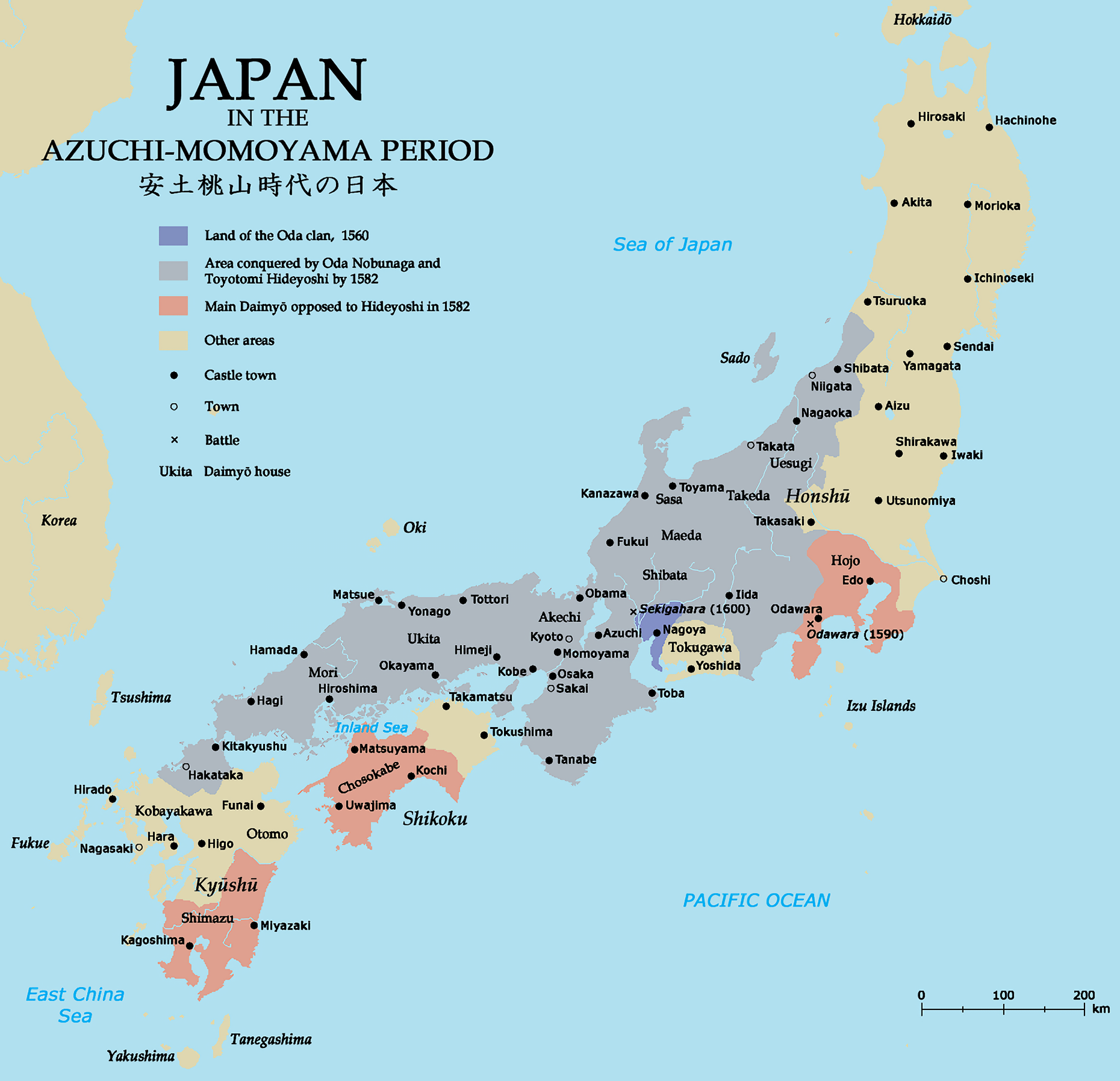
Le Japon à l'époque d'Azuchi-Momoyama.

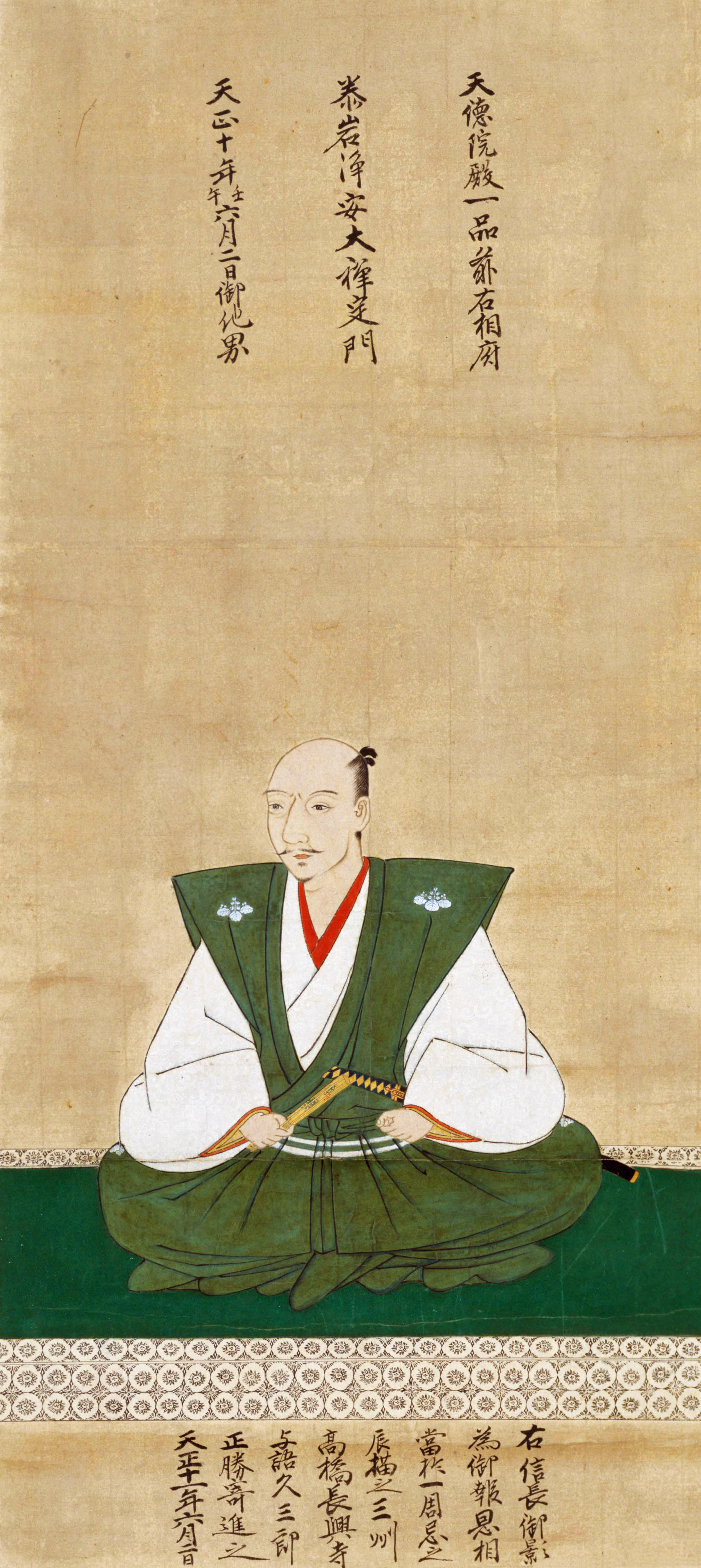
Portrait d'Oda Nobunaga par Kanō Sōshū (1551-1601).

À partir des années 1560, des guerriers provenant du Tōkai regroupés autour d'Oda Nobunaga mettaient la main sur Kyoto et le reste du Kinai, se constituant les bases nécessaires pour ambitionner de soumettre le reste du Japon, en éliminant les autres seigneurs de la guerre et les communautés locales autonomes des villes et des campagnes. Ce projet fut mené à son terme par Toyotomi Hideyoshi après la mort de Nobunaga en 1582.
Cette période, connue sous le nom d'époque Azuchi-Momoyama (d'après le nom de châteaux construits respectivement par Nobunaga et Hideyoshi ; on trouve aussi le nom de Shokuhō, d'après la lecture alternative des premiers caractères des noms Oda et Toyotomi), correspond à un stade final de l'époque Sengoku puisque le Japon restait divisé entre des daimyō rivaux indépendants jusqu'en 1590, mais les deux daimyō dominant successivement la scène politique firent passer un plus grand nombre d'entre eux dans leur vassalité (le groupe dit des « shokuhō-daimyō »). Elle fut marquée par des conflits de plus en plus violents, mobilisant des dizaines, voire des centaines de milliers de combattants, et par la mise en place d'un nouvel ordre politique et social émergeant des bouleversements et expérimentations politiques de l'époque Sengoku. La nouvelle situation devait se stabiliser sous les auspices de Tokugawa Ieyasu (qui prit le pouvoir après la mort de Hideyoshi, dans les années 1598-1603, et élimina son dernier héritier en 1615) et de ses successeurs.
Ces trois seigneurs sont couramment perçus comme des unificateurs mettant fin au désordre de l'époque Sengoku, des personnages majeurs de l'histoire japonaise, qui peuvent être interprétés à la fois comme des représentants de l'époque des guerres civiles et comme les acteurs d'une rupture radicale puisque, à l'issue de ces trois décennies, le pays était engagé dans une voie radicalement différente de celle de l'époque médiévale, vers la « première modernité ».

#### Les conquêtes d'Oda Nobunaga

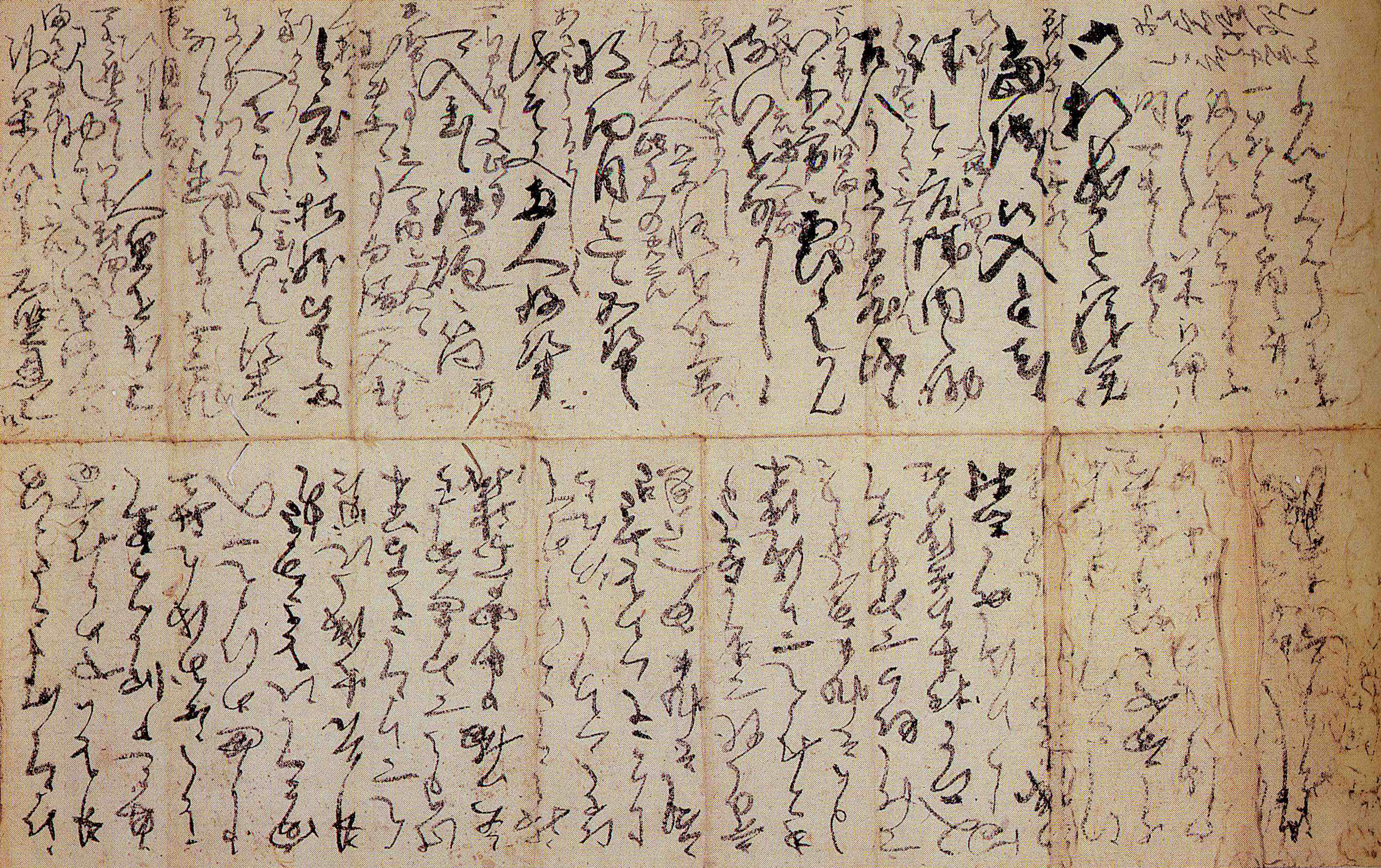
Lettre d'Akechi Mitsuhide, lieutenant d'Oda Nobunaga, rédigée en 1571 avant l'assaut de l'Enryaku-ji.

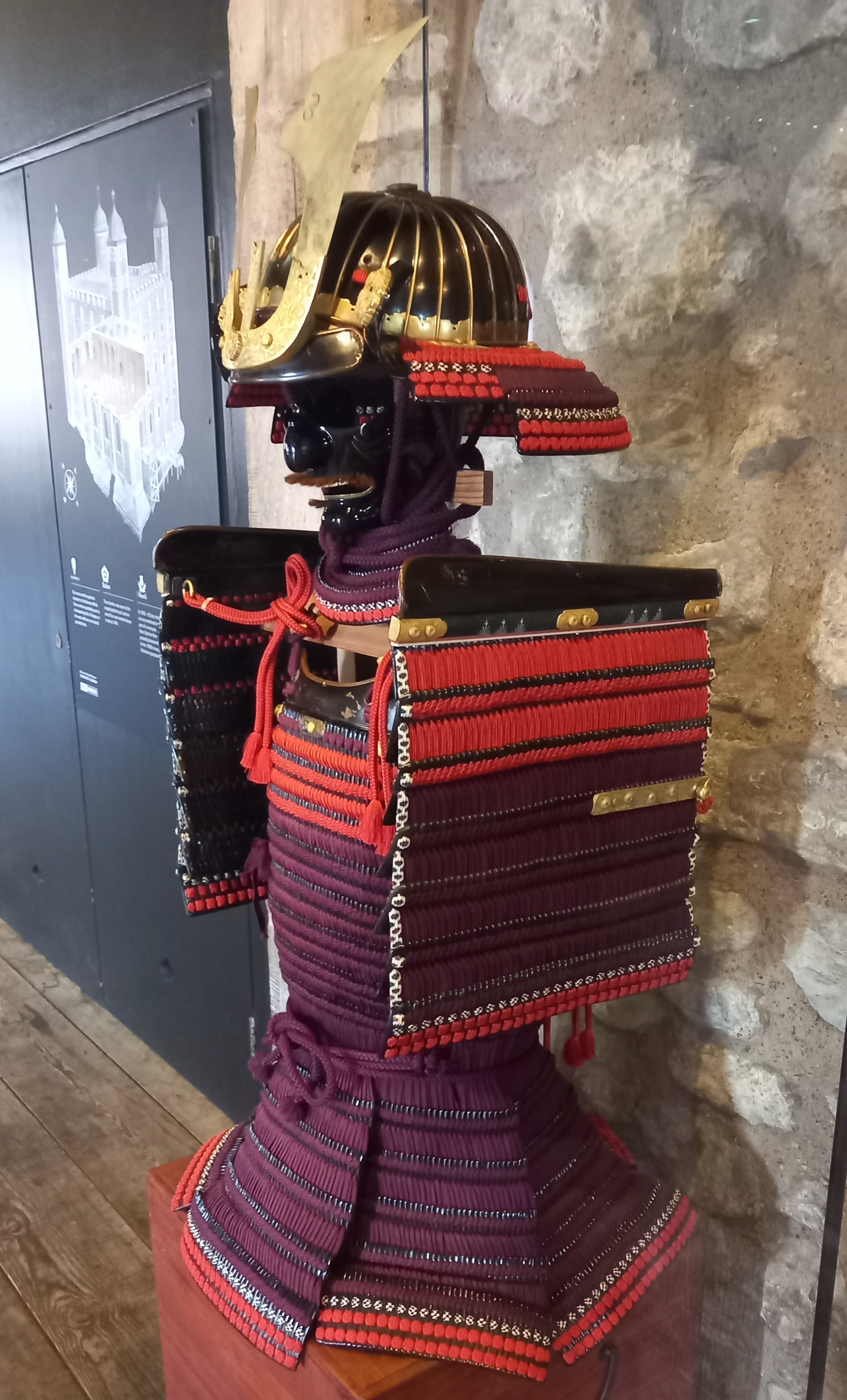
Armure marquée du mon du clan Takeda, probablement une prise de guerre des Tokugawa à l'issue de la bataille de Nagashino, offert en 1613 en présent au roi Jacques Ier d'Angleterre. Exposée à l'armurerie royale de la Tour Blanche à Londres.

Après sa victoire contre le Mino, Oda Nobunaga avait fait graver sur son sceau l'expression tenka fubu, signifiant sa volonté de dominer le monde (« Tout ce qui est sous le Ciel », selon l'antique maxime chinoise) par les armes. Son entrée à Kyoto en 1568 le mit en position de revendiquer directement sa volonté d'unifier le Japon. Il chassa immédiatement Matsunaga Hisahide qui tenait encore la ville. Puis il fut reçu par l'empereur qui, à sa demande, nomma Yoshiaki shogun. Dans la foulée, il plaça sous sa coupe les principales villes du Kinai, s'assurant le contrôle de la plus riche région du Japon. Nobunaga n'entendait pas se présenter en vassal du shogun, pas même de façon fictive, aussi le conflit entre les deux éclata-t-il dès 1569. Le shogun obtint le soutien de plusieurs grands daimyō, Azai Nagamasa, Asakura Yoshikage et Takeda Shingen, et celui du Hongan-ji. Nobunaga se défit d'abord de Nagamasa et de Yoshikage (1570), puis entreprit de soumettre les puissances religieuses, assiégeant le Hongan-ji d'Ishiyama et l'Enryaku-ji, qui avait rejoint les rangs de ses opposants et tombe (1571). L'année 1573 vit les positions de Nobunaga se renforcer. Les clans Asakura et Azai furent définitivement anéantis, son principal rival, Takeda Shingen, mourut de maladie. Le shogun Yoshiaki fut destitué sans être remplacé, ce qui mit un terme au shogunat des Ashikaga. En 1574 les monastères fortifiés du Hongan-ji à Nagashima furent détruits, alors que celui d'Ishiyama était toujours soumis à un siège. En 1575, le clan Takeda fut écrasé lors de la bataille de Nagashino, et la ligue de la secte Ikkō de l'Echizen (une autre des manifestations du Hongan-ji) subit à son tour une destruction impitoyable. Nobunaga eut ensuite à affronter un autre puissant daimyō des provinces orientales, Uesugi Kenshin : il ne remporta pas de bataille décisive, mais parvint, en bonne part grâce à l'action de son vassal Hideyoshi, à soustraire plusieurs des provinces dominées par ce rival, qui mourut en 1578, après quoi son clan se perdit dans des luttes successorales. En 1580, le Hongan-ji d'Ishiyama déposa les armes après dix années de siège et le temple-forteresse fut rasé. En 1581, la ligue régionale d'Iga fut à son tour soumise après avoir opposé une rude résistance. Nobunaga avait alors déjà dirigé vers l'ouest une partie de ses forces, conduites par Hideyoshi, pour affronter Mōri Terumoto. L'année suivante, alors qu'il séjournait au temple Honnō-ji, il fut attaqué par un de ses propres vassaux, Akechi Mitsuhide, et se suicida (incident du Honnō-ji).
Oda Nobunaga mena de nombreux conflits, souvent conclus par des massacres et destructions d'une grande brutalité, ce qui lui valut une réputation funeste que son caractère despotique n'arrangea pas. De fait, il affronta un grand nombre de rivaux particulièrement menaçants, à une époque où les moyens militaires des belligérants avaient pris des proportions importantes et où l'escalade de la violence avait atteint des hauteurs inconnues jusqu'alors. Le pouvoir construit par Nobunaga est souvent présenté comme centralisateur et autoritaire. Il s'appuyait sur un entourage restreint, constitué de ses fils et d'une dizaine de vassaux proches, en général des personnes d'origine humble provenant de la même province que lui, l'Owari, et qui lui devaient pour ainsi dire tout. Il tendit à remplacer les daimyō vaincus par ses propres hommes qu'il contrôlait mieux, décidant des grandes lignes de la gestion de leur domaine, des dates de leurs campagnes. Il entreprit également une politique de développement du commerce, en lien avec les milieux marchands, et de contrôle plus poussé de ses domaines ruraux. Oda Nobunaga a donc pu être vu comme un despote centralisateur, l'acteur d'une « reféodalisation », ou bien une sorte de stade final du seigneur de la guerre, poursuivant les pratiques des autres daimyō, mais les orientant dans une nouvelle direction, à une échelle qui se voulait nationale.

#### Toyotomi Hideyoshi: l'unification
Lorsqu'Oda Nobunaga mourut, l'unification du Japon était encore loin d'être achevée. À l'ouest, Mōri Terumoto cédait certes le contrôle du Chūgoku à Hideyoshi dans la foulée du décès de Nobunaga, mais à Kyūshū les Shimazu progressaient face aux clans rivaux, et Chōsokabe Motochika unifiait Shikoku sous sa coupe entre 1575 et 1585. À l'est, Tokugawa Ieyasu restait un vassal à la loyauté peu assurée, et surtout Hōjō Ujimasa gardait fermement le Kantō. Au nord-est, Date Masamune devenait un puissant daimyō, parvenant à conquérir le domaine des Ashina en 1589.
Toyotomi Hideyoshi, personnage d'origine modeste (son père était un simple fantassin de l'armée des Oda) qui avait connu une ascension rapide au service d'Oda Nobunaga, parvint progressivement à placer sous sa coupe les autres successeurs potentiels du défunt. Il vengea d'abord son ancien maître en défaisant celui qui l'avait renversé, Akechi Mitsuhide. Il vainquit ensuite un autre des généraux de Nobunaga, Shibata Katsuie. Enfin, en 1584, il soumit Oda Nobuo, un des fils de Nobunaga, ainsi que son allié Tokugawa Ieyasu. Il était alors en mesure de reprendre à son compte les projets d'unification du Japon. Uesugi Kagekatsu, qui avait pris le contrôle de son clan, s'était soumis et devenait l'un de ses généraux. En 1585, ce fut au tour de Chōsokabe Motochika et de l'île de Shikoku de passer sous son contrôle. Hideyoshi fit confirmer sa position hégémonique par l'empereur, obtenant des titres impériaux, mais, pas plus que son prédécesseur, il ne revendiqua le titre de shogun. En 1587 c'est l'île de Kyushu qui fut soumise par une campagne contre les Shimazu. En 1590, Hideyoshi mobilisa une armée considérable pour soumettre le dernier clan puissant qui subsistait, les Hōjō : leur capitale Odawara fut conquise, et leur daimyō Ujimasa acculé au suicide. Dans la foulée, la soumission de Date Masamune et des autres seigneurs du Nord fut obtenue. Le Japon était réunifié. La dernière grande entreprise de Hideyoshi fut sa tentative de conquête de la Corée à partir de 1592, qui se solda par un échec en dépit des moyens considérables mis en œuvre.
L'agenda politique de Hideyoshi fut dominé par l'objectif de pacification durable d'un pays déchiré par plus d'un siècle de conflits. Il poursuivit la politique de son prédécesseur consistant à confier le commandement des provinces à des daimyō vassaux, qu'il s'agisse d'hommes nouveaux acquis à sa cause comme Ishida Mitsunari et Katō Kiyomasa, d'alliés ou de vaincus vassalisés comme Tokugawa Ieyasu. Ils étaient déplacés de province s'il le fallait (Ieyasu fut ainsi installé dans le Kantō, fixant sa base en 1590 à Edo dans la province de Musashi), et devaient s'en tenir à ses ordres concernant la politique à mener et ne pas s'engager dans des conflits avec d'autres généraux. Mais en retour, ils conservaient une autonomie assez large dans leur domaine provincial et une position éminente et stable, ce qui explique sans doute pourquoi Hideyoshi parvint à rallier en fin de compte assez facilement nombre de ses adversaires. Il bénéficia certainement aussi du fait que ses sujets étaient lassés par les guerres incessantes et souhaitaient enfin connaître la paix. En 1588, il initia sa politique de désarmement des paysans, laissant aux seuls guerriers le privilège de porter les armes, en les encadrant strictement et en leur confiant plus de tâches administratives, notamment la levée des taxes, qui fut améliorée par la conduite d'une cadastration du territoire soumis. Ce système a pu être interprété comme un retour au féodalisme, ou un absolutisme, ou bien, à la suite de M. Berry, comme une forme de fédéralisme.

#### Tokugawa Ieyasu: rétablissement du shogunat et début de l'époque d'Edo
Hideyoshi mourut en 1598, après l'échec d'une nouvelle campagne en Corée. Il était parvenu à constituer un État fort à l'échelle du Japon, mais il n'avait cependant pas complètement établi son autorité dans le domaine politique. il laissait pour successeur son fils âgé de cinq ans, Hideyori. Celui-ci était placé sous la supervision de cinq régents choisis parmi ses plus puissants et proches vassaux, tandis que cinq commissionnaires pris parmi d'autres personnes du même groupe devaient administrer le pays. Maeda Toshiie, chargé de la garde de Hideyori, mourut dès 1599, alors que les autres régents et les commissionnaires avaient délaissé leurs fonctions centrales pour retourner dans leurs provinces. Tokugawa Ieyasu, le plus expérimenté et influent des daimyō de l'époque, revendiqua alors le pouvoir sur le pays, accélérant la division du groupe des principaux daimyō entre ceux qui s'étaient ralliés à sa cause et ceux qui restaient fidèles aux Toyotomi, dirigés par Ishida Mitsunari. Le conflit qui éclata alors fut conclu par la victoire des troupes d'Ieyasu à la bataille de Sekigahara en 1600. Le vainqueur destitua un grand nombre de vaincus de leurs fonctions provinciales, les remplaça par ses fidèles, et, dans les années qui suivirent, les principaux potentats provinciaux reconnurent son autorité. En 1603, Ieyasu se fit conférer par l'empereur le titre de shogun, délaissé depuis la mort de son dernier détenteur du clan Ashikaga. Il disposait alors de la légitimité nécessaire à la pérennisation de son pouvoir à l'échelle nationale, inaugurant l'époque d'Edo (1603-1868), nommée d'après sa capitale. Il ne se débarrassa cependant pas de Hideyori, qui devait être finalement vaincu en 1615, après quoi la domination du clan Tokugawa sur le Japon fut incontestée.

## Une ère de violence: militarisation et dévastations
La litanie de conflits émaillant l'époque Sengoku révèle sans ambiguïté le fait que la société de cette période fut fortement marquée par le fait militaire, et militarisée, et que les guerres entraînaient de nombreuses destructions et violences touchant directement les populations civiles, sans doute plus que par le passé. Ces conflits incessants jouèrent un rôle majeur dans les évolutions socio-politiques de la période.

### Des armées plus nombreuses
|                                                                       |  | |
| Cuirasse dōmaru du milieu du XVIe siècle. Metropolitan Museum of Art. |  | Lame de katana issue des forges du Bizen, ligne de trempe en ondulations, datée de 1534. Walters Art Museum. |

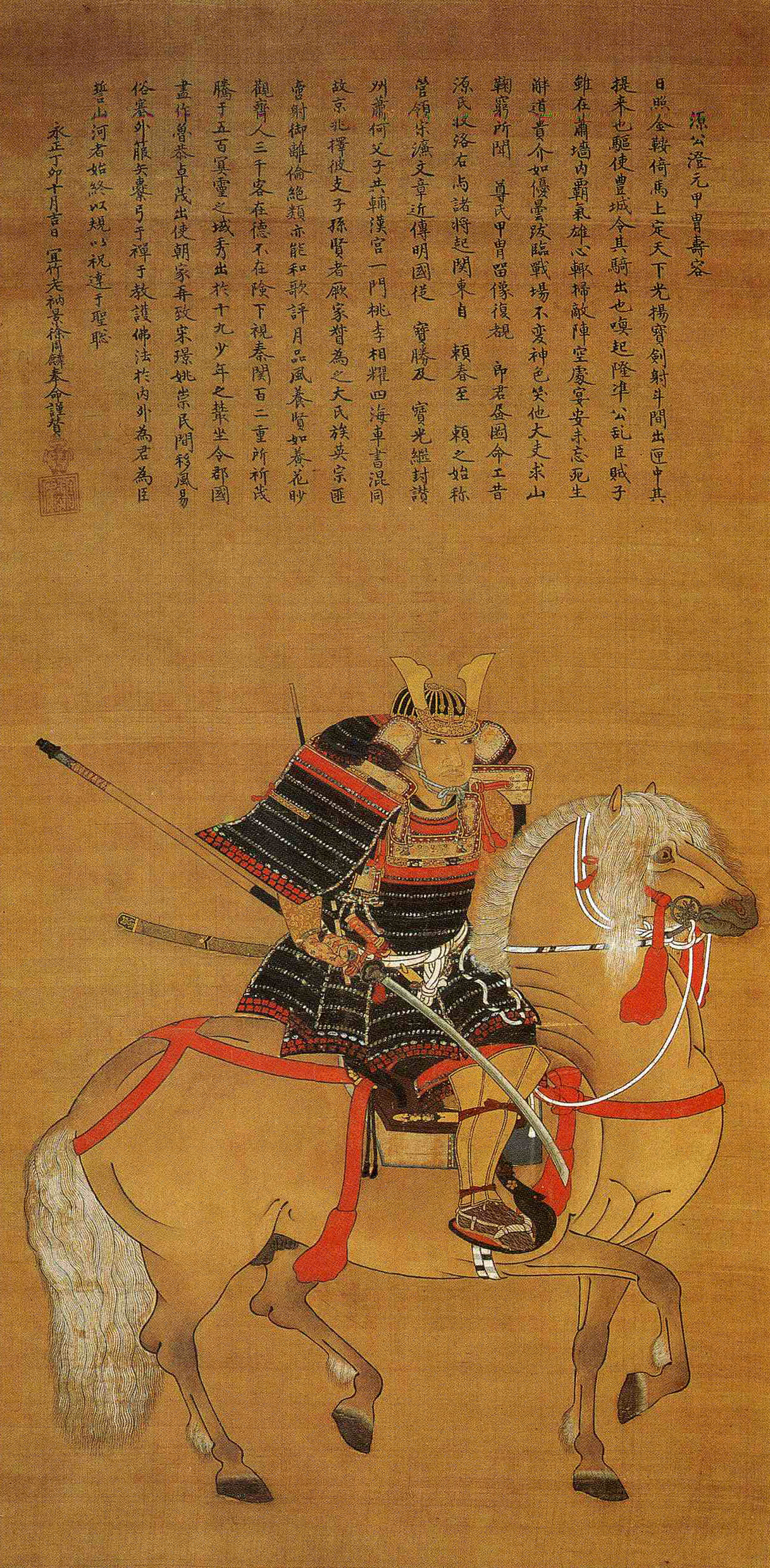
Hosokawa Sumimoto en armure à cheval, peint par Kanō Motonobu, 1507. Musée Eisei Bunko.

Les daimyō recrutaient l'encadrement et l'élite de leurs troupes au sein de la catégorie des « guerriers » (bushi, aussi samurai), dans leur propre lignage, mais également parmi un noyau de guerriers locaux pouvant constituer leur garde personnelle. Ils avaient pour plusieurs d'entre eux mis en place des dispositifs de façon à évaluer les contributions militaires que devaient leurs vassaux, et mobilisèrent de plus en plus parmi les catégories des guerriers locaux (jizamurai, kokujin) et des paysans aisés. Ainsi, ils purent progressivement constituer des troupes plus importantes : alors que celles de l'époque d'Ōnin étaient composées de quelques centaines de soldats, au XVIe siècle les seigneurs de la guerre étaient capables de mobiliser des dizaines de milliers d'hommes pour leurs campagnes. Parmi les chiffres accessibles et qui donnent un ordre d'idée de la taille des armées, quoiqu'ils soient à prendre avec précautions, il apparaît que les Takeda pouvaient mobiliser autour de 50 000 soldats pour une campagne dans les années 1570, les Mōri environ 65 000 en 1578 quand ils affrontèrent Hideyoshi (alors sous les ordres de Nobunaga), qui aurait réuni quant à lui 150 000 hommes ; un potentat local moins important comme le daimyō Chōsokabe de Shikoku pouvait compter dans les mêmes années sur environ 12 000 soldats. Les capacités de mobilisation furent considérablement augmentées par Hideyoshi, qui dominait la majeure partie du Japon et avait procédé à un recensement précis afin d'estimer les moyens à sa disposition ; il put ainsi mettre en place une levée de troupes à l'échelle nationale pour sa campagne contre la Corée.
L'armement évolua au cours de la période. Les unités de cavaliers restaient les plus prestigieuses, comprenant aussi les guerriers les plus fidèles aux daimyō (sa garde montée, les umamawari). Mais les troupes de fantassins (ashigaru), en premier lieu les piquiers, augmentèrent en importance, fournissant le gros des troupes. Elles étaient équipées de piques dont la longueur fut progressivement augmentée. Le combat rapproché à l'épée perdit donc en importance. À cette période les sabres appelés tachi cessèrent d'être produits, les guerriers étant armés de katana ; ceux fabriqués dans les ateliers du Bizen furent très prisés, réputés en particulier pour leurs lignes de trempe en ondulation irrégulière (gunome midare), notamment les réalisations du maître forgeron Yosōzaemon-no-jō Sukesada (au début XVIe siècle). La constitution des armures évolua dans la seconde moitié du XVIe siècle. Cette époque vit l'apparition des cuirasses dites tōsei gusoku, constituées de plaques de métal reliées entre elles par des chaînes également métalliques, employant moins de cuir que les modèles habituels de cuirasses de l'époque médiévale tardive, dits dōmaru et haramaki, déjà rendus plus légers pour faciliter les mouvements des combattants maintenant que la plupart d'entre eux combattaient à pied. La plus grande innovation de la période fut cependant l'expansion de l'usage des armes à feu. Des mousquets rudimentaires produits à Okinawa étaient déjà employés durant la guerre d'Ōnin, mais ce furent surtout les arquebuses portugaises qui se propagèrent et servirent de modèle pour l'élaboration d'équivalents au Japon. À la fin du XVIe siècle, le fusil était l'arme à distance la plus répandue, mais l'arc restait employé (dans une proportion d'environ 80 % du premier et de 20 % du second). Les canons furent également intégrés aux armées dans la seconde moitié du XVIe siècle.
Les organisations militaires locales disposaient aussi de troupes, recrutées essentiellement parmi les jizamurai, qui avaient depuis les époques précédentes l'habitude de se constituer en ligues (ikki). Le cas des « ninja » est plus problématique : c'est dans ce même type d'organisation, au sein des communautés de guerriers d'Iga et de Kōga, que cette catégorie de guerrier pratiquant un art martial occulte (shinobi no jutsu) se serait développée à l'époque Sengoku si on suit l'approche traditionnelle. Toutefois, les sources de l'époque n'indiquent rien de tel ; au mieux, il semble qu'il y ait eu des soldats spécialisés dans des opérations sous couverture, de l'espionnage, et que ceux venant d'Iga et de Kōga aient acquis une bonne réputation en la matière. Les grands temples et ligues religieuses s'appuyaient quant à eux sur leurs propres troupes, qui constituaient des forces redoutables leur permettant de préserver leur autonomie ; la postérité a notamment retenu la figure des « moines-guerriers » (sōhei), qui fait elle aussi l'objet de beaucoup de fantasmes.
Il est difficile de déterminer dans quelle mesure les femmes participaient au combat, l'activité guerrière étant en principe réservée aux hommes, même si la tradition postérieure a mis en avant le rôle de certaines guerrières de l'époque Sengoku (Tsuruhime). Quelques textes mentionnent bien la présence de femmes participant à la défense de cités assiégées, d'épouses loyales de seigneurs de la guerre défendant leur château lors de sièges, mais la participation des femmes aux conflits était sans doute limitée. Cela les excluait donc des récompenses reçues pour des actes méritoires lors de conflits,.

### Des violences peu contenues

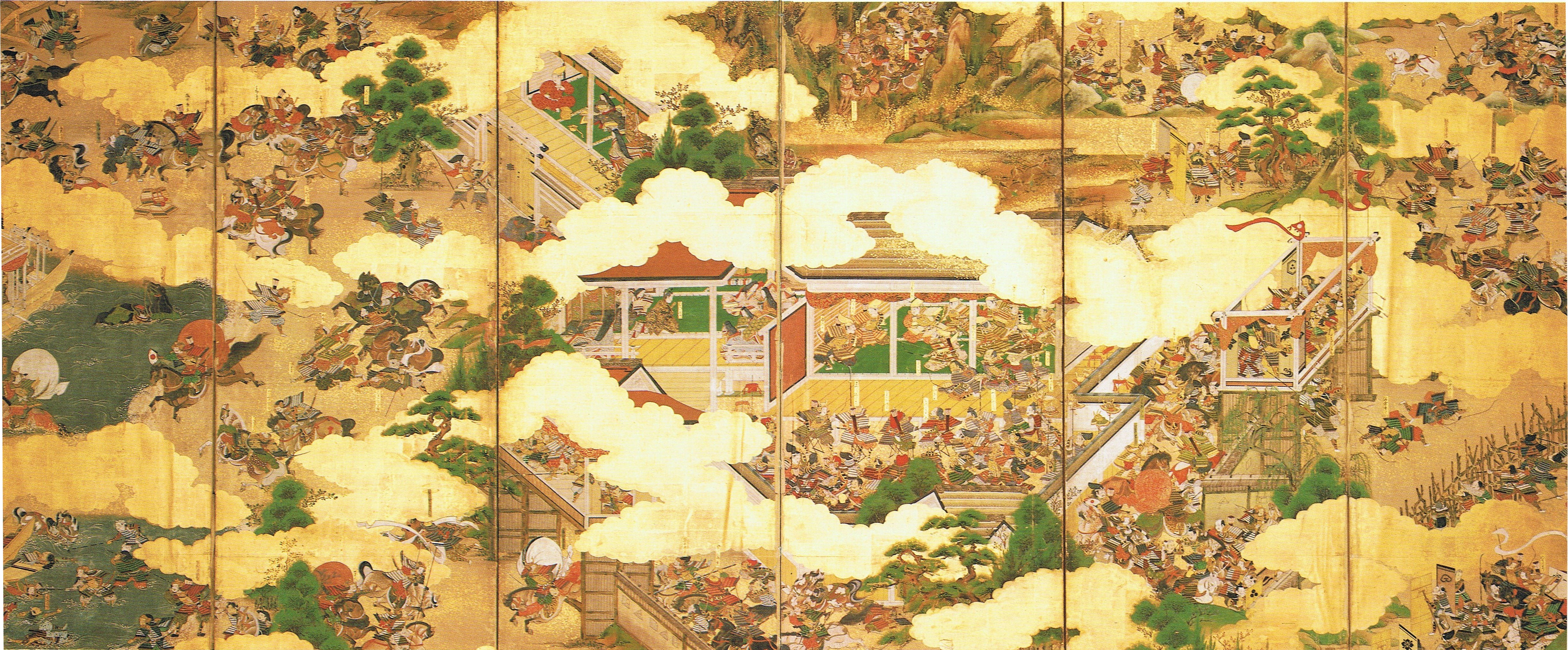
Une représentation de scène guerrière à l'époque Sengoku : Scène de la guerre de Genpei (1180-1185) sur paravent, par Kanō Motonobu.

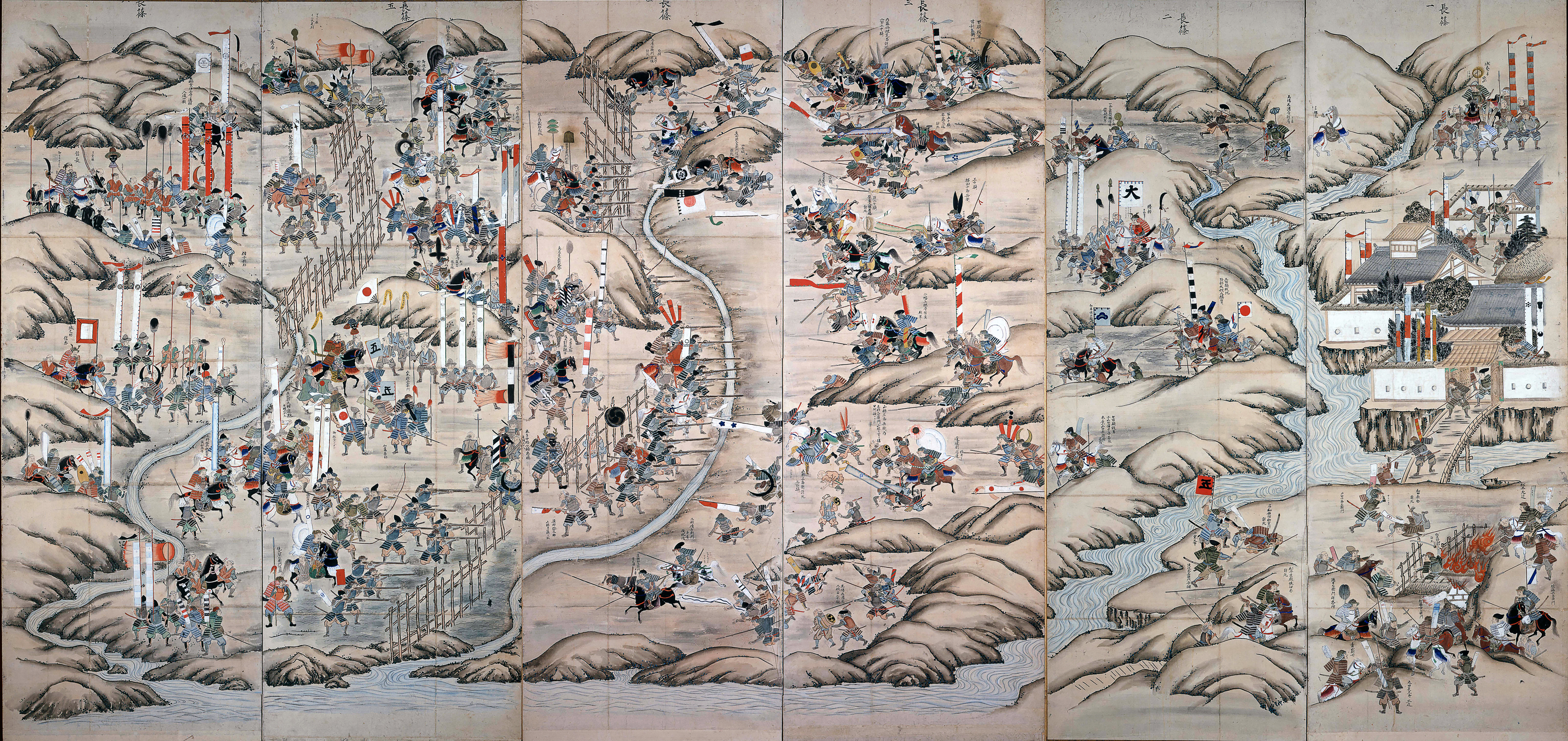
Une représentation postérieure d'une scène guerrière de l'époque Sengoku : la bataille de Nagashino (1575) peinture du XVIII.

Paradoxalement, pour une époque durant laquelle ont vécu plusieurs chefs de guerre et guerriers devenus des figures majeures de la tradition historique et militaire japonaise (Takeda Shingen, Oda Nobunaga, Date Masamune, Hattori Hanzō, Miyamoto Musashi, etc.), les historiens ont peu étudié les principes moraux guidant le groupe des guerriers (bushi) pour les périodes antérieures à la codification des règles du bushido, à l'époque d'Edo. Les guerriers de Sengoku semblent plutôt avoir été animés par les principes individualistes mettant en avant l'honneur, reposant sur l'idée de justice personnelle (jiriki kyusai), qui joua un rôle dans l'escalade des luttes claniques. Les seigneurs de la guerre tentèrent de les juguler par des lois imposant le principe selon lequel les deux parties étaient responsables dans une querelle (kenka ryōseibai ; voir plus bas), ce qui fut apparemment plutôt mal accepté.
Il est raisonnable d'estimer que la plus grande régularité des conflits (certains daimyō comme Takeda Shingen et Uesugi Kenshin faisaient campagne quasiment chaque année), l'augmentation de la taille des armées, ainsi que l'introduction d'armes à feu aient entraîné une augmentation de la létalité des affrontements. Cependant, les estimations des morts et blessés de guerre sont hasardeuses car les descriptions de l'époque ne s'intéressaient pas au destin de la piétaille. Elles sont plus dissertes au sujet des décès des meilleurs des guerriers, dont les têtes étaient collectées à la fin des batailles pour servir de témoignage des accomplissements de ceux qui les avaient mis à mort et leur permettre d'obtenir une récompense.
Cette période fut marquée par la récurrence des combats, des sièges et des prises de forteresses et agglomérations. Il y avait une forte présence constante de troupes souvent constituées d'une base de fantassins enrôlés de force, de brigands et de déracinés, pas toujours bien contrôlées par des généraux, qui, de toute manière, ne voyaient pas forcément d'un mauvais œil les exactions qu'elles étaient susceptibles de commettre en territoire ennemi. Il en résulta une expansion de la violence et des destructions, qui toucha finalement beaucoup les populations non combattantes. Plusieurs témoignages attestent de destructions de villages, de massacres de civils, de viols, et les rapts de jeunes garçons et jeunes filles réduits en esclavage semblent avoir été courants lors du saccage d'espaces habités. Le journal de l'intendant du domaine de Hineno (province d'Izumi) dans les années 1490-1500 permet ainsi de constater que les déprédations et violences touchaient alors régulièrement les villageois dépendants de celui-ci. Certaines campagnes militaires s'accompagnaient de destructions ou de pillages de denrées alimentaires stockées ou de cultures non récoltées, augmentant donc directement le risque de disette ou de famine, et par suite la mortalité des populations des régions touchées. Et un texte de l'époque d'Edo met au débit des Mōri d'avoir pratiqué délibérément lors de leurs campagnes un ciblage des ressources agricoles de leurs adversaires (champs, greniers).

## Un pays sans centre: recompositions politiques et sociales
Le Japon de l'époque Sengoku fut non seulement un monde « sens dessus dessous » (c'est ce qu'implique l'expression gekokujō), mais aussi un « monde sans centre » (M. E. Berry), après le déclin des shoguns Ashikaga et avec lui celui de l'autorité politique de la région centrale, le Kinai. Cela ouvrit la voie à une société fluide, caractérisée par des changements rapides qui modifièrent progressivement les différents corps de la société du Japon médiéval. Ces évolutions préparèrent les reconfigurations du début de la période moderne, qui vit la naissance d'un nouveau Japon, intégré sous l'action d'un nouveau centre.
Les seigneurs de la guerre, devenus les nouvelles forces motrices du pays dans les domaines politique et militaire, mirent en place, avec des réussites diverses, des entités politiques dans les territoires qu'ils dominaient, en suivant largement l'exemple donné par l'ancien centre, dans le domaine aussi bien administratif que législatif, tout en apportant quelques innovations largement dues aux impératifs de l'époque, à savoir l'entretien d'une armée puissante et de vassaux fidèles. Les communautés villageoises étaient l'autre pôle majeur de référence sociale pour la période, poursuivant le renforcement de leurs institutions déjà entamé depuis l'époque de Kamakura. Le vide politique laissé dans certaines régions du pays, rurales et souvent reculées, à la suite du rejet ou de l'absence des potentats locaux, avait permis aux formes traditionnelles d'organisation des élites guerrières rurales, les ligues (ikki), de se muer progressivement en organisations politiques plus stables, capables de tenir en échec plusieurs années des seigneurs de la guerre. Certaines furent liées à des mouvements religieux, plusieurs temples et sectes ayant conservé ou construit à cette période une influence politique et sociale notable. Les villes connurent d'importantes évolutions malgré les tourments de l'époque. Elles rentrèrent pour beaucoup dans une phase de croissance, qui se fit sous différentes formes (autour de châteaux, de temples, de marchés et de marchands). Certaines purent jouir d'une relative autonomie grâce aux poids de leurs institutions communales. Ces cités bénéficièrent particulièrement de l'essor commercial et industriel du Japon de la fin de l'époque médiévale, marqué par l'action des marchands et des chefs militaires.
Les évolutions politiques, sociales et économiques de l'époque Sengoku ne peuvent pas se comprendre sans la prise en compte de la croissance démographique qui eut lieu durant la seconde partie de la période médiévale. Selon les estimations de W. Farris, entre 1450 et 1600 la population de l'archipel serait passée d'environ 10 millions d'habitants à une fourchette comprise entre 15 et 17 millions d'habitants. Cela créa une main d’œuvre plus abondante pour les activités économiques, expliquant leur croissance marquée durant cette époque, ainsi que l'essor urbain et villageois, et offrit aux seigneurs de la guerre de considérables ressources mobilisables.

### Les domaines des seigneurs de la guerre
Les principaux acteurs des changements politiques de l'époque Sengoku sont ceux que les historiens désignent par le terme daimyō, les seigneurs de la guerre, que les textes contemporains appellent tono ou yakasa, « seigneurs ». Ils se constituèrent par les armes des entités politiques qu'ils administrèrent directement sans recevoir d'ordre venant d'une autorité supérieure depuis l'effondrement du shogunat. Ils agirent donc comme de véritables chefs d'états certes souvent embryonnaires, des entités politiques composites parfois désignées par le terme kokka, mêlant liens personnels et pouvoir territorial de nature publique. En fonction des circonstances et des opportunités, certains parvinrent à développer des constructions politiques solides, développant leur appareil administratif, leurs méthodes de taxation, leur législation afin de contrôler les populations de leur territoire.
Dans ces temps de conflits récurrents, la motivation première des mesures prises par les daimyō était d'entretenir et d'améliorer leur appareil militaire. Ils s'appuyaient sur une élite guerrière qu'ils cherchaient à rallier, à fidéliser et à canaliser afin de constituer une armée puissante. La conduite de la guerre nécessitait par ailleurs un contrôle direct sur les ressources des domaines et les populations paysannes, mais aussi sur les marchés et marchands. Ce contrôle par ce pouvoir martial s'incarnait dans la topographie par la présence du château seigneurial, d'aspect de plus en plus monumental, et d'un réseau de châteaux-satellites maillant le territoire. Tout cela concourut à un processus de consolidation politique et de territorialisation du pouvoir dans les régions dominées par les seigneurs de la guerre, même si leur légitimité fut généralement loin d'être pleinement assurée. En tout cas cela posa les bases des constructions politiques mises en place lors de l'unification et la centralisation accomplies par Hideyoshi et les Tokugawa, qui transformèrent les daimyō en gouverneurs provinciaux dépendant du pouvoir central.

#### Législation
La volonté des seigneurs de la guerre de contrôler directement leurs domaines et les populations qui s'y trouvaient se voit en particulier dans leur action législative. Celle-ci se plaçait dans la continuité directe des lois familiales (kahō) prises par les shugo provinciaux aux époques antérieures, qui eux-mêmes s'inspiraient largement du Goseibai Shikimoku, code juridique du shogunat de Kamakura promulgué en 1232. Elle puisait également dans les actes juridiques fondant les ligues guerrières locales, puisqu'elle était souvent l'objet de négociations entre le daimyō et les guerriers locaux. Le principal changement apporté par les lois familiales de l'époque Sengoku fut le fait qu'elles étaient destinées à imposer une norme juridique suprême, inférieure à aucun autre code, signe de l'indépendance des seigneurs de la guerre. Les plus anciens codes de ce type se développèrent dans la seconde moitié du XVe siècle : les lois familiales du clan Ōuchi étaient en fait une compilation de règlements émis entre 1439 et 1495 couvrant un large spectre de sujets (relations avec les vassaux, taxation seigneuriale, commerce, transports, culte religieux), tandis que le code promulgué par Asakura Toshikage, en 17 articles, constituait un prototype des lois domaniales qui devait se diffuser au XVIe siècle. Ce type de texte était essentiellement consacré aux rapports entre le seigneur et ses serviteurs, avant tout les guerriers et les communautés paysannes, et à la répartition des rôles en matière de sécurité et de taxation, mais aussi aux transports, au retour des personnes, aux règles successorales, aux conflits en matière de propriété foncière, etc. Parmi les grands daimyō promulguant à leur tour des lois figurent Hōjō Sōun au tout début du siècle, Imagawa Ujichika en 1526, Takeda Shingen en 1547, Chōsokabe Motochika en 1596.

#### Le groupe des guerriers
Le contrôle des vassaux/serviteurs (kashindan) guerriers (bushi, samurai) en réalité un ensemble très disparate de gens d'armes ayant des origines et niveaux sociaux fort divers, était l'un des aspects les plus importants des textes de loi de l'époque Sengoku. Ce fut donc une préoccupation majeure pour les daimyō, qui avaient pour but de rallier un maximum de combattants et de les unifier tout en s'assurant de leur loyauté.
L'entourage du seigneur était constitué des membres de sa famille (ichimon), des vassaux les plus loyaux qui étaient ses familiers (fudai), des vassaux alliés (tozama), souvent des vaincus ayant prêté allégeance, mais à la loyauté plus fluctuante. Puis se trouvait un ensemble de petits vassaux guerriers, certains au service direct du seigneur et constituant sa garde personnelle, d'autres attachés aux vassaux directs du seigneur. La structure politique des domaines des daimyō était donc fondamentalement verticale, à la différence de l'approche plus horizontale des ligues et des communautés locales contemporaines. Elle reposait sur une hiérarchie de vassaux liés entre eux par des relations de fidélité, souvent envisagées sous la métaphore de la parenté (entre un « père » yorioya et un « fils » yoriko), et convergeant toutes vers le seigneur de la guerre qui était le suzerain suprême dans son territoire.
Les vassaux du seigneur recevaient des domaines qui devaient couvrir leurs dépenses, militaires en particulier. Afin de mieux contrôler les ressources à la disposition de leurs vassaux, certains daimyō de l'époque Sengoku introduisirent un nouveau système de taxation et plus largement de gestion des terres, nommé kandaka : la valeur de la récolte de chaque domaine était exprimée en unités monétaires appelées kan, et celle-ci permettait de déterminer la contribution militaire que devait fournir le vassal auquel le domaine était concédé. Pour ce qui touchait au rapport entre le seigneur et le vassal, ce système permettait de lui donner une approche plus rationnelle et standardisée en l'évaluant clairement. Le rapport entre seigneur et vassaux reposait finalement sur la capacité du premier à protéger l'accès à la terre des seconds, donc leurs sources de revenus, qui restaient un levier majeur pour leur fidélisation.
En effet, la loyauté des vassaux n'était jamais assurée. La rébellion était une menace que les daimyō durent souvent affronter. Il était admis que lorsqu'un vassal doutait de la capacité de son suzerain, il pouvait dissoudre ses liens avec lui, voire chercher à le renverser. Plus largement, la classe guerrière était animée par l'idée que la réparation personnelle des injustices et affronts que subissait un individu, et plus largement le groupe (famille, lignage, localité, vassalité) auquel il appartenait, était le devoir de chaque homme. Cela pouvait aller à l'encontre de la volonté des seigneurs de renforcer leurs liens personnels avec leurs vassaux afin de renforcer leur fidélité. Ils tâchèrent donc de régler juridiquement les conflits survenant entre eux. Fut mis en place le principe selon lequel les deux parties étaient responsables dans une querelle (kenka ryōseibai), et donc toutes deux susceptibles d'être punies. Le daimyō cherchait ainsi à tempérer les vendettas fondées sur la défense de l'honneur des guerriers en rendant absolue la loyauté qui lui était due. Dans le code des Imagawa était même posé le principe selon lequel la loyauté était due à l'entité politique (kokka), transcendant ainsi les liens personnels afin de mettre en place un pouvoir plus autoritaire et durable.
La religion des guerriers repose sur des pratiques pragmatiques, naturalistes et syncrétiques, associant les divinités du bouddhisme et les kami, divinités indigènes au Japon. L'historien Kanda Chisato a proposé de désigner l'idéologie dominante au sein de ce groupe (et aussi de la cour impériale) comme la « voie du ciel » (tento), d'après un mot employé à l'époque, qu'il envisage comme un concept similaire à une providence, gouvernant toutes sortes de vicissitudes, jusqu'au sort des armes, et qui se rapprocherait d'un monothéisme.
Dans ce milieu social dominé par les principes patriarcaux et virils, la place des femmes était d'être au service des intérêts du chef du clan. La polygamie était de mise chez les daimyō, l'épouse principale ayant néanmoins un rôle potentiellement important, puisqu'elle pouvait s'occuper des cérémonies et également de la gestion des magasins dans la résidence principale. Ne participant pas aux combats et ne pouvant bénéficier d'une part de l'héritage familial puisque les règles successorales bénéficiaient au seul fils aîné, les filles des familles de l'élite guerrière étaient surtout vues comme des moyens de consolider des alliances politiques par des mariages et de produire des héritiers. Takeda Shingen eut ainsi d'abord pour épouse principale une fille des Go-Hōjō, puis après sa mort une fille du clan Sanjō, des nobles de Kyoto, ce qui lui créa des liens dans ce milieu ; il eut par ailleurs trois concubines issues de familles de guerriers ; plusieurs de ses sœurs et filles furent mariées dans d'autres familles du même groupe. De leur côté, les fils et frères cadets du chef de clan étaient voués à le servir, et ils furent nombreux à périr au combat. Les adoptions étaient courantes quand les daimyō n'avaient pas de fils pour leur succéder, ou qu'ils manquaient de filles à marier,.
Hideyoshi entendit bouleverser les rapports avec ses vassaux une fois l'unification nationale accomplie : il déplaça plusieurs daimyō avec leurs serviteurs, transforma la catégorie des guerriers en leur confiant des fonctions d'administration (notamment le prélèvement des taxes) tout en leur octroyant le privilège de porter les armes.

#### L'exploitation des ressources des territoires
L'autre aspect majeur des lois de l'époque Sengoku concernait les relations entre le seigneur et les communautés villageoises et commerçantes de son domaine, auxquelles une large autonomie pouvait être laissée tant qu'elles restaient loyales et contribuaient aux ressources du seigneur comme il leur était demandé. Les seigneurs de la guerre cherchèrent constamment à exploiter au maximum les capacités économiques de leurs domaines afin de disposer des moyens militaires les plus amples possibles.
Dans le Japon médiéval, la forme principale d'exploitation des terres était celle du domaine appelé shōen, aux mains d'un seigneur membre du cercle des élites locales ou nationales ou des monastères, qui constituait le cadre de vie de la majeure partie de la paysannerie, organisé autour du rapport entre le seigneur coutumier et les paysans. Ce système avait commencé à s'effriter au XIVe siècle. Il fut érodé par l'accaparement progressif des revenus des domaines, puis des terres par les cadres militaires provinciaux (shugo ou shugodai), les chefs des clans de guerriers locaux (kokujin) ou les intendants de domaines (jitō) profitant de l'éloignement des seigneurs nominaux. Joua aussi l'émancipation des communautés paysannes, qui prirent plus d'autonomie avec la constitution des communes appelées sō et l'essor des protestations et révoltes rurales. Les seigneurs de la guerre de l'époque Sengoku poursuivirent le démantèlement des domaines anciens, les faisant directement passer sous leur contrôle afin de pouvoir les redistribuer à leurs propres serviteurs ; l'appropriation de la richesse terrienne fut donc une condition essentielle de l'exercice du pouvoir par les daimyō. Les shōen résistèrent néanmoins mieux dans certaines régions, en particulier le Kinai (où les monastères notamment conservaient de grands domaines) et peut-être aussi dans les régions occidentales ; en revanche dans le Kantō et les autres régions orientales, ils furent plus rapidement et radicalement supprimés. La situation qui en résultait reflétait bien les évolutions du temps : une plus grande instabilité dans le régime de la terre, dépendant plus directement des rapports de force que d'une possession traditionnelle établie depuis des temps anciens.
La période Sengoku fut marquée par un alourdissement du poids des prélèvements pesant sur la paysannerie. La taxation, reprise du système des shōen, reposait avant tout sur ce groupe, par le biais de prélèvements annuels en nature sur la récolte appelés nengu, auxquels fut intégrée une autre taxe nommée tansen, perçue à l'origine par le shogunat, mais accaparée par les daimyō ; à cela s'ajoutaient des corvées (yaku). Le système de taxation kandaka déjà évoqué reposait sur un prélèvement en espèces s'accompagnant d'une évaluation des capacités contributives des terres ; là où il fut mis en place de la manière la plus aboutie (notamment chez les Hōjō), on procéda à une cadastration des domaines et un recensement des redevables, ce qui renforça le pouvoir des seigneurs de la guerre sur leurs territoires et leurs sujets. Le kandaka impliquant une taxation fixe, contrairement au système plus courant de taxation en nature proportionnellement aux récoltes, il n'était pas lié au rendement de celles-ci. Il fut abandonné progressivement.
La régulation du commerce était un autre volet de l'action économique des daimyō dans leurs domaines. Ils émettaient des édits prévoyant les types de monnaies qui pouvaient être échangées sur leurs territoires, contrôlaient l'établissement de marchés et l'activité des marchands, face à l'essor des marchés gérés par les communautés locales. En général, ils avaient intérêt à ce que l'activité commerciale sur leur territoire soit prospère, pour leur approvisionnement et aussi leur propre financement puisque les taxes commerciales (en particulier les droits de douanes) constituaient une partie de leurs revenus, non négligeable dans les territoires situés sur les routes commerciales, même si, dans certains territoires, ils purent privilégier un allègement de ces prélèvements afin que les échanges soient plus importants. Ils cherchaient par ailleurs à contrôler la circulation des denrées stratégiques, comme le riz, qui constituait la base de l'alimentation, et les armes. Certains tentèrent de mettre en place des politiques de protectionnisme, mais il est peu probable qu'elles aient pu être appliquées de manière rigoureuse. Les daimyō cherchèrent de même à mieux encadrer l'activité des artisans de leurs territoires et à tirer profit de celle-ci.
Ces politiques furent poursuivies par Oda Nobunaga et approfondies par Toyotomi Hideyoshi. Ils s'appuyèrent fortement sur de riches marchands et artisans afin de se doter de moyens militaires plus importants. Hideyoshi renforça son contrôle sur ces activités et leurs institutions. Il se constitua également un vaste domaine placé sous son contrôle direct, à partir de terres confisquées à des vaincus. Signant la fin définitive du système du shoēn, il organisa la cadastration à l'échelle nationale (taikō kenchi), et la mise en place d'un nouveau système de taxation (kokudaka) qui perdura durant l'époque d'Edo,.

#### Les châteaux de l'époque Sengoku

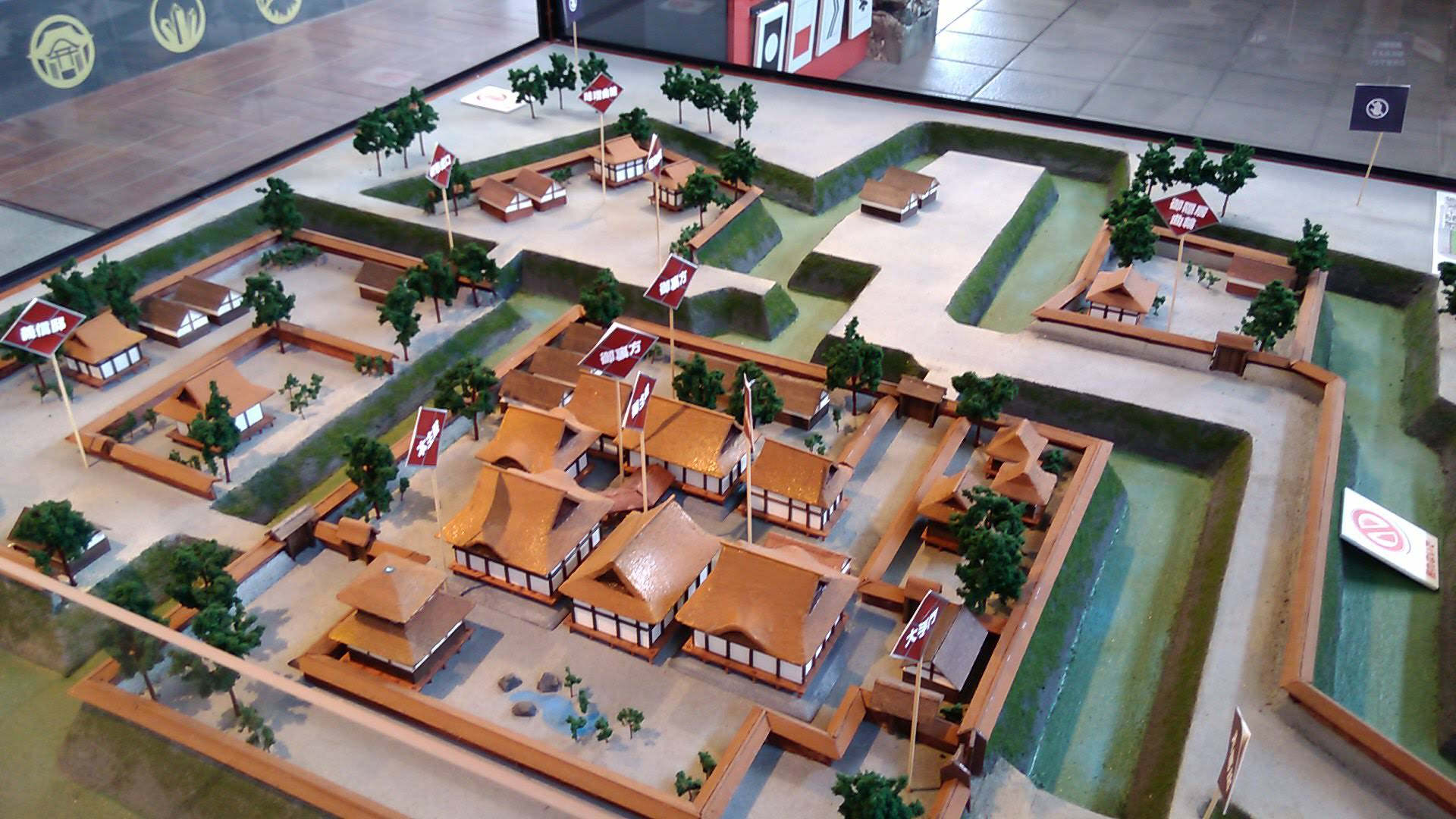
Maquette du château de Tsutsujigasaki (Kōfu), construit par Takeda Nobutora en 1519, situé en plaine (présenté à la gare de Kōfu).

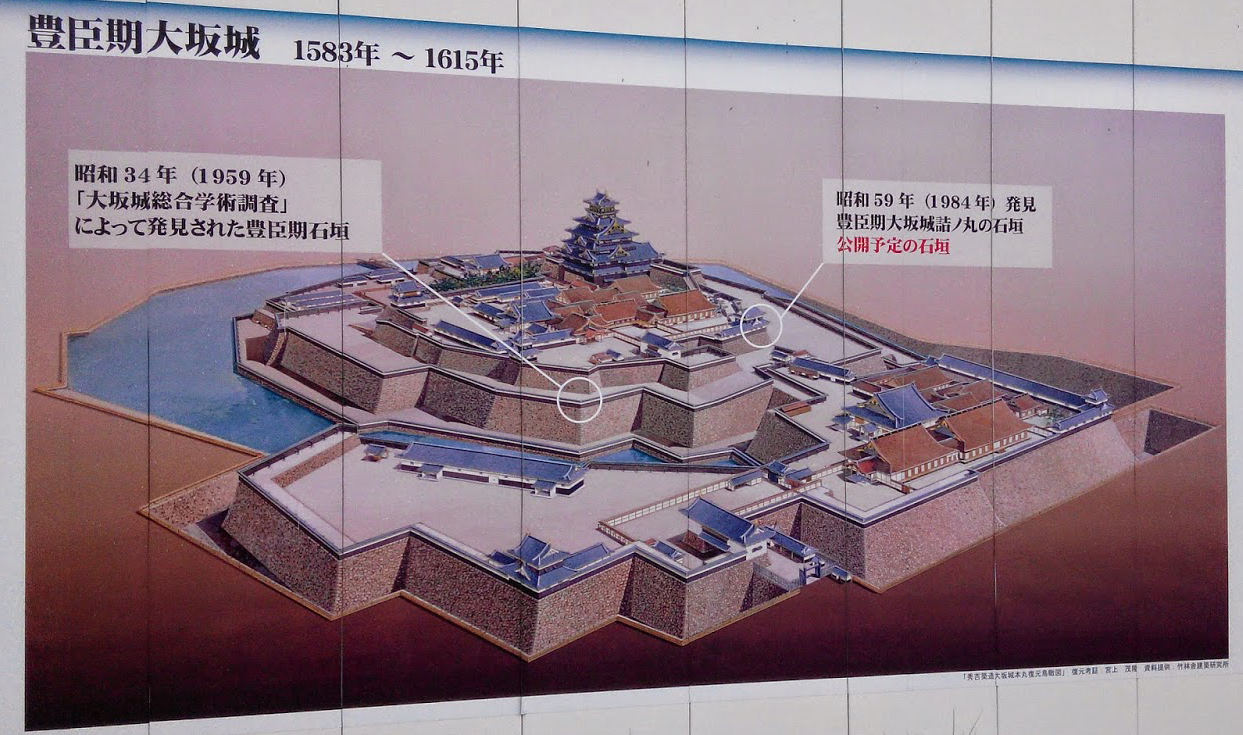
Représentation murale du château d'Osaka dans son état de l'époque de Hideyoshi (fin XVI).

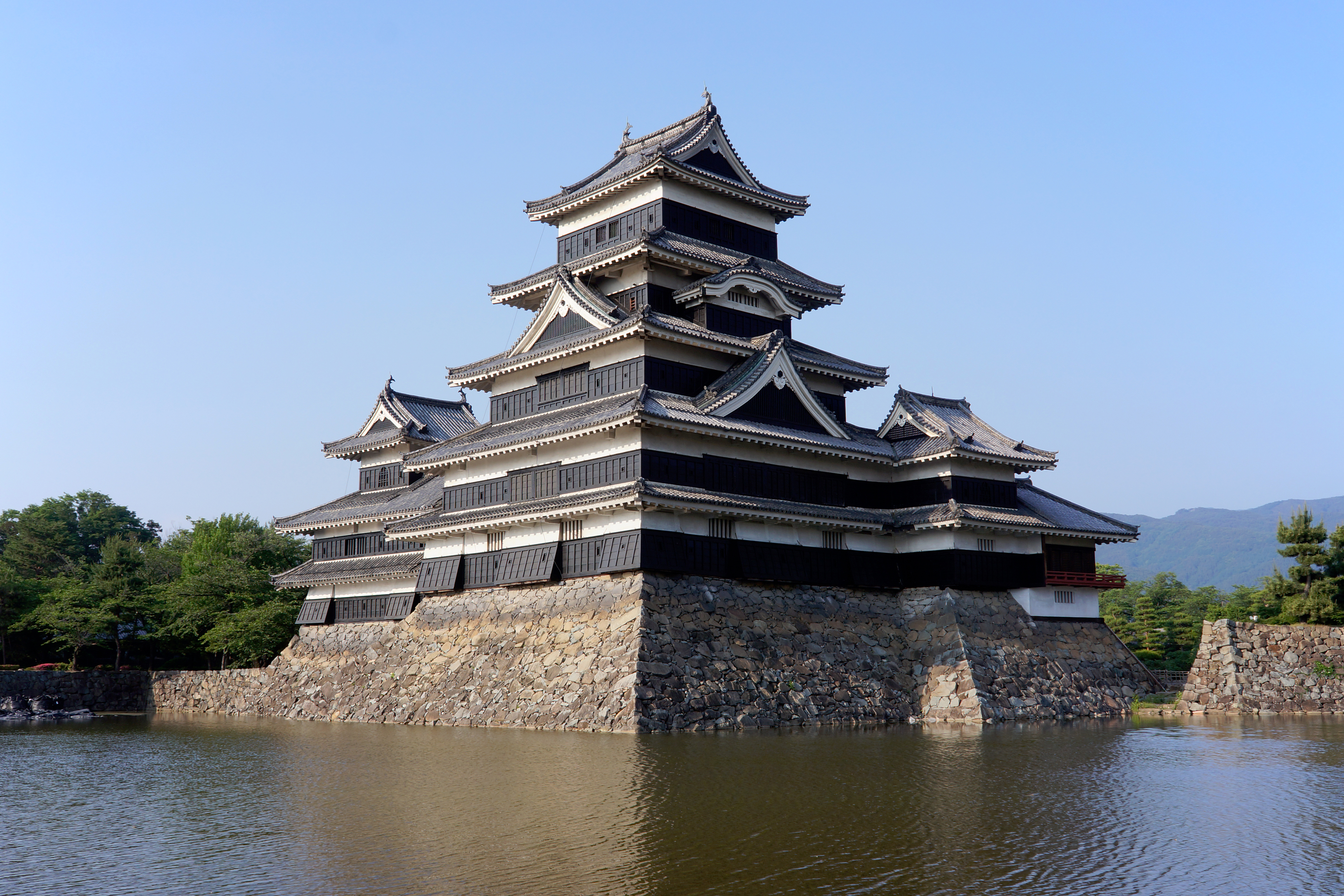
Le donjon du château de Matsumoto (préfecture de Nagano), érigé à la fin du XVI.

Le quartier général (fuchū) du seigneur de la guerre était son château (jō), une forteresse comprenant le manoir où il résidait. Pôle et marqueur symbolique de sa puissance, moyen de contrôle des territoires, des ressources et des hommes, ce genre d'édifice devint de plus en plus monumental avec l'affirmation de la puissance des daimyō.
Les résidences castrales avaient une longue histoire avant le début de la période Sengoku, connaissant un essor à partir du XIVe siècle quand les guerres provinciales furent courantes. Celles du XVIe siècle ont en général disparu à l'heure actuelle ou ont été considérablement modifiées lors de reconstructions postérieures. Les textes et l'archéologie fournissent néanmoins des indications sur leur aspect à cette période. Il s'agissait souvent de complexes fortifiés établis sur une hauteur (yamashiro), mais aussi dans des plaines ; bien que ces dernières fussent plus difficiles à défendre, elles furent de plus en plus courantes. Une ou deux enceintes (parfois plus) protégeaient l'ensemble, organisé autour d'une cour inférieure bordée par plusieurs bâtiments utilitaires et ouvrant sur la résidence seigneuriale, classiquement divisée en trois parties : l'espace de réception officiel (shuden), l'espace de réception plus intime (kaisho), parfois bordé de jardins, et la résidence privée du seigneur (goten). Le changement principal de la période fut dans l'aspect imposant de ces complexes. L'usage de la pierre se généralisa, alors que le bois dominait auparavant, la taille des édifices gagna en largeur, avec l'ajout de bastions latéraux, de tours, de mottes et fossés plus imposants, et en hauteur avec l'érection de terrasses et la transformation des parties centrales des résidences seigneuriales en donjons monumentaux de plusieurs étages. L'apparition des armes à feu incita ensuite au renforcement des défenses, les murailles devenant plus épaisses, et aussi à réorganiser les points pour riposter aux assaillants en se dotant de coursives, de vigies et de meurtrières. Les seigneurs de la guerre résidant désormais en permanence dans leurs domaines, leurs châteaux devinrent le point central de ceux-ci, où ils attiraient leurs vassaux qui s'installaient souvent à l'ombre de leur donjon, donnant naissance aux « villes au pied du château » (jōkamachi). Par ailleurs, c'était en général un véritable système de forteresses qui défendait le domaine : ainsi chez les seigneurs Hōjō l'imposant château d'Odawara constituait le château principal (honjō), dominant un réseau de châteaux-satellites secondaires (shijō) servant à assurer le contrôle du reste du territoire, en particulier au niveau de ses frontières, qui restaient fluctuantes en raison de la récurrence des conflits.
La monumentalité de ces édifices continua de se développer aux périodes d'Oda Nobunaga, qui érigea sa principale forteresse à Azuchi près de Kyoto, et de Hideyoshi, avec les châteaux d'Osaka et de Momoyama (à Kyoto). Leur aménagement intérieur ainsi que leurs décorations furent très soignés : les salles de réception étaient décorées de paravents et rouleaux peints, ils disposaient de jardins, de pavillon de thé, de bains, etc. Ils servirent de modèles aux nombreux châteaux qui furent bâtis dans les provinces du Japon au début de l'époque d'Edo.

### Institutions villageoises et ligues rurales
Plusieurs phénomènes concourraient au renforcement des institutions villageoises, phénomène à l'œuvre depuis le début de l'époque Muromachi. Avec l'effondrement progressif du système du shōen et la mise en place du contrôle direct des domaines ruraux par les seigneurs de la guerre dans une grande partie du Japon, les rapports de force dans le monde rural avaient fortement été modifiés. Les institutions communales dominées par les élites rurales, quoique subissant de plein fouet la récurrence des conflits, en profitèrent souvent pour renforcer leur autonomie en négociant directement avec leur seigneur. Ces mêmes élites rurales, en particulier celles ayant un rôle guerrier, jouèrent un rôle important dans la vie politique de l'époque en encadrant les révoltes rurales qui secouèrent plusieurs régions, dirigées principalement contre les seigneurs de la guerre. Elles s'organisèrent dans des ligues de mieux en mieux structurées.

#### Les communes villageoises
La société villageoise était dominée par une strate de paysans aisés, que les historiens désignent par le terme générique dogō, et qui, dans les textes de l'époque, apparaissent sous diverses dénominations : jizamurai, myōshu, shōryōshu. À l'époque Sengoku, ces termes tendirent sans doute à retranscrire une même condition sociale. Ces paysans exploitaient différents types de domaines, tenus en propre ou confiés par d'autres propriétaires plus aisés qu'eux. Certains pouvaient accumuler des terres et connaître une ascension sociale remarquable. Ce pouvoir économique plus important que celui du reste de la paysannerie s'accompagnait d'un pouvoir politique exercé par le biais du contrôle des institutions des communautés villageoises. Ces élites villageoises (qui étaient au regard de l'ensemble du spectre social une sorte de « classe moyenne »), contrôlant des terres et portant dans bien des cas les armes, creusèrent donc l'écart qui les séparait des paysans plus pauvres qu'ils employaient bien souvent. Elles furent en fin de compte de plus en plus tiraillées, durant cette période, entre la possibilité de conserver leur rôle dirigeant des communes et des ligues villageoises, et celle de se ranger au service direct d'un daimyō, qui pouvait chercher à les détacher de leurs bases villageoises afin de renforcer sa propre autorité sur celles-ci,.
Les communes villageoises, désignées par le terme sō, avaient pris une importance plus grande depuis le XIVe siècle. Ces institutions organisaient le travail en commun des paysans, pouvaient émettre des règlements applicables sur son territoire, régler des litiges au sein de la communauté, prendre en charge la répartition et la collecte de l'impôt dû au seigneur local, ainsi que la sécurité en organisant des milices ; parfois ces forces armées étaient même impliquées dans des conflits avec des villages voisins. Les communautés villageoises organisaient également la conduite des rites dans les sanctuaires locaux, dans le cadre de l'institution appelée miyaza, qui avait une grande importance pour leur cohésion. Autre signe de l'essor des solidarités au sein des villages, l'habitat rural tendit à se concentrer à la fin de l'époque médiévale, aussi à se fortifier de plus en plus pour faire face aux périls de cette époque tourmentée, en particulier dans le Kinai (mais le phénomène est également perceptible dans le Kantō et les provinces du nord de Honshū).
Les communes villageoises renforcèrent donc leurs capacités d'action à l'époque Sengoku. Elles tentèrent à plusieurs reprises d'assurer la protection des familles paysannes face aux seigneurs et y parvinrent souvent : elles attendaient qu'ils les protègent, elles émettaient protestations et pétitions afin d'obtenir des allègements de taxation, en contrepartie de leur fidélité ou de leur calme en temps de crise, et de la fourniture de troupes lors de conscriptions ; du reste, ces dernières n'exigeaient en général de la part des paysans modestes que la garde des points de défense locaux.

#### Révoltes rurales et ligues provinciales
La vitalité et la force des communes villageoises de l'époque Sengoku se remarquent en particulier dans l'essor des ligues rurales, formes de solidarités en mesure de tenir tête à plusieurs reprises à des daimyō lors de révoltes, et de constituer parfois une organisation politique capable de perdurer plusieurs années. Mais elles ne résistèrent pas à la marche en avant des forces centralisatrices à partir de 1560.
Les révoltes rurales du Japon médiéval se formaient traditionnellement autour de ligues appelées ikki, avant tout mues par la recherche de la justice sociale, en particulier en exigeant l'abolition de taxes ou péages ou encore des remises de dettes face à l'endettement chronique de la paysannerie au profit des seigneurs et des créanciers urbains. En somme, elles réclamaient un gouvernement vertueux (tokusei) des élites dirigeantes, face à l'insécurité causant de nombreuses destructions et la dégradation des conditions de vie des populations paysannes. Bien que leur recrutement concerne tout le spectre de la société rurale, elles étaient encadrées par les élites dirigeant les communes, à savoir la couche des dogō, notamment les jizamurai, et également les guerriers locaux plus importants, les kokujin.
Certaines de ces ligues communales prirent une grande importance dans la vie politique de la période. En 1485, la province de Yamashiro s'embrasa autour de guerriers locaux (kokujin) exaspérés par la récurrence des querelles intestines divisant le clan Hatakeyama, qui formèrent une assemblée de trente-six membres désignée comme une « commune provinciale » (sōkoku). Ils ne se contentaient pas de chercher à obtenir des Hatakeyama une attitude plus vertueuse, mais ils voulaient les évincer de la province et y parvinrent. Leur ligue domina la région dans les années qui suivirent, prenant en charge elle-même le prélèvement de taxes, mais elle dut se plier à l'installation d'un gouverneur militaire dans la province en 1493.
D'autres ligues provinciales (Kuni-ikki) similaires émergèrent dans des régions rurales du Japon de la période, par exemple à Oyamatō dans la province d'Ise en 1494 ; elles furent généralement de moindre ampleur, mais purent tout de même mettre en place une coopération au sein des communautés rurales et obtenir des remises de dettes, avec une organisation communautaire résistant à la tendance à un pouvoir plus vertical, privilégiant l'entente entre ses membres traités sur un même plan. Ces ligues provinciales présentaient par ailleurs de nombreux points communs avec les ligues religieuses contemporaines, notamment les Ikkō-ikki (voir plus bas) qui avaient essentiellement une base d'extraction rurale. D'autres groupements de guerriers ruraux semblent également avoir existé dans plusieurs régions du Japon du XVIe siècle, par exemple dans la province de Higo (Kyūshū), sans forcément être dénommés par les sources comme des ligues.
La commune provinciale qui connut le plus de succès au XVIe siècle fut celle de la province d'Iga, située dans une région reculée des marges occidentales du Tokai, qui peut être vue comme une extension de la ligue d'Oyamotō. Les chefs des familles locales de jizamurai les plus importantes, qui défendaient sans doute la région de façon autonome depuis le début du siècle, rédigèrent en 1560 une sorte de constitution, faite de douze articles régulant les relations entre les différentes communautés participant au groupement. Ils parvinrent ainsi à se défendre des empiétements des seigneurs des régions voisines (notamment les Miyoshi) et à se défendre contre les brigands qui assaillaient régulièrement leur territoire. Cette commune provinciale avait des liens avec le district voisin de Koga, également doté d'organisations communales autonomes, mais moins bien connues. La ligue d'Iga perdura jusqu'en 1581, année de sa destruction par les troupes d'Oda Nobunaga.
La mise au pas des communes rurales devait culminer sous Hideyoshi quand fut mise en place de façon définitive la séparation entre guerriers et paysans. À partir de 1588, juste après avoir fait face à un soulèvement des guerriers de la province de Higo, il exigea le désarmement des guerriers des campagnes (la « chasse aux sabres », katana-gari). Cela acheva la scission des élites rurales entre celles qui abandonnèrent les armes, pour occuper les fonctions les plus importantes de la vie villageoise et agricole locale, et celles qui intégrèrent formellement la catégorie des guerriers, en se mettant au service des daimyō qui administraient les provinces,,.

### Temples et ligues bouddhistes

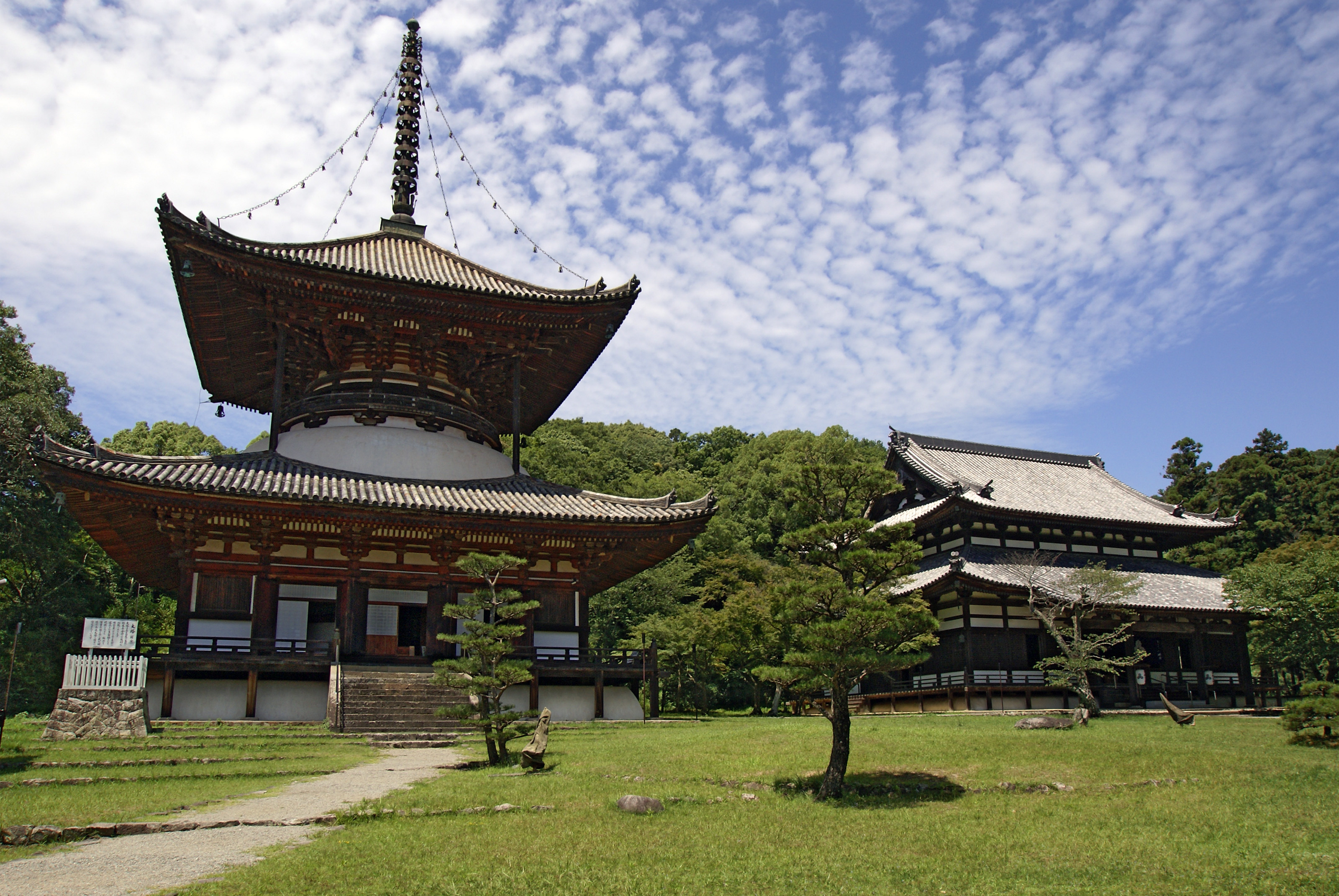
La grande pagode du Negoro-ji, un des rares édifices du complexe à avoir survécu à l'assaut de 1585 par les troupes de Toyotomi Hideyoshi.

Les temples bouddhistes, divisés entre plusieurs écoles (ou sectes) et leurs subdivisions (ou branches), étaient des institutions majeures du Japon médiéval, occupant une place importante dans sa société et son économie, en plus de leur prestige religieux. Ils étaient parmi les bénéficiaires de grands domaines dans le cadre du système du shōen. Ils en tiraient de considérables revenus et une position sociale majeure grâce à leurs nombreux dépendants. L'émergence des pouvoirs régionaux des seigneurs de la guerre s'était construite en partie sur l'accaparement des terres des temples, entraînant le déclin de leur puissance, particulièrement prononcé dans les provinces. Les troubles militaires les touchèrent de plein fouet car ils étaient des cibles privilégiées des bandes de pillards, et érodèrent encore plus leur puissance, forçant ceux qui survécurent à renforcer leur sécurité. Ainsi le Senju-ji de Takada (province de Shimotsuke au nord du Kantō), de la branche de Takada de l'école du Jōdo Shinshū, fut détruit lors des troubles des années 1520 puis déplacé à Tsu (province d'Ise) où il donna naissance à une ville-temple fortifiée (jinaichō). D'un autre côté de nombreux éléments concourraient à la création de nouveaux lieux de culte : urbanisation, expansion et scission de communautés villageoises, sédentarisation de religieux auparavant itinérants, peut-être aussi le sentiment religieux du temps. Sur le long terme, la période qui va de 1460 à 1660 fut marquée par la création d'un très grand nombre de lieux de culte.

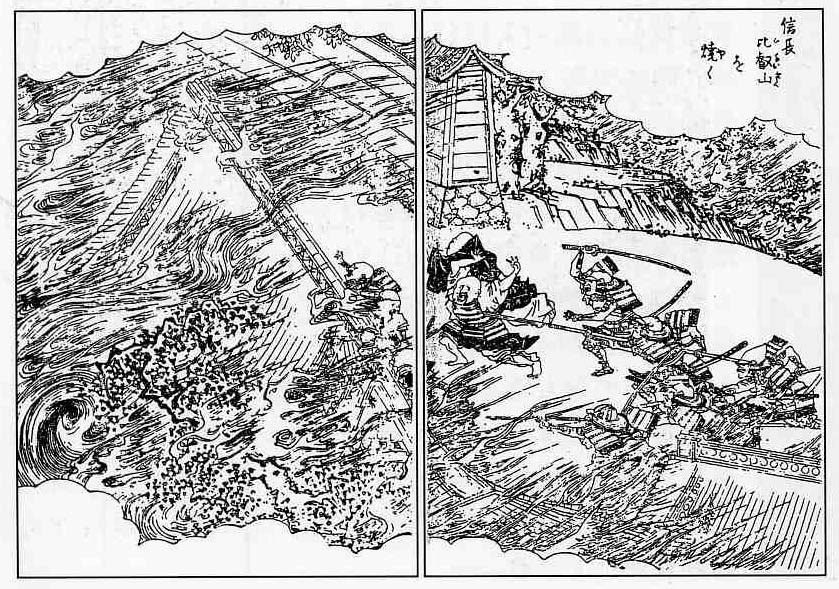
Représentation de la prise de l'Enryaku-ji en 1571 par les troupes d'Oda Nobunaga, illustration d'une édition du Ehon Taikōki d'époque Edo.

Les monastères de Kyoto et des autres sites sacrés du Kinai et des alentours (Ise, Nara, mont Kōya, Negoro-ji) avaient préservé des domaines importants, mais ils firent tout de même face à de grandes difficultés, étant impliqués directement ou indirectement dans les conflits qui secouaient cette région, comme l'illustrèrent la destruction de plusieurs grands temples, notamment le Kōfuku-ji en 1532 par une ligue Ikkō, ou le Tōdai-ji en 1567 lors d'affrontements pour la domination du shogunat. Afin d'assurer leur sécurité et préserver ce qu'il restait de leur richesse, ces temples se fortifièrent et souvent se militarisèrent. L'Enryaku-ji du mont Hiei près de Kyoto, siège de l'école Tendai, faisait partie de ceux qui avaient le mieux résisté, grâce à l'importance de ses domaines et de ses troupes, qui assurèrent son autonomie durant ces troubles. Néanmoins il s'opposa à Oda Nobunaga, entraînant sa prise en 1571.

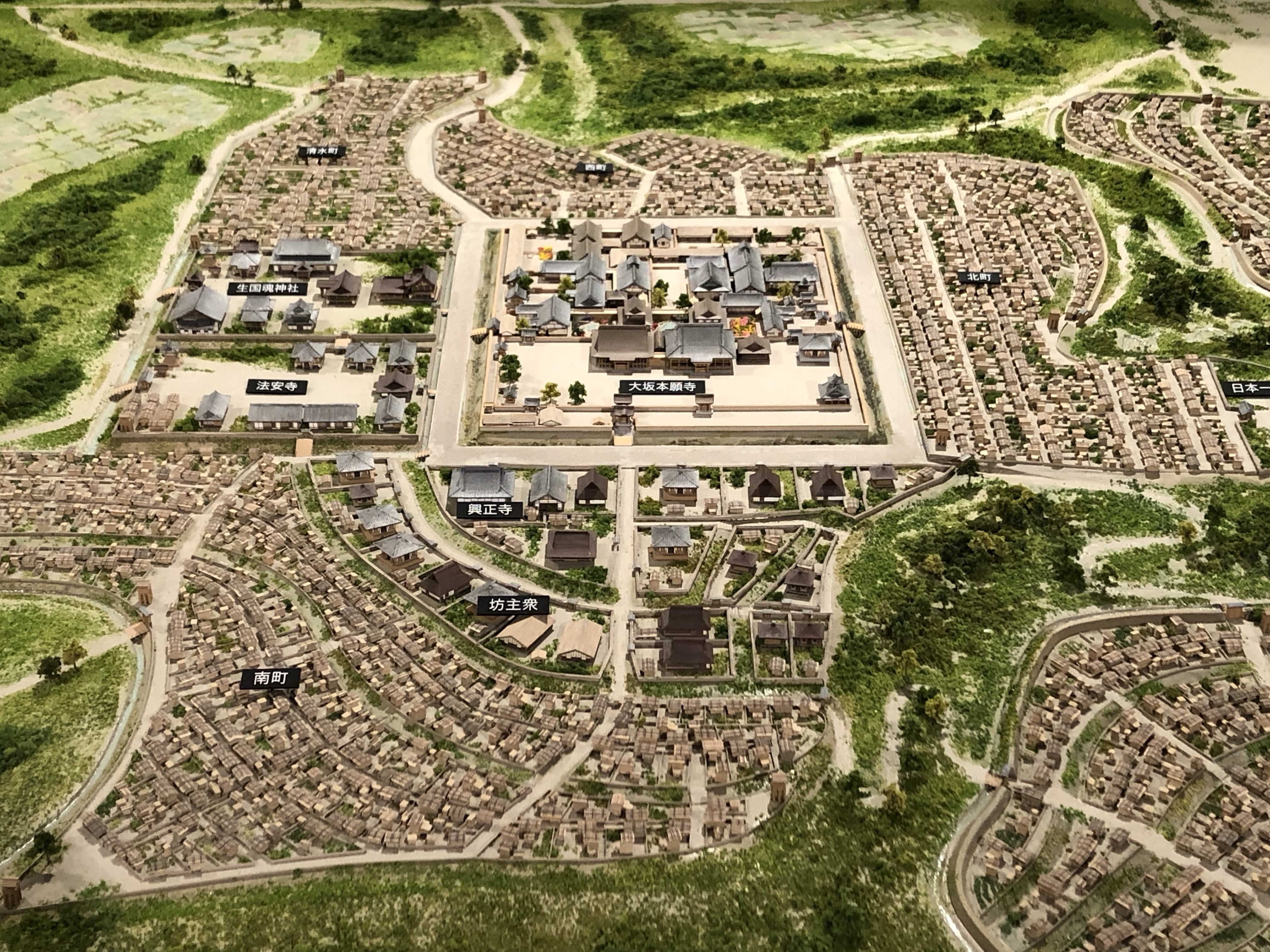
Maquette représentant la ville-temple du Hongan-ji d'Ishiyama.

Les temples de la branche Hongan-ji (aussi appelée Ikkō) du Jōdo Shinshū (ou bouddhisme Shin, une des deux principales variantes japonaises de l'école de la Terre pure du bouddha Amida, avec le Jōdo shū), traversèrent également mieux que les autres cette période en profitant de l'essor contemporain de leur école, à partir de l'action de leur pontife Rennyo (1415–1499). Celui-ci développa un discours à destination des populations rurales endettées et cherchant à résister à l'essor des exigences des daimyō, qu'il s'agisse de petits paysans comme de paysans aisés. À sa suite se constituèrent les premières ligues de la secte Ikkō (Ikkō-ikki), unies par leur identité religieuse et présentant des similitudes avec les ligues rurales (idéal de justice populaire, rejet de l'autorité des daimyō et de la concentration politique, organisation communautaire, présence de nombreux guerriers). Ce mouvement remporta un succès significatif en 1488, quand il évinça le daimyō de la province de Kaga, où fut constituée une base solide de cette école. Durant la première moitié du XVIe siècle, l'influence religieuse et politique du Hongan-ji se renforça, ses pontifes prenant une dimension politique qui rapprochait leur pouvoir de celui des daimyō. Le temple Hongan-ji d'Ishiyama fut fondé en 1532 dans l'actuelle Osaka par des moines de cette secte fuyant les troubles qui ébranlaient alors Kyoto, leur temple principal de Yamashina ayant été incendié par les troupes des Hosokawa ; devenu le siège de l'école, symbole du développement des temples fortifiés, doté de puissantes murailles et réputé imprenable, il fut un point d'attraction majeur donnant naissance à une ville-temple active. Les ligues Ikkō devinrent une force majeure de la région du Kinai et des alentours. Les différentes branches de la secte avaient constitué un important réseau de temples-forteresses, par exemple celles situées à Nagashima, entre Ise et Owari, et dans la province de Mikawa, qui organisèrent des révoltes importantes qui furent difficilement matées par les seigneurs de la guerre. Oda Nobunaga organisa finalement la destruction méthodique de chacune des bases principales du mouvement, s'achevant en 1580 par la destruction du Hongan-ji d'Ishiyama (après une dizaine d'années de siège) et de la ligue de Kaga.
L'école Hokke, ou bouddhisme Nichiren (fondée sur l'étude du Sutra du Lotus), était quant à elle particulièrement bien implantée dans les quartiers de Kyoto, surtout chez les artisans et commerçants. Elle joua un rôle majeur dans leur émancipation politique. Ils répondirent aux violences des paysans des ligues Ikkō du début des années 1530 en formant la ligue Hokke, qui prit le contrôle des institutions communales de la capitale ; si les ligues Ikkō présentaient des liens avec les mouvements politiques ruraux, la ligue Hokke reposait donc plutôt sur l'essor de l'autonomie des quartiers des villes. Les méthodes brutales de ses membres et les destructions qu'ils causèrent suscitèrent l'exaspération des autres sectes. Les moines de l'Enryaku-ji parvinrent à monter en 1536 une coalition qui les anéantit.
Les actions de Nobunaga puis celles de Hideyoshi en direction des temples bouddhistes (et également celles visant les Chrétiens) mirent fin à la puissance politique et militaire des pouvoirs religieux au Japon (le dernier à s'opposer, le Negoro-ji, fut détruit en 1585). Cela conforta là encore à la rupture avec le monde médiéval, qui était marqué par le fort pouvoir temporel des grandes institutions bouddhistes.

### La cour impériale dans la tourmente

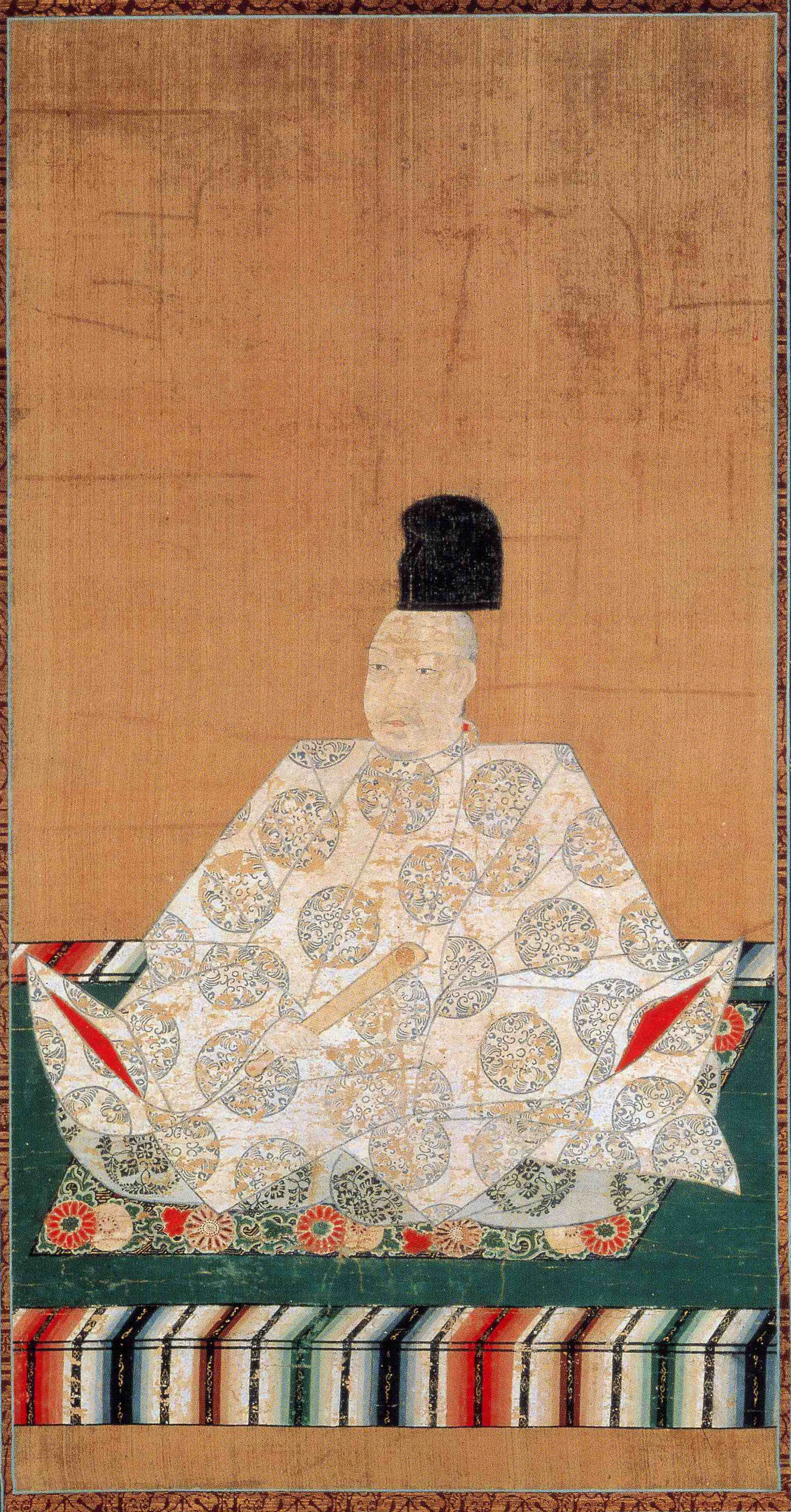
Portrait de l'empereur Ōgimachi (1557-1586).

La cour impériale fit face à une situation précaire à partir de l'époque d'Ōnin qui provoqua la destruction d'une large partie du palais impérial et des résidences aristocratiques, et fut suivie de l'effondrement du shogunat qui assurait son entretien, la plongeant dans de graves difficultés matérielles. Certains seigneurs de la guerre vinrent de temps en temps en aide aux empereurs, mais ils laissèrent en général ceux-ci livrés à eux-mêmes, provoquant le déclin de l'aristocratie de cour à cette période. Elle conserva néanmoins une influence culturelle importante.

#### Les empereurs
Les empereurs de la période Sengoku virent leurs conditions de vie fortement diminuées à la suite des destructions des guerres d'Ōnin et de l'effondrement du pouvoir de Kyoto sur le reste du Japon. La première manifestation de leur déclin fut financière : ayant perdu nombre de leurs domaines, ils ne disposaient plus des moyens nécessaires à la poursuite des divers rituels que leur fonction exigeait qu'ils accomplissent. Au mieux, ils pouvaient conduire ceux-ci, mais avec des moyens limités. Ce fut pour cette raison que les cérémonies d'intronisation de Go-Kashiwabara, qui monta sur le trône impérial en 1500, et de Go-Nara qui lui succéda en 1526, ne purent se dérouler respectivement qu'en 1521 et 1536. Le palais impérial, détruit lors des troubles d'Ōnin, ne fut que partiellement reconstruit et n'avait plus, et de loin, sa splendeur passée. Néanmoins, la cour conservait une bonne partie de son prestige, avec une influence suffisante pour lui permettre de survivre à cette période, en s'adaptant aux circonstances. L'empereur, qui préservait une position de neutralité politique, et les nobles de la cour, restaient des figures respectées et servaient d'intermédiaires voire de négociateurs entre seigneurs de la guerre ennemis. Plusieurs seigneurs de la guerre rendirent hommage aux empereurs. C'est grâce à l'aide financière de certains d'entre eux que des rituels, des restaurations de parties du palais, des œuvres de la littérature de cour purent être réalisés ; par exemple le daimyō Mōri Motonari couvrit en 1560 une grande partie des frais du couronnement de l'empereur Ōgimachi. Dans l'idéologie, la cour impériale restait un pilier majeur du Japon, indispensable. Elle conservait une primauté symbolique et culturelle qui ne laissait pas indifférents des daimyō en mal de légitimité autre que celle que leur conféraient leurs triomphes militaires. Par ailleurs, la cour impériale se reposa de plus en plus sur des courtisans d'extraction plus basse, après l'exode d'une partie de l'aristocratie de la cour, et les femmes qui avaient une fonction à la cour impériale s'impliquèrent plus dans la gestion du patrimoine impérial (alors qu'à cette période l'empereur ne prenait plus d'épouse officielle). La famille impériale et sa cour purent ainsi traverser l'époque Sengoku et assurer à leurs successeurs de l'époque de l'unification une position à même de leur permettre de restaurer l'institution impériale,. En effet, dès qu'ils eurent obtenu un pouvoir hégémonique, Oda Nobunaga, Toyotomi Hideyoshi puis Tokugawa Ieyasu durent s'appuyer sur le prestige du pouvoir impérial afin de légitimer leur autorité, en obtenant des titres et dignités que seul l'empereur était à même d'octroyer ; en échange de cela, ils eurent donc un intérêt au rétablissement de l'institution impériale et de la cour.

#### L'aristocratie de la capitale
Le déclin des anciens détenteurs des pouvoirs politique et symbolique suprêmes, le shogun et l'empereur, impactait directement ceux qui vivaient pour et par ceux-ci, les aristocrates ou nobles de la cour (kuge) qui étaient jusqu'alors un des deux piliers de l'élite de la société japonaise médiévale, avec les élites guerrières. La période de Muromachi marqua la fin de cette situation, la catégorie des guerriers prenant clairement l'ascendant dans les domaines politique et social.
Ces aristocrates, issus de grandes familles aux origines souvent anciennes, s'étaient alors souvent spécialisés dans un art spécifique destinés à la vie rituelle et culturelle de la cour : sanctuaires pour les Yoshida, divination pour les Tsuchimikado, poésie pour les Nijō, Reizei ou Sanjōnishi, luth (biwa) pour les Fushimi, Saionji, Asukai, Ayanokōji, etc.. Ils étaient au premier rang pour constater la déchéance des empereurs et des shoguns, et la perte de leurs moyens financiers, puisqu'ils les subissaient en premier lieu. Dans leurs journaux personnels, ils se lamentaient de la faible pompe des rituels de la cour, du peu de splendeur des banquets. Le niveau de vie des nobles avait donc fortement pâti des malheurs de Kyoto à l'époque de la guerre d'Ōnin : leurs résidences avaient été détruites, ils peinèrent ensuite à reconstruire leurs demeures, qui n'avaient plus l’apparat requis par leur rang social. À cela s'ajoutait le fait qu'ils avaient de plus en plus de difficultés à percevoir les revenus en raison de l'effondrement du système des shōen. Cette incapacité à vivre dans un luxe comparable à celui de leurs ancêtres les mettait devant le constat de la dégradation de leur rang et de leur prestige. Néanmoins, à la différence du shogun et de la famille impériale, les élites de la capitale avaient toujours la possibilité de s'exiler dans les provinces, dans les domaines qui leur restaient, ou bien auprès des daimyō qui étaient susceptibles de leur faire un bon accueil, intéressés par le prestige culturel resté intact des élites kyotoïtes.
A contrario, la position des femmes de l'aristocratie semblerait avoir bénéficié de ces évolutions. L'empereur n'ayant plus d'épouse légitime, elles furent moins à lui être données par les clans de la cour. Les mariages se firent donc en priorité au sein du groupe aristocratique, ou bien avec des clans guerriers, la solution alternative pour les femmes étant de prononcer les vœux bouddhistes. La polygamie semble avoir reculé dans ce milieu avec la diminution de ses moyens et de son train de vie. En tout cas, la position de l'épouse principale y fut meilleure. De même, à la cour impériale, les femmes disposant de charges officielles eurent plus de responsabilités, notamment dans le domaine financier.

### Développement des villes et des institutions urbaines

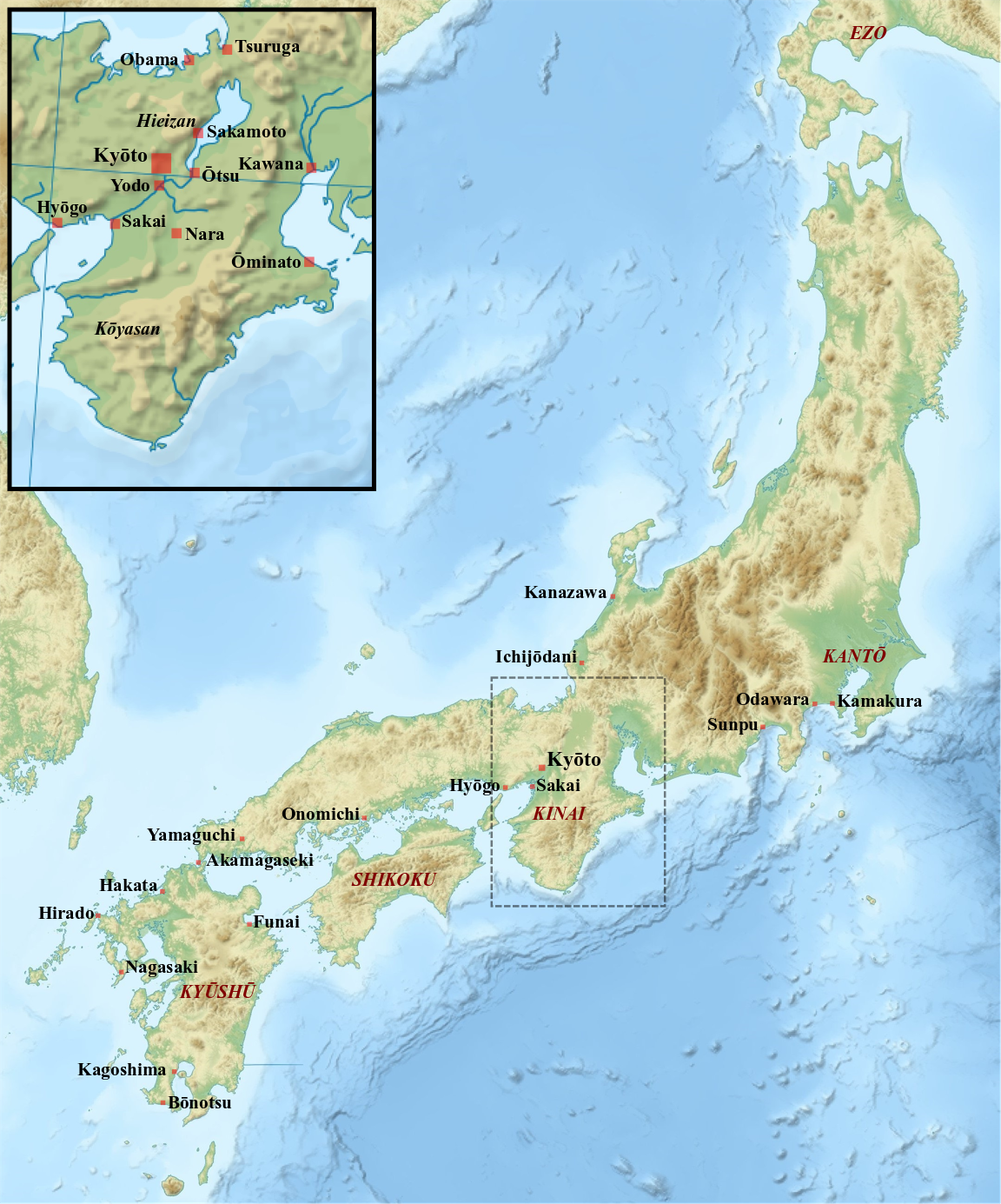
Localisation des principales agglomérations du Japon de l'époque Sengoku.

À partir du XVe siècle, le développement des villes japonaises s'accéléra. Les textes de l'époque Sengoku mentionnent ainsi un nombre croissant d'agglomérations, qui pouvaient aussi bien être des gros bourgs ruraux, que de véritables villes comptant plusieurs milliers d'habitants. On considère généralement que les origines de cet essor sont le développement du commerce, en particulier pour les ports et les villes marchandes intérieures situés sur les grands axes commerciaux, et à un niveau inférieur pour les bourgs ruraux servant de marchés dans un district rural. Les villes ou quartiers constitués dans des zones de temples ou à leurs portes avaient souvent une fonction similaire, car les lieux de culte attiraient les pèlerins. Les fêtes religieuses s'accompagnaient de foires, ce qui explique pourquoi ils étaient un facteur majeur d'urbanisation dans le Japon médiéval. A également joué l'apparition d'entités politiques régionales, les châteaux où résidaient les daimyō qui devenaient des points d'attraction donnant naissance à des villes.
En fait, ces types liés à l'origine des villes et quartiers urbains (machi) ne doivent pas masquer les similitudes dans le développement de ces entités, qui reposaient souvent sur des conditions politiques et économiques similaires : présence de temples et sanctuaires, ports et marchés constituant des points d'attraction, proximité d'une élite politique comme l'illustre le rôle croissant du château comme pôle d'urbanisation. Cela s'accompagna du développement d'une société urbaine animée par des communautés marchandes et artisanes dynamiques, organisées en guildes (za), pouvant s'affirmer politiquement en développant des institutions locales de la même manière que les communautés rurales (comme le révèle le cas de Kyoto). Ces communes urbaines furent ainsi en mesure de discuter avec les seigneurs de la guerre et d'acheter le calme en leur versant un tribut, de prélever des taxes, d'organiser leur défense et leur sécurité, de rendre la justice. Certaines villes, en particulier celles dominées par une puissante communauté marchande comme Sakai, purent ainsi parvenir à un degré d'autonomie important au XVIe siècle.

#### Kyoto, la métropole

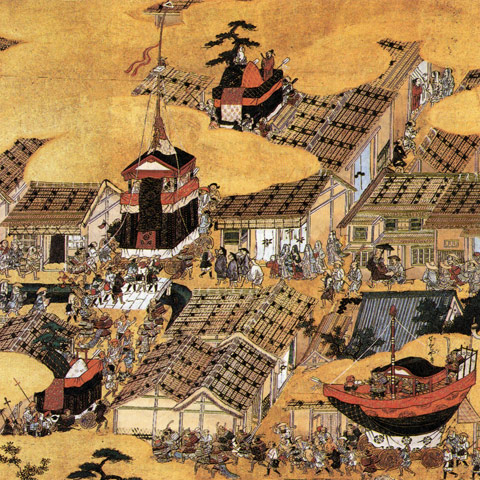
La fête de Gion à Kyoto, détail des Vues à l'intérieur et à l'extérieur de la capitale de Kanō Eitoku, v. 1561-1562. Yonezawa City Uesugi Museum.

Kyoto, la capitale impériale (Miyako) et plus vaste ville du Japon, est sortie ravagée de la période de la guerre d'Ōnin. Période durant laquelle ses palais et principaux temples furent pour la plupart incendiés. Le nord de la ville était le quartier officiel, où se trouvaient le palais impérial et le palais du shogun (le palais Muromachi) et le grand temple Shōkoku-ji. Le reste de la ville se développait au sud suivant un plan orthonormé, de longues avenues rectilignes se coupant en angle droit délimitant plusieurs quartiers résidentiels, artisanaux, commerciaux ou organisés autour de temples et sanctuaires. Après la guerre, ce plan régulier explosa et la ville se divisa en deux parties : au nord, l'ensemble appelé Kamigyō regroupant le shogunat, la cour impériale, les principales maisons aristocratiques, et au sud celui appelé Shimogyō, ville populaire, artisanale et marchande, plus densément peuplée. Bien qu'affaiblie, la ville restait la principale métropole du Japon.
La guerre d'Ōnin avait aussi bouleversé l'organisation sociale et politique de la ville, qui se réorganisa autour de quartiers et sections citadines (machigumi), avant tout pour gérer l'auto-défense dans un contexte de conflits allant tous azimuts (impliquant les seigneurs de la guerre, le shogunat, les temples, les révoltes rurales animées par un fort sentiment anti-urbain, les ligues religieuses) et d'essor du banditisme et plus largement de l'insécurité. Ces institutions prenaient en charge d'autres aspects de la vie communautaire, comme des fêtes religieuses (par exemple la fête de Gion). Leurs membres les plus actifs, les machishū, étaient certes pour partie des nobles de cour, des guerriers, mais la place la plus importante était tenue par les artisans et commerçants qui avaient des origines plus humbles. Dans les années 1530, les ligues religieuses de la secte Hokke jouèrent un rôle majeur parmi ces couches sociales, jusqu'à leur répression en 1536. Le renforcement des organisations des quartiers se poursuivit dans les décennies suivantes,.
Ce fut là encore l'action d'Oda Nobunaga qui devait sonner le glas de ces organisations autonomes, comme l'illustra la destruction partielle de Kamigyō en 1571. Par la suite, Hideyoshi obligea les élites de Kyoto à composer avec lui. Ces deux seigneurs de la guerre donnèrent par ailleurs un nouvel aspect urbain à Kyoto, en direction du modèle de la ville castrale. Nobunaga fit construire le château de Nijō entre Kamigyō et Shimogyō, y installant le shogun, mais il fut détruit lors du conflit aboutissant à la fin du shogunat Ashikaga en 1573 ; ce daimyō préféra installer son grand château d'Azuchi en périphérie de la capitale. Le plus grand changement survint sous Hideyoshi, qui, après s'être installé à Osaka, planifia une réorganisation de l'urbanisme de Kyoto à partir de 1585, organisant la reconstruction d'édifices impériaux et de lieux de culte, ainsi que l'érection du palais Jūrakudai et du château de Momoyama (ou Fushimi), et d'une longue enceinte réunissant les différentes parties de l'agglomération situées l'ouest de la rivière Kamo.

#### Les villes marchandes
Les villes marchandes s'étaient développées depuis au moins le XIIIe siècle dans la région centrale du Japon, comme l'illustre le cas de Hyōgo, principal port d'accès à la mer pour la capitale Kyoto, avant son déclin lors de la guerre d'Ōnin. Durant l'époque de Sengoku, qui vit une accélération des échanges, aussi bien internationaux, interrégionaux que locaux, le commerce joua un rôle majeur dans le développement des agglomérations, en particulier les villes-ports (minatomachi).
Dès la fin du XVe siècle, le développement de ce type de ville commerciale se poursuivit sur le littoral du Kinai, en particulier autour de l'actuelle Osaka, à l'image de Tennōji, où étaient actifs des marchands et guildes spécialisés dans la vente en gros de certains produits à destination de l'aristocratie de la capitale, comme la vente de chapeaux en carex, servant aussi de marché local. La plus importante de ces agglomérations, Sakai, prit la place de Hyōgo et devint le principal port marchand du Kinai, en particulier dans les années de sa reconstruction après l'incendie qui la ravagea en 1532. Elle offrait un accès à la mer pour les villes de Kyoto et Nara, profitant également de la présence dans son voisinage du grand sanctuaire shinto de Sumiyoshi qui organisait une grande fête annuelle propice à la venue de nombreux pèlerins et à la tenue d'une grande foire (Takara no Ichi). Les principaux marchands de Sakai s'étaient organisés politiquement en un conseil de 36 membres nommés egōshū qui gérait les principales affaires de la cité : ils négocièrent la sécurité de la ville avec les principaux seigneurs de la guerre de sa région, les Hosokawa, leur payant un tribut, qu'ils finançaient grâce aux taxes qu'ils prélevaient ; ils assuraient également l'exercice de la justice, ainsi que le déroulement des principaux rites religieux de la cité. Lorsqu'il visita la ville, le missionnaire jésuite Gaspar Vileda constata qu'elle bénéficiait d'une sécurité et d'une tranquillité qui la singularisait du reste du Japon en ces temps de violences généralisées. D'autres agglomérations similaires se trouvaient dans le Kinai intérieur.
Hakata (Fukuoka), situé sur la côte nord de Kyūshū, impliqué depuis plusieurs siècles dans le commerce avec l'Asie continentale, était l'autre port marchand majeur du Japon de l'époque Sengoku. Cette ville était elle aussi animée par une élite marchande puissante, qui selon les témoignages des missionnaires occidentaux lui assurait une certaine indépendance face aux seigneurs de la guerre locaux qui la convoitaient après que ses maîtres traditionnels, les Ōuchi, ont disparu en 1551. Elle fut prise par les Shimazu en 1586, puis perdit en importance alors que d'autres ports « internationaux » émergeaient sur Kyūshū (Hirado, Nagasaki, Kagoshima).
À une échelle locale, les villes-marchés (ichimachi, zaimachi) étaient des bourgs ruraux développés comme leur nom l'indique à partir de marchés. Ces marchés fonctionnaient comme des centres de distribution de produits (principalement agricoles) pour les communautés villageoises dans un rayon limité. Certaines de ces bourgades évoluèrent vers le modèle de la ville castrale lorsque leur territoire commercial était dominé par un seigneur militaire, tandis que d'autres étaient dirigées par une communauté d'élites rurales. Là encore la présence d'un lieu de culte local servait souvent de base. La bourgade de Tondabayashi près d'Osaka se développa ainsi sous l'impulsion de fidèles du Jōdo Shinshū, qui obtinrent un privilège impérial permettant au temple du lieu de bénéficier d'exemptions fiscales. Cela entraîna l'apparition d'une ville à l'intérieur d'un temple (jinaichō ou jinaimachi) animée par une communauté de marchands et d'artisans très active. Ces villes de temples eurent tendance à devenir des villes-marchés dominées par les activités commerciales.

#### Les villes castrales
Les villes castrales (jōkamachi, « ville au pied du château ») se développèrent autour des châteaux érigés par les seigneurs de la guerre pour constituer leur quartier général, dont la croissance a déjà été évoquée plus haut. Ce furent par exemple Yamaguchi chez les Ōuchi, Odawara chez les Hōjō, Kōfu chez les Takeda, etc.. Ces centres de pouvoir politique attiraient les serviteurs et dépendants du seigneur (quand ils n'y étaient pas transportés de force après un conflit), ainsi que tout un ensemble d'acteurs économiques, se développant suivant des modalités voisines de celles des villes-marchés, ou bien absorbant de telles villes qui s'étaient développées dans leur district. Les principaux vassaux des seigneurs de la guerre construisirent également à leur échelle des châteaux servant de centre à de telles agglomérations.

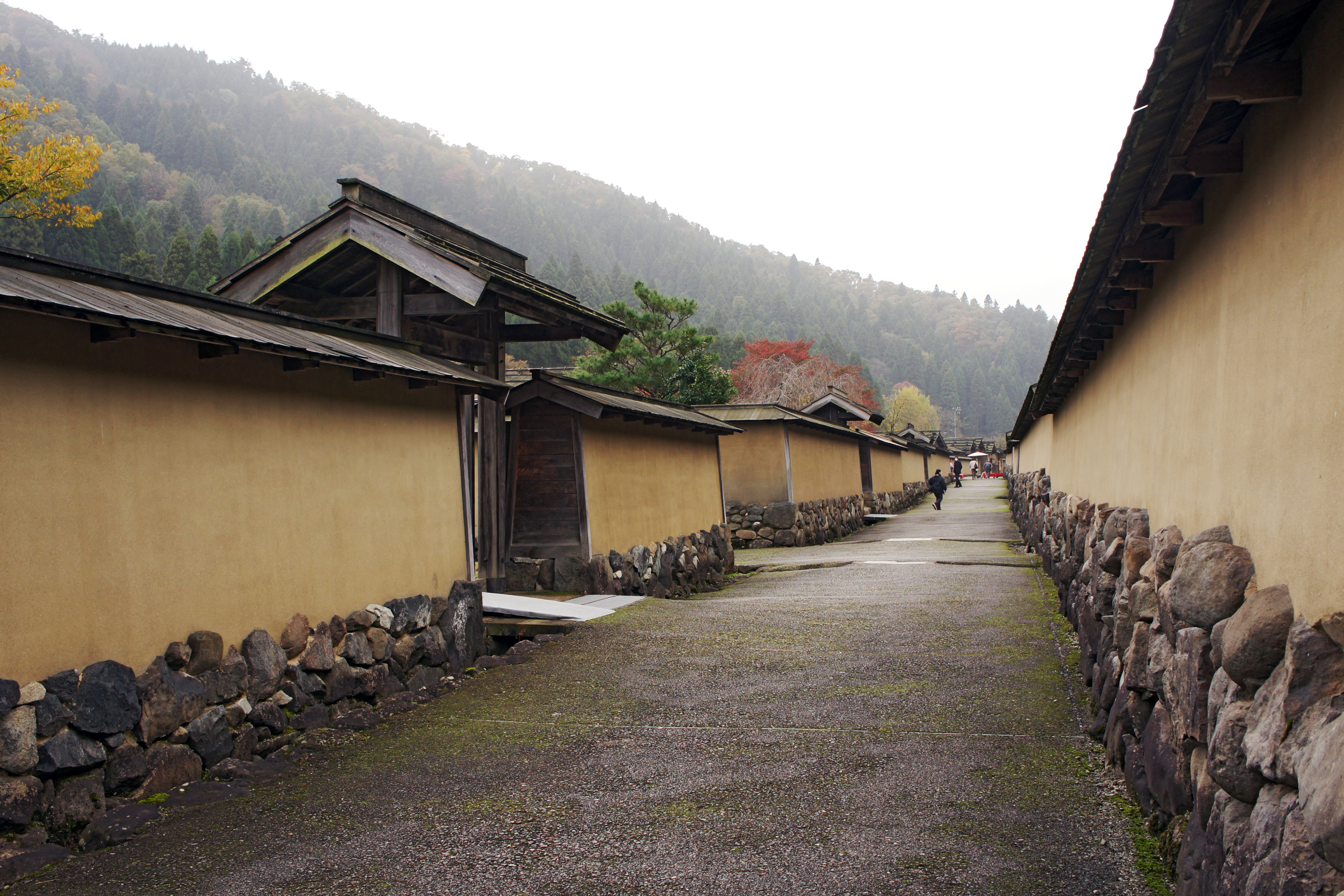
Rues de la ville castrale d'Ichijōdani (préfecture de Fukui), après reconstitution moderne.

Ce fut donc un nouveau type d'agglomération qui s'affirma aux côtés des modèles offerts par la capitale, les villes nées de marchés et/ou de temples et sanctuaires, reprenant plusieurs de leurs traits, mais marqué par le poids du pouvoir des daimyō. Plusieurs potentats locaux cherchèrent à reproduire dans leur domaine le modèle urbanistique donné par la capitale Kyoto, comme le firent les Ōuchi à Yamaguchi (surnommée la « Petite Kyoto », Shō-Kyōto). Les quartiers de ces villes, mêlant fonctions résidentielles, artisanales et commerciales, pouvaient également se doter d'organisations, en particulier afin d'assurer leur sécurité, mais elles étaient encadrées par les seigneurs du lieu. De même, ces derniers pouvaient chercher à nommer les chefs des guildes qui s'y formaient, à l'encontre des habitudes d'égalité entre membres existant dans ce type d'organisations professionnelles.
Un exemple de ville castrale développée à l'époque Sengoku est bien connu grâce à l'archéologie : Ichijōdani dans l'Echizen, capitale du clan Asakura, détruite en 1573 par les troupes d'Oda Nobunaga et jamais réoccupée depuis. Construite à la fin du XVe siècle, elle constitue sans doute un prototype des villes castrales. Un château à vocation militaire fut érigé sur une hauteur, mais la ville se développa dans une vallée en contrebas, organisée autour d'une seconde demeure seigneuriale. Son plan suivait le cours de la rivière qui la traversait, le point de resserrement de la vallée étant fermé par des portes facilitant ainsi la défense du site. Les résidences des proches serviteurs des chefs du clan étaient plus vastes et situées au voisinage direct de son château, reproduisant en plus petit le modèle du manoir du seigneur.
Le modèle de ville castrale triompha à la fin du XVIe siècle, par exemple avec la construction du château d'Osaka par Hideyoshi, autour duquel s'organisa une ville peuplée en partie par des anciens habitants de Sakai et d'Ishiyama après leur défaite. Il connut ensuite son âge d'or et son développement « classique » au début de l'époque d'Edo.

## Une période d'essor économique
En dépit de la récurrence des conflits et des destructions, il apparaît que l'époque Sengoku ne fut pas un siècle perdu pour l'activité économique. L'essor économique entamé durant les périodes précédentes se poursuivit, et s’accéléra sans doute à partir des années 1550 pour ouvrir sur la période de développement et de prospérité économiques du début de l'époque d'Edo. Si les témoignages sur un possible développement agricole ne sont pas tous très concluants, en revanche la croissance est indéniable dans le domaine du commerce et dans celui de l'exploitation minière. Les communautés de marchands furent très actives dans ces évolutions, et les seigneurs de la guerre y furent impliqués et intéressés dans le but d'augmenter la richesse de leurs domaines.

### Une expansion agricole
Il est souvent admis que la période Sengoku vit se poursuivre la tendance à l'expansion agricole déjà perceptible depuis la période de Kamakura. Plusieurs sources indiquent que les paysans poursuivirent leur long travail de mise en valeur de nouvelles terres agricoles par le défrichement, l'assèchement de terres humides et divers autres aménagements hydrauliques, ce qui fut le principal facteur d'augmentation de la production agricole. S'ils ne furent pas les initiateurs de ce phénomène, les daimyō l'ont manifestement encouragé, car il contribuait au développement des richesses de leur domaine et en dernier lieu à l'entretien de leurs forces armées. Ainsi les Hōjō encouragèrent la mise en culture de nouvelles terres ou de champs qui avaient été abandonnés, les Mōri et les Takeda des ouvrages hydrauliques visant à faire face au risque d'inondations ou bien à développer l'irrigation, en coordonnant le travail des communautés rurales. Cela contrastait avec les politiques de pillage et de destruction des zones agricoles ennemies pratiquées par les mêmes clans. Un manuel agricole mis en forme définitivement à l'époque d'Edo, mais ayant pour cadre la période Sengoku et reposant probablement en partie sur la réalité de cette période, comprend des instructions sur l'utilisation d'engrais, témoigne d'une prise en considération des différents types de sols, et de la présence de nombreuses plantes cultivables, en premier lieu différentes variétés de riz (notamment les variétés du Champa), la possibilité d'associer des cultures de riz et de blé, etc. À la lumière de ces exemples, il est permis d'envisager une poursuite de l'expansion agricole à l'époque Sengoku en dépit des troubles militaires et politiques, ainsi qu'une expansion démographique, préparant la prospérité indéniable du XVIIe siècle.

### Essor commercial
Le développement des villes animées par des communautés de marchands très actives à cette période rend en revanche incontestable le constat d'un développement des échanges commerciaux à l'époque Sengoku, poursuivant du reste une tendance déjà initiée durant les périodes antérieures, qui s'accéléra là encore dans la seconde moitié du XVIe siècle. Cette évolution est plus perceptible dans la région du Kinai, autour du vaste marché que continuait d'être Kyoto, et de la dynamique cité marchande de Sakai et des autres villes-marchés qui connurent une croissance rapide à cette période. L'émergence de villes-marchés est également visible dans d'autres régions comme le Kantō, mais aussi dans les régions occidentales qui connurent alors un développement économique marqué. Les marchés locaux appelés rokusai ichi se tenant six fois par mois se généralisèrent à cette période, signe du développement des échanges à l'échelle locale. Par ailleurs, certaines villes et provinces se spécialisaient dans des productions artisanales qui alimentaient les circuits interrégionaux, comme la céramique du Bizen ou le papier du Mino. Tout cela s'accompagna d'un processus de monétisation des échanges, perceptible entre autres dans le fait que le paiement de plus en plus de taxes étaient exigées en numéraire.
Comme cela a déjà été évoqué, les daimyō ont souvent cherché à appuyer cette tendance, car comme souvent la guerre et les échanges allaient de pair, par exemple en supprimant des péages ou en octroyant des franchises à des marchés, également en aidant au développement des routes et du transport. Les seigneurs de la guerre employaient des marchands afin de réaliser des opérations commerciales pour leur compte, ou bien pour superviser les marchés de leurs domaines. Kurata Gorōzaemon, marchand spécialisé dans le commerce de l'indigo, spécialité de l'Echizen, qu'il vendait à l'aristocratie de Kyoto, devint ainsi un des serviteurs d'Uesugi Kenshin, gérant notamment les finances de son domaine, et aussi certaines affaires militaires. Cette collaboration entre daimyō et marchands fut poursuivie par Oda Nobunaga et Hideyoshi qui employèrent en particulier des marchands de Sakai. Les clans de « pirates » étaient également très impliqués dans le commerce maritime, au service des daimyō auxquels ils avaient prêté allégeance.

### Exploitation minière
Une autre illustration du dynamisme économique du Japon de l'époque Sengoku fut l'essor de l'exploitation minière, autour de gisements d'or et d'argent, dans une moindre mesure de cuivre et de fer. Les daimyō dont les terres disposaient de ressources minières incitèrent au développement de leur exploitations. Les marchands des grandes cités commerçantes jouèrent également un rôle de premier plan dans le financement de cette activité. L'événement le plus important dans ce domaine pour cette période est l'exploitation plus intensive de l'important gisement d'argent d'Iwami (province du même nom) à partir des années 1530, grâce à l'action d'un marchand de Hakata, Kamiya Jutei, qui fit venir des spécialistes de Corée qui introduisirent une méthode de transformation de l'argent (haifuki-ho) permettant d'obtenir un métal de grande qualité. Les progrès techniques concernèrent également l'or. En 1542, un autre gisement important situé à Ikuno dans la province de Tajima fut découvert et mis en exploitation. Les mines japonaises devinrent alors parmi les principales sources d'argent à l'échelle mondiale (mais en fait surtout à destination de la Chine) au XVIe siècle, aux côtés des mines des Amériques espagnoles (Potosí, Zacatecas) découvertes au même moment. Ces développements furent accompagnés par des progrès dans les techniques métallurgiques.

## Le Japon et le reste du Monde

### Relations avec le continent asiatique: commerce et piraterie

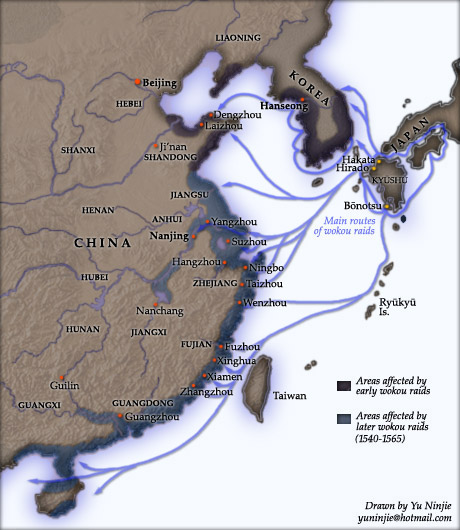
Carte des principales bases et zones d'attaques des Wakō au XVI.

L'Asie orientale connut à l'époque médiévale une expansion continue des échanges maritimes. La Chine était le principal pôle d'échanges, et le Japon y exportait des armes et divers produits artisanaux ainsi que des métaux, surtout de l'argent à partir de la mise en exploitation du filon d'Iwami comme vu plus haut. L'archipel acquérait en échange de la soie et d'autres étoffes, des produits médicinaux, des produits « culturels » à destination des élites (les « choses chinoises », karamono : livres, peintures, céramiques) et surtout de la monnaie de cuivre. L’État des Ming cherchait à encadrer strictement le commerce, faisant face à la persistance de la contrebande et de la piraterie ambitionnant de contourner ses réglementations. Il délivrait donc des licences (kangōfu) régulant strictement le nombre de bateaux qui pouvaient accoster dans le port de Ningbo. Dans ce contexte, la cour du shogun était traditionnellement l'intermédiaire du pouvoir chinois, et envoyait régulièrement des missions en Chine. Avec l'effondrement de l'autorité des shoguns, le commerce avec la Chine passa dans la seconde moitié du XVe siècle sous le contrôle du clan Ōuchi soutenant les marchands de leur port vassal de Hakata, et du clan Hosokawa appuyant de la même manière les marchands de Sakai. La rivalité entre les deux groupes entraîna un incident grave à Ningbo en 1523, qui aboutit à l'éviction des marchands de Sakai par les autorités chinoises et donc au monopole des marchands de Hakata. Mais après la disparition des Ōuchi en 1551, il n'y eut plus d'autorité japonaise contrôlant le commerce officiel. De ce fait, le commerce privé domina les échanges. Le commerce avec la Corée faisait l'objet de restrictions similaires. Il était essentiellement aux mains du clan Sō qui dominait l'île de Tsu-shima, qui avait des relations régulières avec la cour de ce royaume.
Les pirates appelés Wakō qui écumaient à cette période les côtes de Chine et de Corée étaient pour la plupart établis dans des bases situées sur les îles japonaises avec la complaisance des seigneurs locaux (Kyūshū, Tsu-shima, Iki, Gotō), et en étaient souvent originaires, même si leurs bandes mêlaient aux Japonais des populations d'origine chinoise, coréenne, par la suite aussi des Portugais. Ces groupes étaient en fait plus largement liés aux réseaux de contrebande, qui impliquaient aussi les marchands et potentats locaux des régions qu'ils parcouraient. Une première interdiction émise par les autorités chinoises au début du XVIe siècle eut pour effet de réduire la piraterie, mais celle-ci reprit de plus belle dans les années 1540. Un chef pirate chinois, Wang Zhi, s'établit alors à Hirado et sur les îles Gotō, sur la côte occidentale de Kyūshū. La réplique des autorités chinoises dans les années 1560 aboutit cependant à juguler ce phénomène, tandis que le contrôle officiel du commerce se relâcha, ce qui entraîna un fort recul de la contrebande.
Cette période vit donc la fin de la grande ère de la piraterie et de la contrebande, achevée par la mise en place d'une politique destinées à rétablir un contrôle fort du commerce international au Japon même par Hideyoshi, en 1588. L'invasion de la Corée qu'il ordonna, entraînant l'intervention des Ming, causa d'importantes destructions, mais se solda rapidement par un échec.

### Les premiers contacts avec les Européens et le christianisme

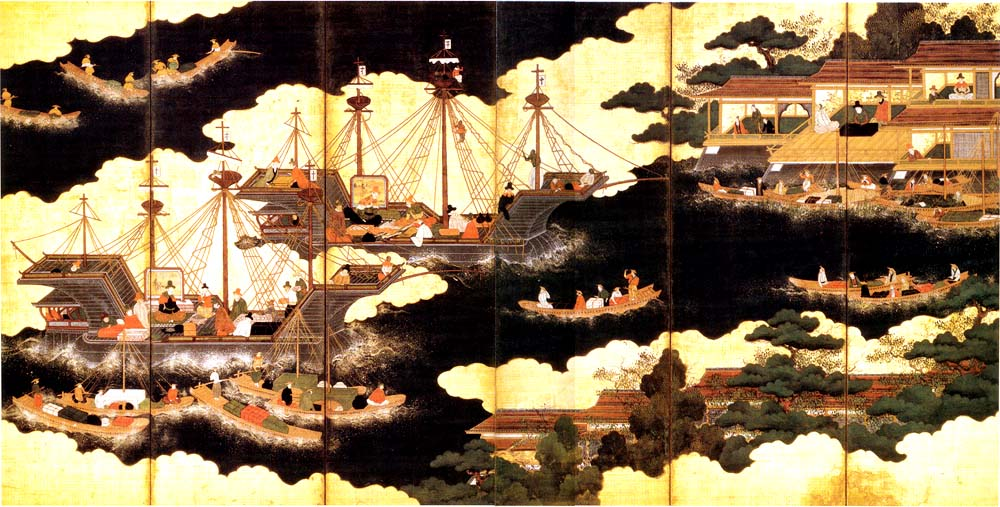
Des navires européens (Nanban) arrivant pour commercer au Japon. Peinture sur paravent.

1543 vit l'arrivée du premier bateau transportant au Japon des Européens, en l'occurrence des marchands Portugais, sur l'île de Tanega-shima, au sud de Kyūshū. Les arquebuses qu'ils apportaient aux côtés de divers produits d'origine chinoise firent sensation. Ceux qui se présentèrent dans l'archipel dans les années suivantes n'eurent guère de mal à écouler ces mêmes produits, en échange d'argent japonais. Cependant, dès les années 1570, les artisans japonais furent en mesure de produire des armes à feu satisfaisant la demande nationale. Les ports où les Portugais accostaient au XVIe siècle étaient situés à Kyūshū : surtout Hirado, aussi Funai, Yamagawa, Kagoshima, puis majoritairement Nagasaki après 1571. Puis à partir de 1584, les marchands Espagnols (venus de Manille) commencèrent à commercer directement avec le Japon.
Les missionnaires chrétiens (Jésuites) firent partie des premiers voyages d'Européens sur le sol japonais. En 1549, saint François Xavier débarqua à Kagoshima, puis rencontra le daimyō Ōtomo Sōrin qui le laissa prêcher sur ses terres. S'ouvrit alors le « siècle chrétien » (R. Boxer) du Japon (1549-1650). Le christianisme fut tout d'abord perçu comme une école bouddhiste, puis sa nature en tant que religion indépendante fut rapidement reconnue. Les missionnaires construisirent des églises, des collèges et séminaires. Ils réussirent rapidement à convertir un grand nombre de fidèles (appelés au Japon Kirishitan, dérivé du portugais Christão), avant tout à Kyūshū (100 000 convertis en 1582 selon une estimation) et également dans le Kinai (25 000 convertis), y compris parmi les familles de l'élite militaire, comme les daimyō Ōtomo Sōrin et Ōmura Sumitada, qui concéda Nagasaki aux Jésuites en 1580, après quoi elle devint une véritable ville chrétienne, ou encore Hosokawa Gracia. Au début du XVIIe siècle, il y avait peut-être 700 000 chrétiens au Japon. Les premières mesures d'interdiction du prosélytisme chrétien avaient déjà été édictées par Hideyoshi lors de sa conquête de Kyūshū, s'accompagnant de l'expulsion des Jésuites de Nagasaki et des premières exécutions de missionnaires, car le nouveau maître du pays craignait l'impact politique des conversions de daimyō, et voyait derrière ces entreprises la volonté d'implantation des puissances chrétiennes au Japon. Cette religion fut finalement complètement interdite et réprimée à partir de 1613, ce qui devait entraîner sa quasi-disparition sur l'archipel au milieu du siècle.
L'impact culturel de ces premiers contacts avec les Européens, les « Barbares du Sud » (Nanban), fut donc loin d'être négligeable. En plus des armes à feu et du christianisme, ils introduisirent de nouvelles denrées alimentaires (pain, vin, divers aromates), des objets techniquement élaborés (horloges, lunettes), des instruments de musique (orgue, viole) et un ensemble de savoirs dans les domaines de la médecine, de l'astronomie, de la géographie, qui devaient être exploités durant l'époque d'Edo.

## La vie culturelle dans des temps troublés

### La culture d'Higashiyama et ses suites à Kyoto et dans le Kinai
Les troubles des guerres d'Ōnin portèrent un coup terrible à la catégorie des lettrés et des artistes de Kyoto, qui avait connu une période faste dans la première partie du XVe siècle. Plusieurs grandes figures de la vie culturelle de la capitale durent plier bagage et se réfugier dans les provinces, à l'image du poète Shinkei qui alla terminer sa vie en 1475 dans un ermitage du Kantō. Ceux qui restèrent sur place connurent souvent des temps difficiles, consignant leur situation dans leurs journaux qui constituent des sources de premier ordre pour connaître la vie de cette période. Ils y évoquent une impression de « fin des temps », à l'image du noble de cour Sanjōnishi Sanetaka (1455-1537), dont le journal couvre les années 1474 à 1533, qui œuvra activement pour la préservation d’œuvres littéraires menacées de destruction. Ce fut pourtant dans ce contexte difficile que devait émerger une période faste sur le plan de la culture des élites, autour du shogun (retiré après 1473) Ashikaga Yoshimasa (1436-1490), qui avait délaissé les affaires politiques : la « culture d'Higashiyama » (en gros les années 1560-1590). Elle doit son nom à la localité d'Higashiyama, les « Montagnes de l'Est » de Kyoto, où Yoshimasa fit ériger à partir de 1482 son « Pavillon d'argent » (Ginkaku-ji).
Cette floraison culturelle se manifesta aussi bien dans le domaine de l'architecture (développement du shoin), des arts du thé (développement de la cérémonie du thé, chanoyu, par Nōami, 1397-1471, et Murata Jukō, 1423-1502), de la composition florale (ikebana ou kadō), de l'encens (kōdō, avec la naissance des écoles Oie et Shino), des jardins (par exemple les jardins secs des temples Ryōan-ji et Daisen-in), de la poésie (Sōgi, 1421-1502, le grand maître du renga, et ses disciples Shōhaku, 1443-1527, et Sōchō, 1448-1532), de la peinture (Sesshū Tōyō, 1420-1506, Kanō Masanobu, v. 1431-1530 ?, fondateur de l'école Kanō), du théâtre nō (période d'activité de Kanze Kojiro Nobumitsu, mort en 1516, petit-fils du grand auteur Zeami), etc., et devait avoir une influence majeure pour les développements futurs de ces disciplines. Plusieurs de ces arts se pratiquaient lors de réunions mobilisant la créativité ou le jugement des participants. Ils s'influençaient respectivement (par exemple, la poésie et l'art du thé, la peinture paysagère et les jardins), les lettrés et artistes étant souvent versés dans plusieurs d'entre eux. Le milieu artistique était encore marqué par l'idéal de ceux qui prononçaient leurs vœux bouddhistes, plusieurs artistes ayant embrassé cette voie et été formés dans des monastères de la capitale. En particulier les idées des courants zen, et aussi de la Terre pure, y étaient très répandues. Les principes esthétiques mis en avant à partir de cette époque (wabi, sabi, yūgen, etc.) incitaient à la recherche de la beauté dans la simplicité, la sobriété et l'apparente modestie, poussaient à développer la capacité à reconnaître ce qui est essentiel, mettaient en avant la mélancolie, la nostalgie et la réflexion sur le temps qui passe. Tout cela exprimait mieux que la recherche de la complexité et des ornements le raffinement de l'artiste et du commanditaire. Le goût pour les « choses chinoises » (karamono), notamment la céramique et la peinture (d'époque Song en particulier), était très prononcé et ceux qui étaient capables de les distinguer et de les évaluer étaient très demandés, même si une place plus importante qu'auparavant était reconnue aux créations japonaises,.

Arts de la période de la culture d'Higashiyama.
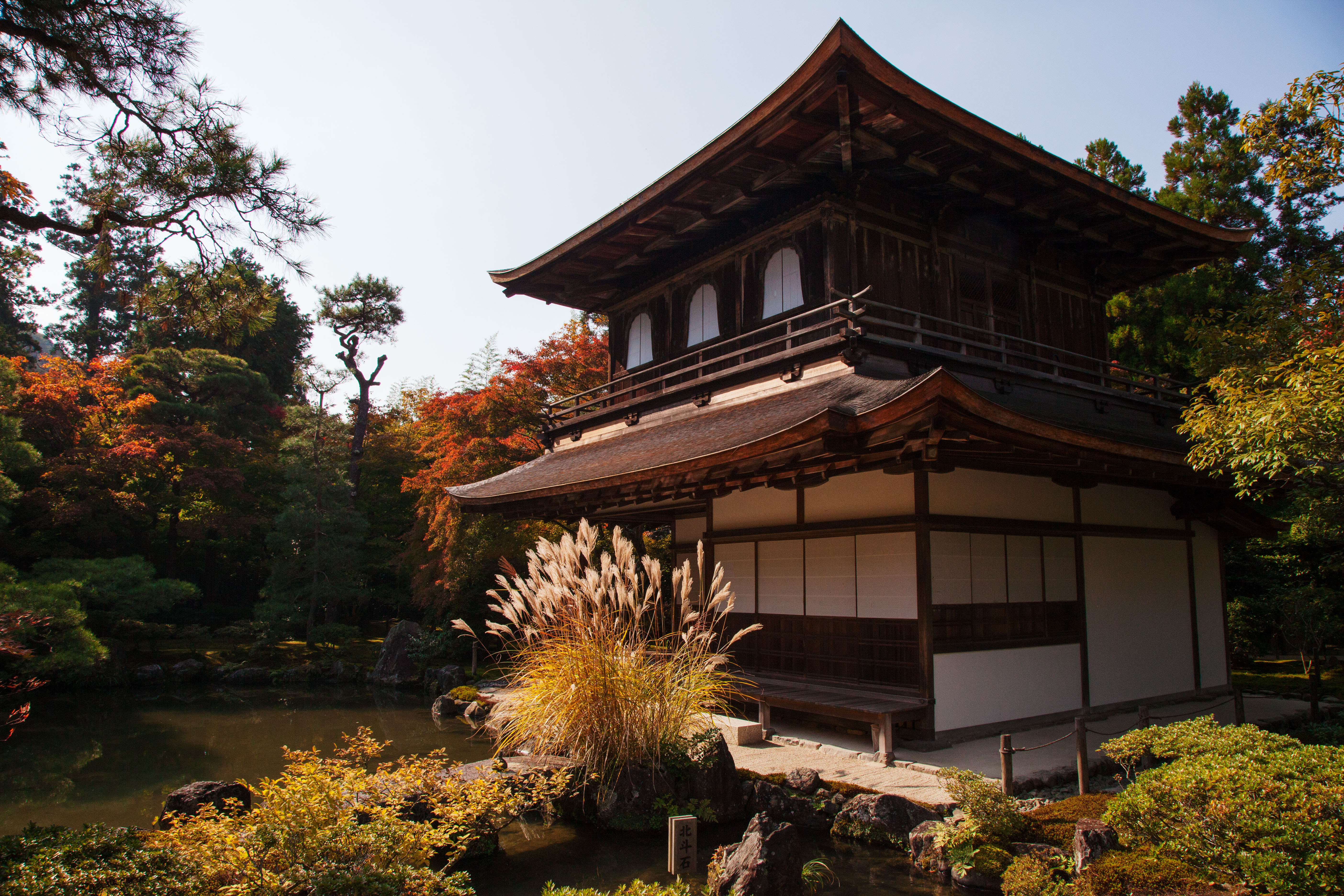
Le « Pavillon d'Argent » d'Higashiyama (Ginkaku-ji).
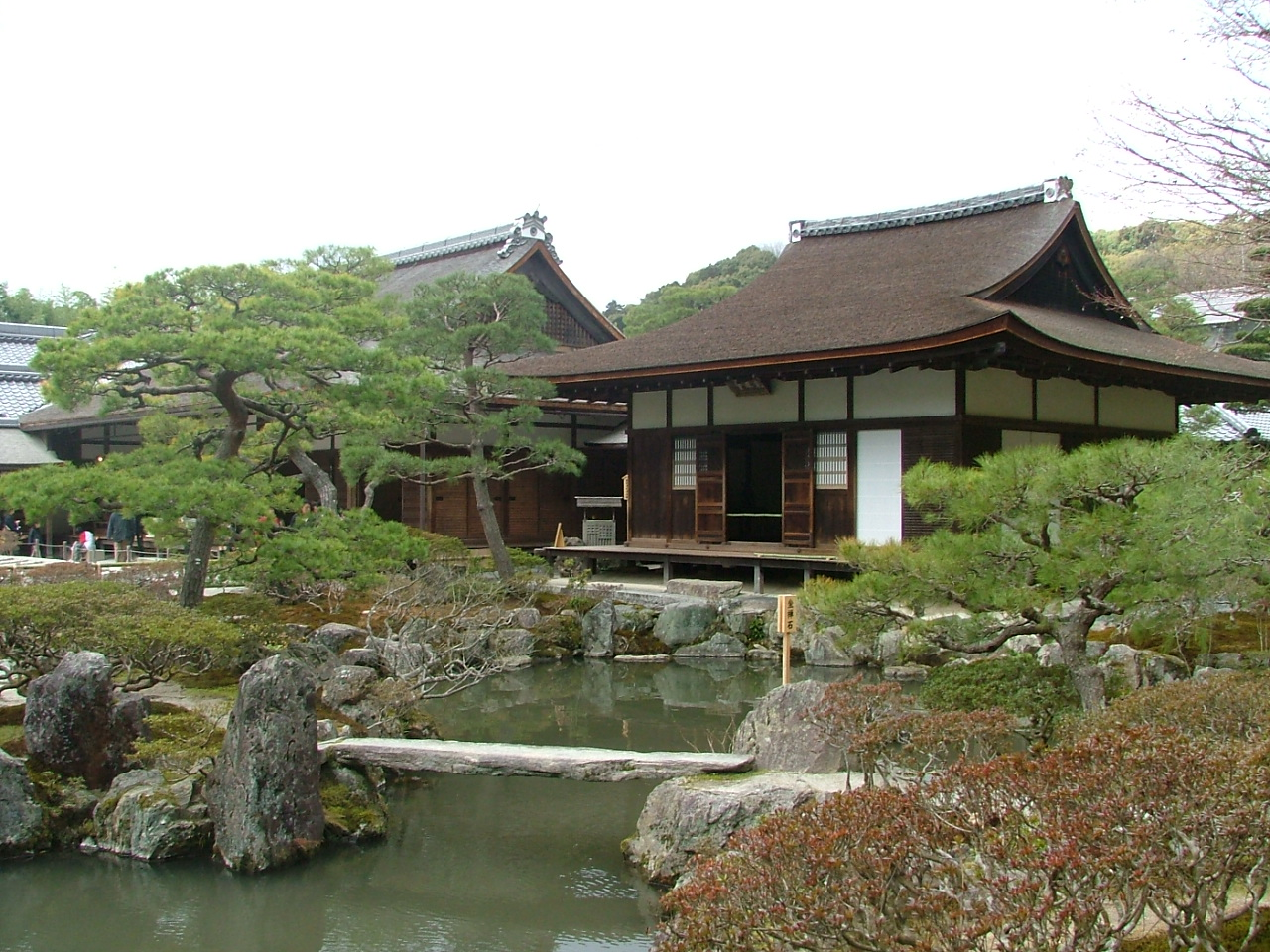
Le Tōgudō d'Higashiyama, un des prototypes du style shoin-zukuri.
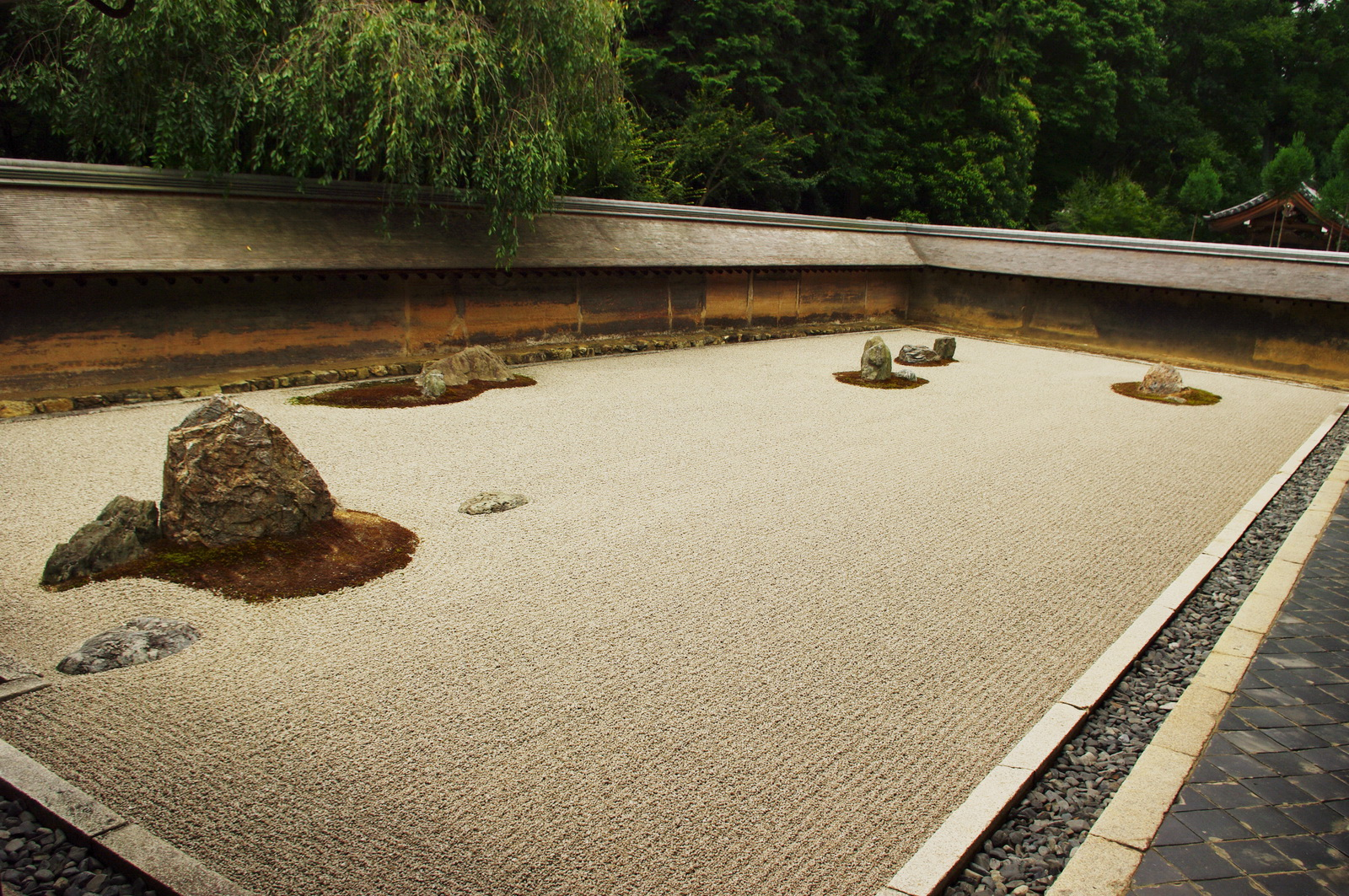
Jardin sec du Ryōan-ji, Kyoto. Fin du XVe siècle.
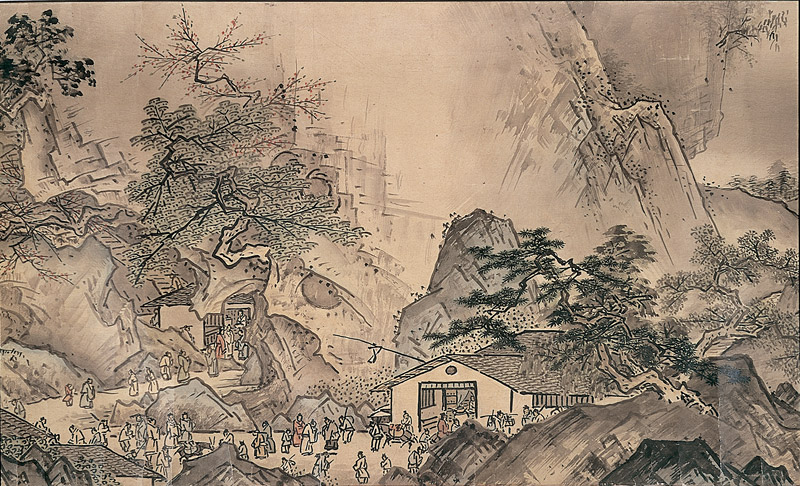
Paysage des quatre saisons, par Sesshū Tōyō, 1486. Musée du clan Mōri (préfecture de Yamaguchi).
Huike offre son bras à Bodhidharma, par Sesshū Tōyō, 1496. Sainen-ji, Aichi.
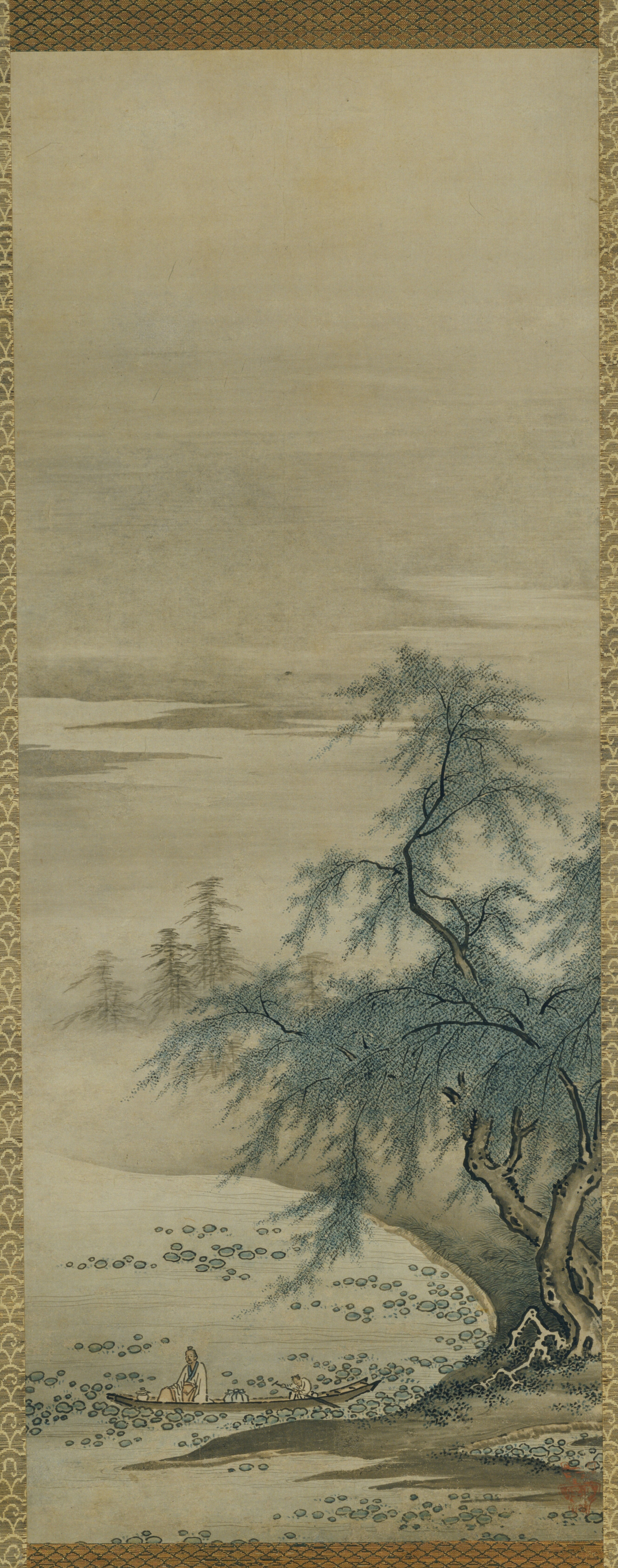
Zhou Maoshu observant les lotus, par Kanō Masanobu. Musée national de Kyūshū.

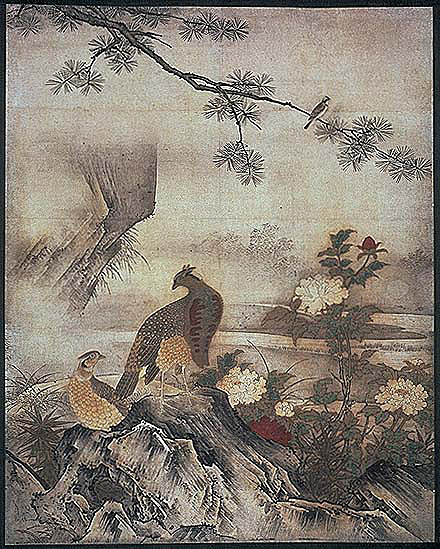
Fleurs et oiseaux des quatre saisons, série des 8 rouleaux verticaux peints par Kanō Motonobu pour le Daisen-in de Kyoto, v. 1513.

Dans les années suivant les guerres d'Onin, l'essor culturel impliqua aussi le milieu des « bourgeois » (machishū) de Kyoto, d'où provenaient plusieurs artistes. Sakai devint à son tour un foyer culturel important au fur et à mesure qu'elle s'enrichissait, en particulier durant l'ère Tenmon (1532-1554). Le milieu des marchands de cette cité fournit plusieurs des acteurs de la poursuite des pratiques et réflexions esthétiques de la génération précédente, comme le spécialiste du thé Takeno Jōō (1502-1555). Le flambeau devait être repris à la période suivante par ses disciples, en premier lieu Sen no Rikyū. Les élites de la cour de Kyoto et les temples restaient des mécènes importants, employant par exemple Kanō Motonobu (1476-1559), le second maître de l'école Kanō, atelier qui posa les bases de l'art des compositions murales de grande taille qui devait fleurir à la période suivante.
La question de la réception de ces pratiques culturelles en dehors du milieu des aristocrates et des gens aisés des villes n'est pas évidente à aborder, la culture « populaire » étant généralement mal documentée. Il est possible que des artistes itinérants comme les poètes versés dans le renga et les troupes de théâtre nō, des arts ayant un public dans toutes les couches de la société, et pour lesquels existait une demande parmi les communautés villageoises (en premier lieu pour les fêtes locales), aient joué le rôle de médiateurs culturels entre les élites et les catégories populaires.

### La culture chez les seigneurs de la guerre
Les grandes familles militaires de l'époque de Muromachi avaient pris l'habitude de combiner la pratique des arts guerriers (bu) et civils/intellectuels (bun). Plusieurs de leurs membres furent des figures majeures du monde culturel de la capitale, où ils résidaient souvent, pratiquant et patronnant les arts raffinés. Les Ōuchi, l'un des seuls de ces clans à avoir préservé sa position après l'époque d'Ōnin, poursuivirent dans cette direction dans les premières décennies de l'époque Sengoku. Leur capitale, Yamaguchi, était pensée comme une Kyoto en miniature. Ils y accueillaient des nobles de cour, des moines et autres lettrés, dont des artistes majeurs comme le peintre Sesshū ou le poète Sōgi, et y organisaient des représentations théâtrales. Une autre de ces familles, les Hosokawa, établie dans le Kinai, préserva également sa tradition d'exercice et d'encouragement des activités intellectuelles et artistiques.

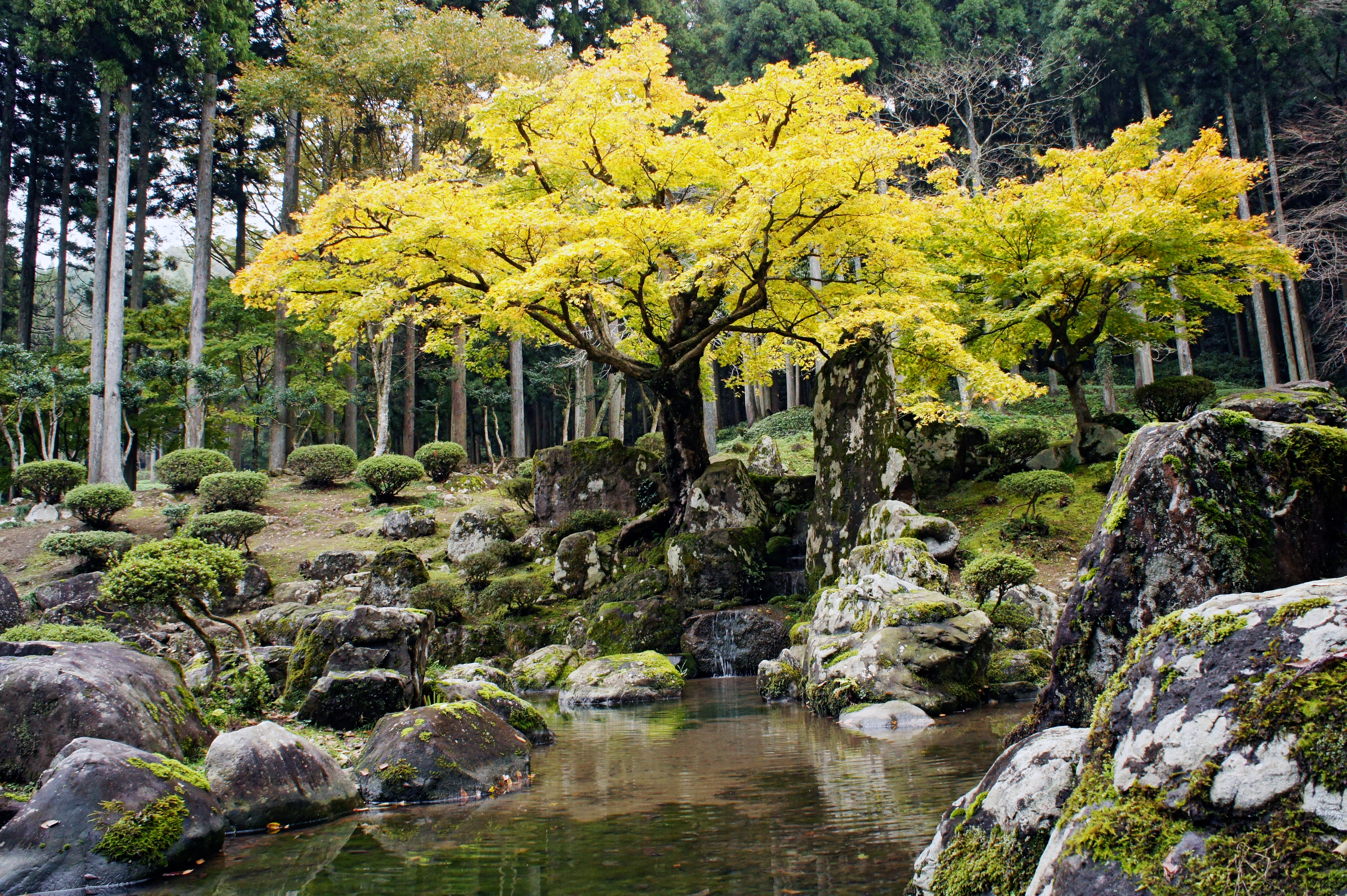
Ruines restaurées d'un des jardins dégagés dans le palais des Asakura à Ichijōdani.

Parmi les nouveaux clans ayant émergé à l'époque Sengoku, plusieurs furent également des promoteurs et diffuseurs de la haute culture. Les fouilles d'Ichijōdani indiquent que, loin d'être cantonnés dans leur château fortifié juché sur les hauteurs, les seigneurs Asakura avaient érigé dans la ville en contrebas un palais sur le modèle de ceux de Kyoto, avec des jardins et un pavillon où pratiquer la cérémonie du thé, émulant donc les pratiques des élites métropolitaines dans ce qui semble à première vue une ville provinciale construite loin de tout. Chez les Go-Hōjō du Kantō, Ujiyasu et Ujimasa soutinrent l'académie d'Ashikaga située sur leur territoire, lieu d'étude important spécialisé dans les savoirs chinois, où ils reçurent également des enseignements sur le Livre des Mutations. Cette école comprenait près de 3 000 élèves à cette période selon le témoignage de François-Xavier, qui la considérait comme l'équivalent d'une université européenne. Les Imagawa tentèrent également de faire de leur capitale Sunpu un centre culturel important. Ils furent les principaux mécènes du poète Sōchō, originaire de leur province.
De ce fait, les lettrés et artistes de l'époque Sengoku trouvèrent dans les daimyō des patrons potentiels, en mesure de les entretenir dans l'exercice de leur art à la place des pouvoirs traditionnels de la capitale. Cela contribua à propager la culture du Kinai dans les provinces et à entretenir le prestige des détenteurs de la plus grande légitimité culturelle, les lettrés et la cour impériale. Comme le souligne H. Wakita : « ainsi, malgré le système de division en seigneuries, la culture des daimyō de l'époque Sengoku au XVIe siècle est-elle en fait incroyablement uniforme : l'influence des nobles s'y fait fortement sentir — des styles d'architecture et de jardins jusqu'à la vaisselle utilisée dans leurs cérémonies — et la culture impériale y apparaît comme constituant le noyau d'un système de valeurs culturelles standardisées ».

### La culture de la période Azuchi-Momoyama

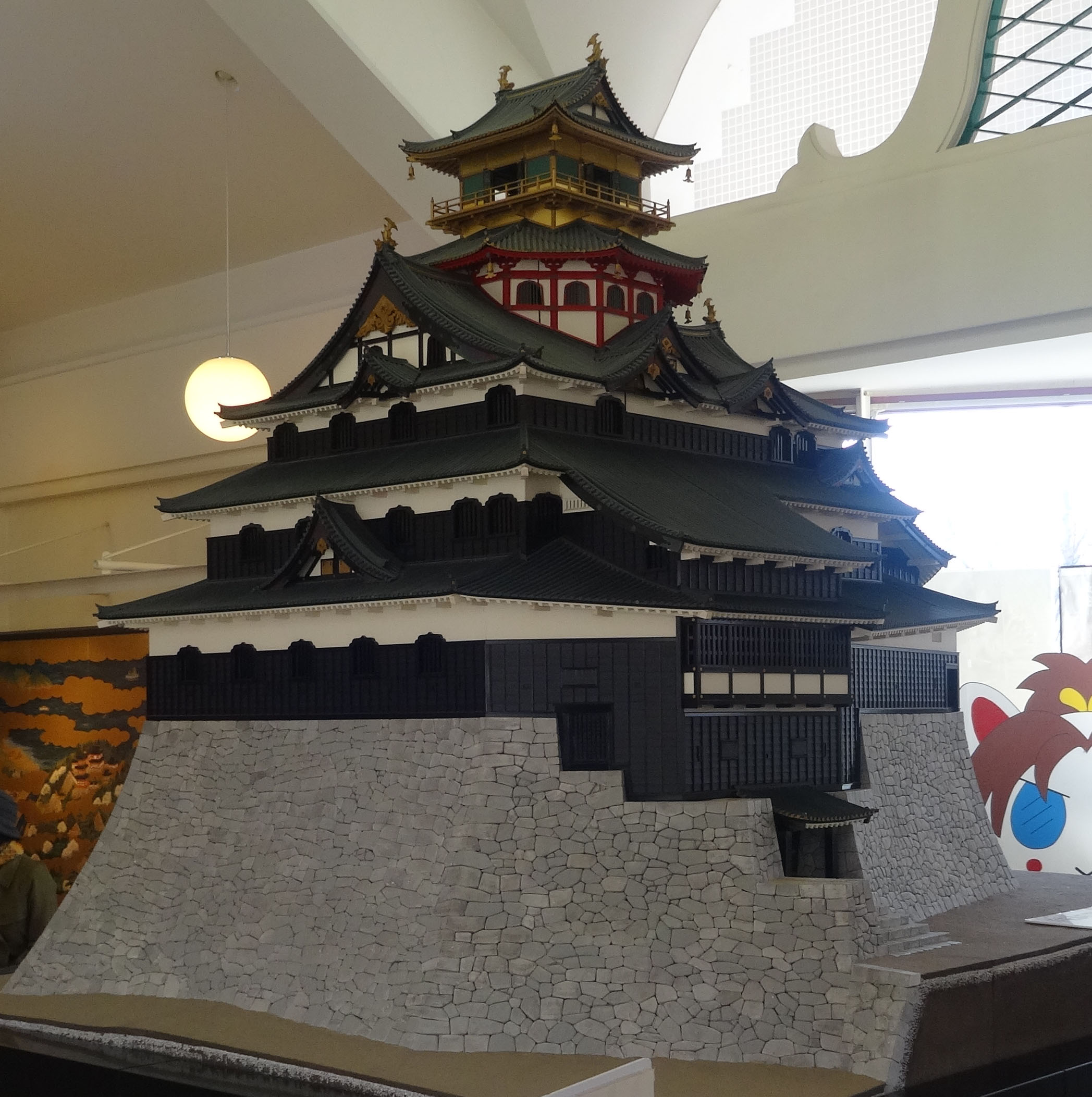
Maquette représentant le château d'Azuchi, construit par Oda Nobunaga.

La période Azuchi Momoyama fut faste dans le domaine artistique. Les daimyō, en premier lieu Oda Nobunaga et Toyotomi Hideyoshi furent d'importants mécènes pour les artistes de l'époque, cherchant à exalter leur pouvoir suprême nouvellement acquis en reconstituant autour d'eux une cour riche et active. Cette volonté de marquer leur puissance n'est nulle part mieux exprimée que dans les châteaux vastes et somptueusement décorés qu'ils firent ériger (disparus depuis), qui répondaient à des besoins défensifs mais également à la volonté des seigneurs de la guerre de disposer de véritables palais où mener une vie culturelle raffinée. Ils apportèrent un soin particulier à leur décoration, marquant un retour vers un art ornemental qui ne se voulait pas épuré. Nobunaga fit notamment appel au nouveau maître de l'école Kanō, Kanō Eitoku (1543-1590), pour réaliser des peintures de grande taille, souvent sur des paravents, utilisant des pigments et feuilles d'or, de la laque afin de donner une impression de richesse. Hideyoshi poursuivit dans cette voie, employant le même Eitoku et l'autre grand peintre de ce temps, Hasegawa Tōhaku (1539-1610). Les grands maîtres du thé de l'époque, Imai Sōkyū (1520-1593), Tsuda Sōgyū (mort en 1591) et surtout Sen no Rikyū (1522-1591), originaires du milieu des marchands de Sakai, servirent à la cour des deux grands daimyō. Manifestement plus porté vers la vie culturelle que son prédécesseur, Hideyoshi participait à des réunions de poésie renga (aux côtés du plus grand maître de l'époque, Shōha/Jōha) et montait sur scène de temps en temps pour jouer des pièces nō écrites spécialement pour louer ses accomplissements. Les daimyō vassaux embauchèrent à leur tour les artistes de l'époque dans leurs propres châteaux, érigés suivant le modèle des grandes résidences de leurs maîtres.

Arts de la période Azuchi Momoyama.
Paravent au cyprès, par Kanō Eitoku. Musée national de Tokyo.
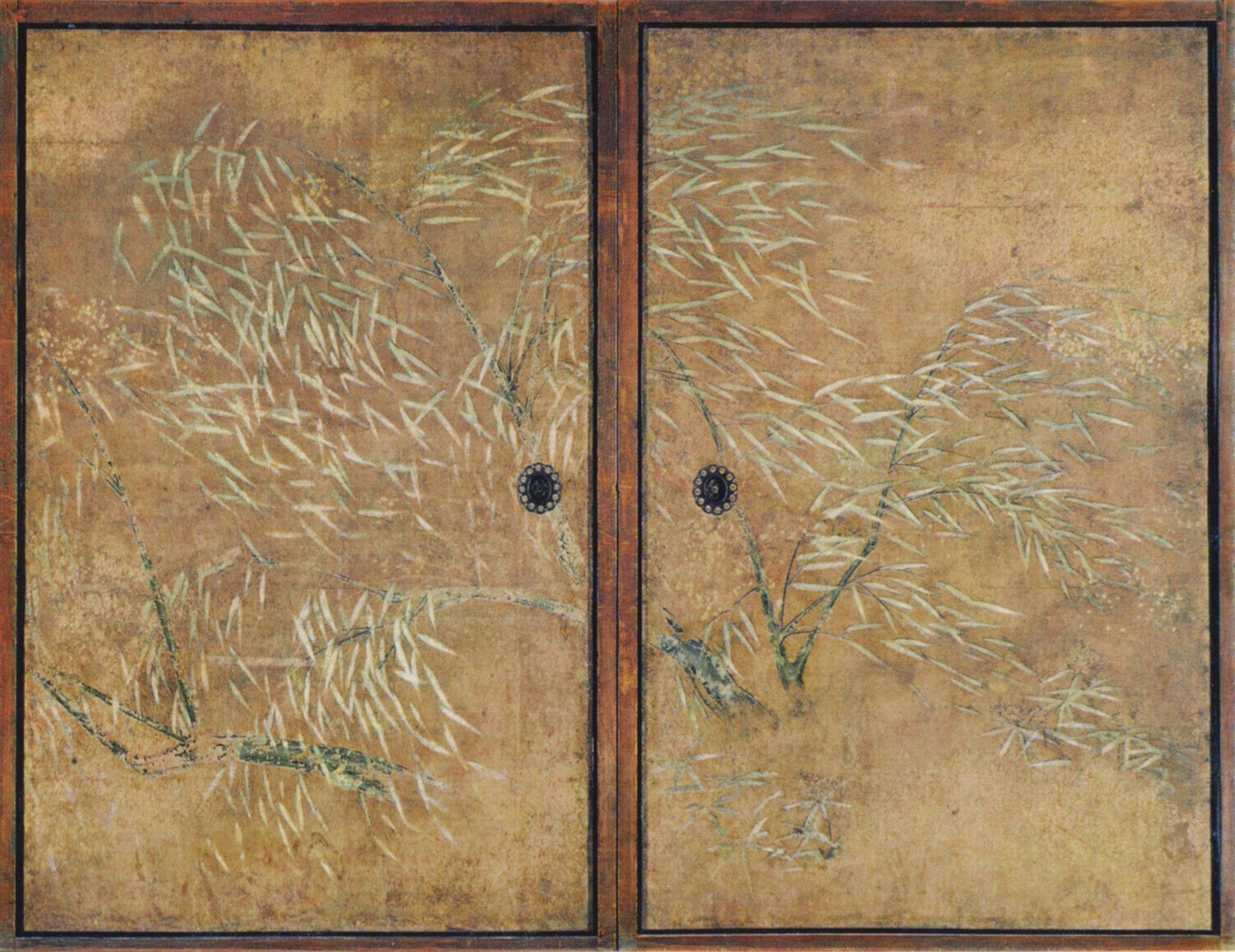
Paravents, par Kanō Eitoku, vers 1589. Daigo-ji de Kyoto.
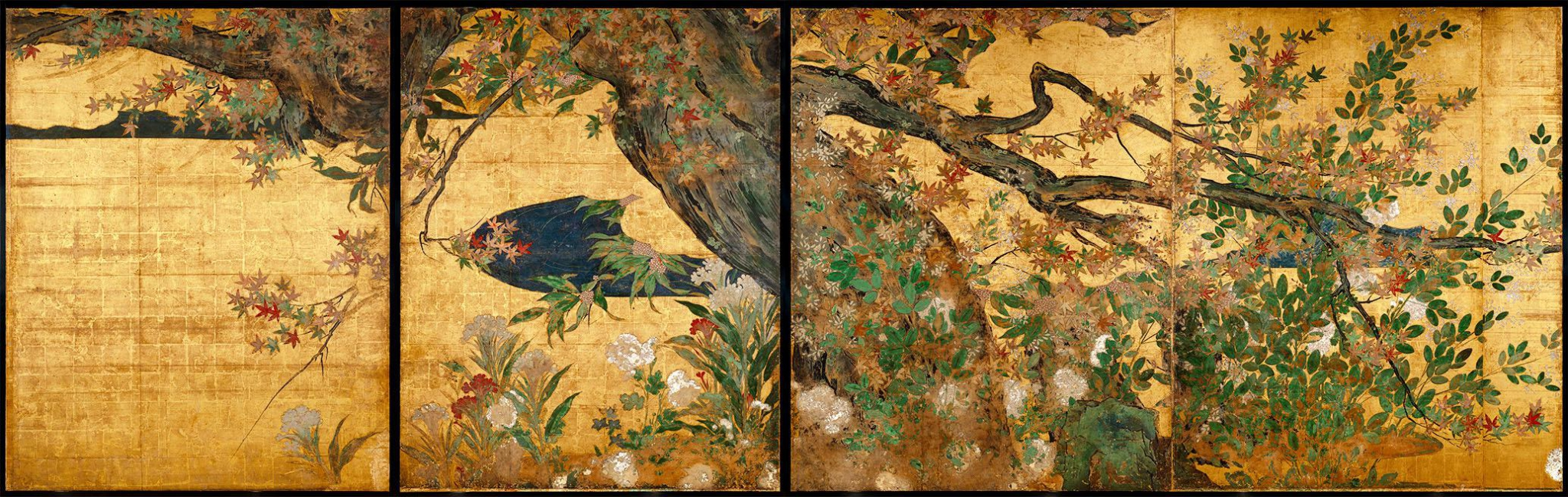
Érable entouré d'herbes d'automne (détail), par Hasegawa Tōhaku, 1592. Chijaku-in de Kyoto.
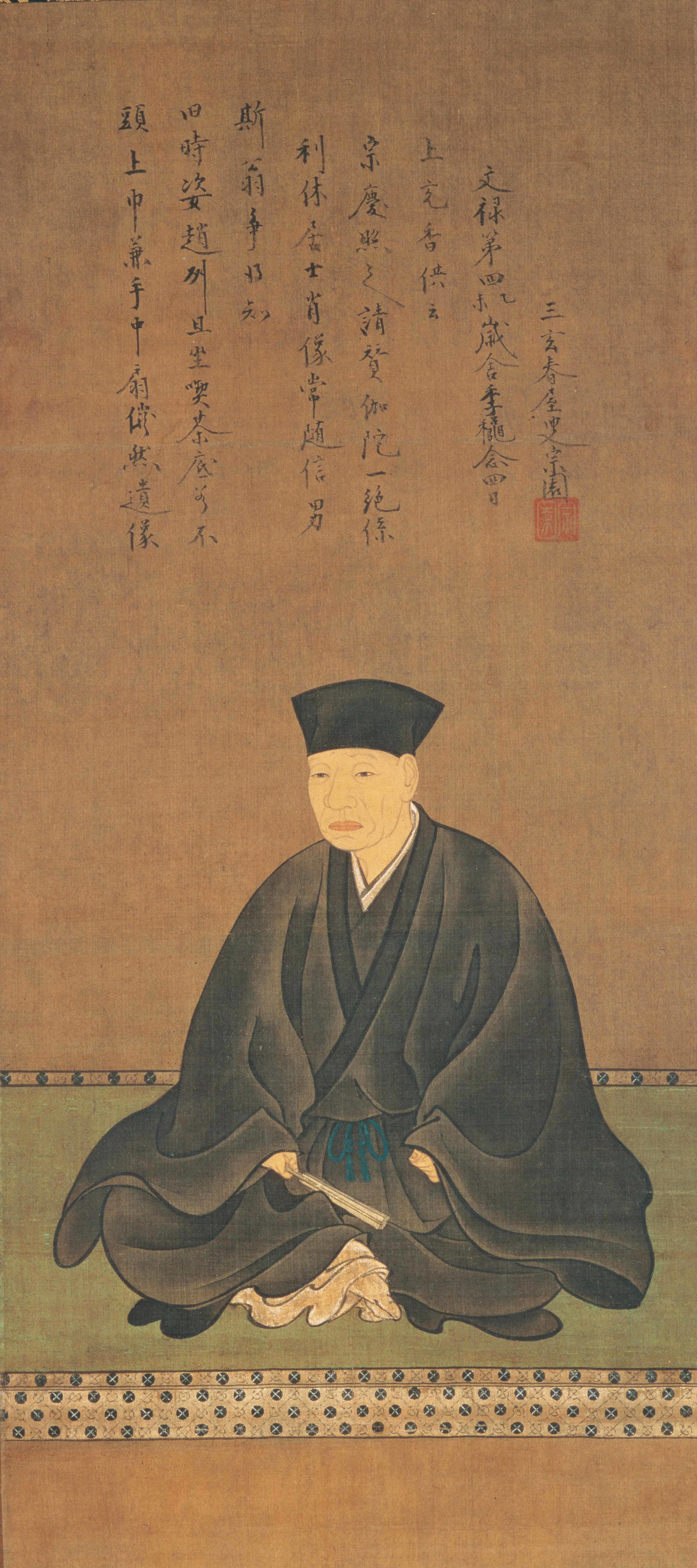
Portrait du maître du thé Sen no Rikyū (1522-1591), par Hasegawa Tōhaku.

#### Histoire du Japon
- George Sansom (trad. Éric Diacon), Histoire du Japon : des origines aux débuts du Japon moderne, Paris, Fayard, 1988 (ISBN 2-213-01851-0).
- Francine Hérail, Histoire du Japon des origines à la fin de l'époque Meiji : matériaux pour l'étude de la langue et de la civilisation japonaises, Paris, Publications orientalistes de France, 1986, 462 p. (OCLC 882418621, présentation en ligne, lire en ligne).
- Francine Hérail (dir.), Guillaume Carré, Jean Esmain, François Macé et Pierre-François Souyri, Histoire du Japon : des origines à nos jours, Paris, Éditions Hermann, 2010 (ISBN 978-2-7056-6640-8, BNF 43512967, SUDOC 14079400X).
- Pierre-François Souyri, Nouvelle Histoire du Japon, Paris, Perrin, 2010 (ISBN 978-2-262-02246-4, BNF 42340571).
- (en) Karl F. Friday (dir.), Japan Emerging : Premodern History to 1850, New York et Londres, Routledge, 2012 (ISBN 978-0-8133-4483-6, SUDOC 164668802).

#### Japon médiéval et moderne
- (en) John W. Hall et Toyoda Takeshi (dir.), Japan in the Muromachi Age, Berkeley, Los Angeles et Londres, University of California Press, 1977 (ISBN 0-520-02888-0).
- (en) George Elison et Bardwell L. Smith (dir.), Warlords, Artists, and Commoners : Japan in the Sixteenth Century, Honolulu, The University Press of Hawaii, 1981 (ISBN 0-8248-0692-1).
- (en) John Whitney Hall, Nagahara Keiji et Kozo Yamamura (dir.), Japan Before Tokugawa : Political Consolidation and Economic Growth, 1500 to 1650, Princeton, Princeton University Press, 1981 (ISBN 9781400855315).
- (en) Mary Elizabeth Berry, Hideyoshi, Cambridge, Harvard University Press, 1982 (ISBN 0-674-39026-1).
- (en) Yoshiaki Shimizu (dir.), Japan : the Shaping of Daimyo Culture, 1185-1868, Washington, National Gallery of Art, 1988 (ISBN 0-8946-8122-2, lire en ligne).
- (en) Kozo Yamamura (dir.), The Cambridge History of Japan : Volume 3: Medieval Japan, Cambridge, Cambridge University Press, 1990 (ISBN 978-0-521-22354-6).
- (en) John Whitney Hall (dir.), The Cambridge History of Japan : Volume 4: Early Modern Japan, Cambridge, Cambridge University Press, 1991 (ISBN 978-0-521-22355-3).
- (en) William Wayne Farris, Japan’s Medieval Population : Famine, Fertility, and Warfare in a Transformative Age, Honolulu, University of Hawai‘i Press, 2006 (ISBN 978-0-8248-2973-5).
- Pierre François Souyri, Histoire du Japon médiéval : Le monde à l'envers, Perrin, coll. « Tempus », 2013 (ISBN 978-2-262-04189-2).
- (en) John A. Ferejohn et Frances McCall Rosenbluth (dir.), War and State Building in Medieval Japan, Stanford, Stanford University Press, 2010 (ISBN 978-0-8047-6371-4).
- (en) Jeff Kurashige, « The 16th Century: Identifying a New Group of 'Unifiers' and reevaluating the Myth of 'Reunification' », dans Karl Friday (dir.), Routledge Handbook of Premodern Japanese History, Londres, Routledge, 2017 (ISBN 9781315170473), p. 171-183.
- « Le Japon médiéval : au temps des samouraïs », Archéothéma, Histoire et archéologie, no 30,‎ septembre-octobre 2013, p. 4-80.
- Nathalie Kouamé, Naissance et affirmation du Japon moderne : 1392-1709, Paris, Presses Universitaires de France, coll. « Nouvelle Clio », 2024.